# Liste des personnes transférées au Panthéon de Paris
La liste des personnes transférées au Panthéon, à Paris, présente les 83 personnalités (76 hommes et 7 femmes) panthéonisées à ce jour.
Un peu plus de la moitié de ces personnalités sont entrées au Panthéon de Paris sous le Premier Empire,.

## Liste

### Personnalités transférées

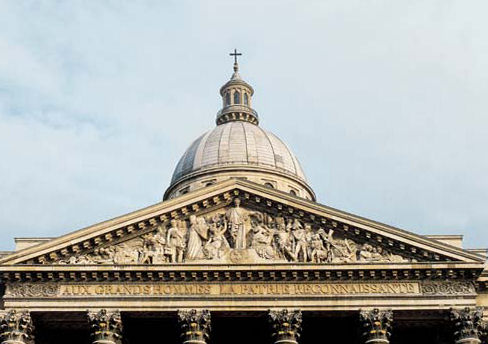
« Aux grands Hommes, la Patrie reconnaissante » (frise sur le Panthéon de Paris.

| Photo | Personnages                                                 | Sexe | Transf. | Lieu             | Qualité                                           | Illustration |
| ----- | ----------------------------------------------------------- | ---- | ------- | ---------------- | ------------------------------------------------- | ------------ |
|       | Joséphine Baker (1906-1975)                                 | F    | 2021    | Caveau XIII      | Chanteuse, danseuse, actrice, résistante          |              |
|       | Alphonse Baudin (1811-1851)                                 | M    | 1889    | Caveau XXIII     | Homme politique et médecin                        |              |
|       | François Barthélemy Beguinot (1757-1808)                    | M    | 1808    | Caveau V         | Militaire                                         |              |
|       | Marcellin Berthelot (1827-1907)                             | M    | 1907    | Caveau XXV       | Scientifique                                      |              |
|       | Sophie Berthelot (1837-1907)                                | F    | 1907    | Caveau XXV       | Scientifique                                      |              |
|       | Jean-Baptiste-Pierre Bevière (1723-1807)                    | M    | 1807    | Caveau V         | Homme politique                                   |              |
|       | Louis-Antoine de Bougainville (1729-1811)                   | M    | 1811    | Caveau III       | Navigateur                                        |              |
|       | Louis Braille (1809-1852)                                   | M    | 1952    | Caveau XXV       | Scientifique                                      |              |
|       | Pierre Brossolette (1903-1944)                              | M    | 2015    | Caveau IX        | Résistant                                         |              |
|       | Pierre Jean Georges Cabanis (1757-1808)                     | M    | 1808    | Caveau V         | Médecin, poète et philosophe.                     |              |
|       | Giovanni Battista Caprara (1733-1810)                       | M    | 1810    | Caveau III       | Religieux                                         |              |
|       | Lazare Carnot (1753-1823)                                   | M    | 1889    | Caveau XXIII     | Homme politique et scientifique                   |              |
|       | Marie François Sadi Carnot (1837-1894)                      | M    | 1894    | Caveau XXIII     | Homme politique                                   |              |
|       | René Cassin (1887-1976)                                     | M    | 1987    | Caveau VI        | Résistant                                         |              |
|       | Gabriel Louis de Caulaincourt (1740-1808)                   | M    | 1808    | Caveau V         | Militaire                                         |              |
|       | Antoine-César de Choiseul-Praslin (1756-1808)               | M    | 1808    | Caveau V         | Général, sénateur.                                |              |
|       | Charles Pierre Claret de Fleurieu (1738-1810)               | M    | 1810    | Caveau III       | Homme politique                                   |              |
|       | Marie Jean Antoine Nicolas Caritat de Condorcet (1743-1794) | M    | 1989    | Caveau VII       | Homme politique                                   |              |
|       | Hyacinthe-Hughes Timoléon de Cossé-Brissac (1746-1813)      | M    | 1813    | Caveau II        | Militaire                                         |              |
|       | Emmanuel Crétet de Champmol (1747-1809)                     | M    | 1809    | Caveau III       | Homme politique                                   |              |
|       | Marie Curie-Sklodowska (1867-1934)                          | F    | 1995    | Caveau VIII      | Physicienne                                       |              |
|       | Pierre Curie (1859-1906)                                    | M    | 1995    | Caveau VIII      | Physicien                                         |              |
|       | Jean-Nicolas Démeunier (1751-1814)                          | M    | 1814    | Caveau II        | Homme politique                                   |              |
|       | Jean-Marie-Pierre-François Le Paige d'Orsenne (1773-1812)   | M    | 1812    | Caveau II        | Général                                           |              |
|       | Alexandre Dumas (1802-1870)                                 | M    | 2002    | Caveau XXIV      | Écrivain                                          |              |
|       | Girolamo Luigi Durazzo (1739-1809)                          | M    | 1809    | Caveau V         | Homme politique                                   |              |
|       | Félix Éboué (1884-1944)                                     | M    | 1949    | Caveau XXVI      | Homme politique                                   |              |
|       | Léon Gambetta (1838-1882)                                   | M    | 1920    | Escalier d'accès | Homme politique                                   |              |
|       | Pierre Garnier de Laboissière (1755-1809)                   | M    | 1809    | Caveau III       | Général de cavalerie, sénateur et comte d'Empire. |              |
|       | Geneviève de Gaulle-Anthonioz (1920-2002)                   | F    | 2015    | Caveau IX        | Résistante                                        |              |
|       | Maurice Genevoix (1890-1980)                                | M    | 2020    | Caveau XIII      | Écrivain                                          |              |
|       | Abbé Henri Grégoire (1750-1831)                             | M    | 1989    | Caveau VII       | Religieux                                         |              |
|       | Victor Hugo (1802-1885)                                     | M    | 1885    | Caveau XXIV      | Écrivain                                          |              |
|       | Alexandre-Antoine Hureau de Sénarmont (1769-1811)           | M    | 1811    | Caveau II        | Artilleur des armées, baron d'Empire              |              |
|       | Jean-Ignace Jacqueminot de Ham (1758-1813)                  | M    | 1813    | Caveau II        | Avocat et comte d'Empire                          |              |
|       | Jean Jaurès (1859-1914)                                     | M    | 1924    | Caveau XXVI      | Homme politique                                   |              |
|       | Charles Erskine de Kellie (1739-1811)                       | M    | 1811    | Caveau III       | Religieux                                         |              |
|       | Joseph-Louis Lagrange (1736-1813)                           | M    | 1813    | Caveau II        | Mathématicien                                     |              |
|       | Paul Langevin (1872-1946)                                   | M    | 1948    | Caveau XXV       | Physicien                                         |              |
|       | Jean Lannes (1769-1809)                                     | M    | 1810    | Caveau XXII      | Militaire                                         |              |
|       | Claude-Juste-Alexandre Legrand (1762-1815)                  | M    | 1815    | Caveau II        | Général                                           |              |
|       | Jean-Pierre Firmin Malher (1761-1808)                       | M    | 1808    | Caveau V         | Militaire                                         |              |
|       | André Malraux (1901-1976)                                   | M    | 1996    | Caveau VI        | Écrivain                                          |              |
|       | Mélinée Manouchian (1913-1989)                              | F    | 2024    | Caveau XIII      | Résistante communiste (FTP-MOI)                   |              |
|       | Missak Manouchian (1906-1944)                               | M    | 2024    | Caveau XIII      | Résistant communiste (FTP-MOI), poète             |              |
|       | François Séverin Marceau (1769-1796)                        | M    | 1889    | Caveau XXIII     | Militaire                                         |              |
|       | Gaspard Monge (1746-1818)                                   | M    | 1989    | Caveau VII       | Mathématicien                                     |              |
|       | Jean Monnet (1888-1979)                                     | M    | 1988    | Caveau VI        | Économiste                                        |              |
|       | Justin Bonaventure Morard de Galles (1761-1809)             | M    | 1809    | Caveau III       | Militaire                                         |              |
|       | Jean Moulin (1899-1943)                                     | M    | 1964    | Caveau VI        | Résistant                                         |              |
|       | Michel Ordener (1755-1811)                                  | M    | 1811    | Caveau II        | Général de Division, sénateur et comte d'Empire   |              |
|       | Paul Painlevé (1863-1933)                                   | M    | 1933    | Caveau XXV       | Mathématicien et homme politique                  |              |
|       | Jean-Baptiste Papin (1756-1809)                             | M    | 1809    | Caveau V         | Homme politique et juriste                        |              |
|       | Jean-Frédéric Perregaux (1744-1808)                         | M    | 1808    | Caveau IV        | Financier                                         |              |
|       | Jean Perrin (1870-1942)                                     | M    | 1948    | Caveau XXV       | Physicien                                         |              |
|       | Claude-Louis Petiet (1749-1806)                             | M    | 1806    | Caveau V         | Grand organisateur de troupe                      |              |
|       | Jean-Étienne-Marie Portalis (1746-1807)                     | M    | 1807    | Caveau V         | Homme politique                                   |              |
|       | Claude Ambroise Régnier (1746-1814)                         | M    | 1814    | Caveau II        | Juge                                              |              |
|       | Louis-Pierre-Pantaléon Resnier (1759-1807)                  | M    | 1807    | Caveau V         | Homme politique                                   |              |
|       | Jean-Louis-Ébénézer Reynier (1771-1814)                     | M    | 1814    | Caveau IV        | Militaire                                         |              |
|       | Jean Rousseau (1738-1813)                                   | M    | 1813    | Caveau II        | Homme politique                                   |              |
|       | Jean-Jacques Rousseau (1712-1778)                           | M    | 1794    | Entrée           | Écrivain et philosophe                            |              |
|       | Louis Charles Vincent Le Blond de Saint-Hilaire (1766-1809) | M    | 1810    | Caveau III       | Militaire                                         |              |
|       | Victor Schœlcher (1804-1893)                                | M    | 1949    | Caveau XXVI      | Homme politique                                   |              |
|       | Jean-Pierre Sers (1746-1809)                                | M    | 1809    | Caveau III       | Homme politique                                   |              |
|       | Nicolas Marie Songis des Courbons (1761-1811)               | M    | 1811    | Caveau III       | Général                                           |              |
|       | Jacques-Germain Soufflot (1713-1780)                        | M    | 1829    | Entrée           | Premier architecte du Panthéon.                   |              |
|       | Antoine-Jean-Marie Thévenard (1733-1815)                    | M    | 1815    | Caveau II        | Militaire                                         |              |
|       | Germaine Tillion (1907-2008)                                | F    | 2015    | Caveau IX        | Résistante                                        |              |
|       | Théophile-Malo de La Tour d'Auvergne-Corret (1743-1800)     | M    | 1889    | Caveau XXIII     | Soldat                                            |              |
|       | Jean-Baptiste Treilhard (1742-1810)                         | M    | 1810    | Caveau III       | Avocat                                            |              |
|       | François Denis Tronchet (1726-1806)                         | M    | 1806    | Caveau V         | Homme politique et juriste                        |              |
|       | Antoine Veil (1926-2013)                                    | M    | 2018    | Caveau VI        | Homme politique                                   |              |
|       | Simone Veil (1927-2017)                                     | F    | 2018    | Caveau VI        | Femme politique                                   |              |
|       | Joseph-Marie Vien (1716-1809)                               | M    | 1809    | Caveau III       | Peintre                                           |              |
|       | Ippolito-Antonio Vincenti-Mareri (1738-1811)                | M    | 1811    | Caveau III       | Évêque                                            |              |
|       | Justin de Viry (1737-1813)                                  | M    | 1813    | Caveau II        | Homme politique                                   |              |
|       | Voltaire (1694-1778)                                        | M    | 1791    | Entrée           | Écrivain et philosophe                            |              |
|       | Frédéric Henri Walther (1761-1813)                          | M    | 1813    | Caveau IV        | Général                                           |              |
|       | Jean-Guillaume de Winter (1761-1812)                        | M    | 1812    | Caveau IV        | Amiral batave, comte d'Empire                     |              |
|       | Jean Zay (1904-1944)                                        | M    | 2015    | Caveau IX        | Homme politique                                   |              |
|       | Émile Zola (1840-1902)                                      | M    | 1908    | Caveau XXIV      | Écrivain                                          |              |

### Personnalités ayant quitté le Panthéon
Quelques personnalités, transférées au Panthéon, en ont été par la suite exclues à cause d'une indignité révélée après leur mort ou des aléas de l'Histoire : 
- Honoré-Gabriel Riqueti de Mirabeau[note 1] (1749-1791),
- Louis-Michel Lepeletier de Saint-Fargeau (1760-1793),
- Auguste Marie Henri Picot de Dampierre (1756-1793),
- Jean-Paul Marat (1743-1793).

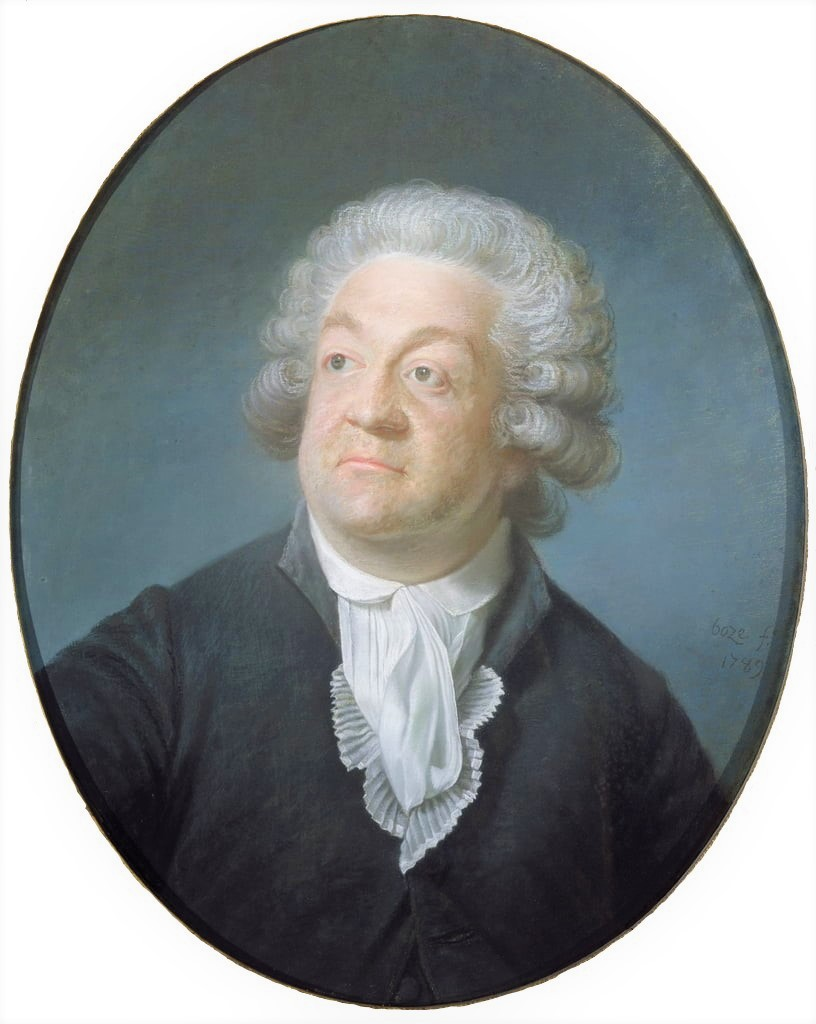
Honoré-Gabriel Riqueti de Mirabeau (1749-1791)
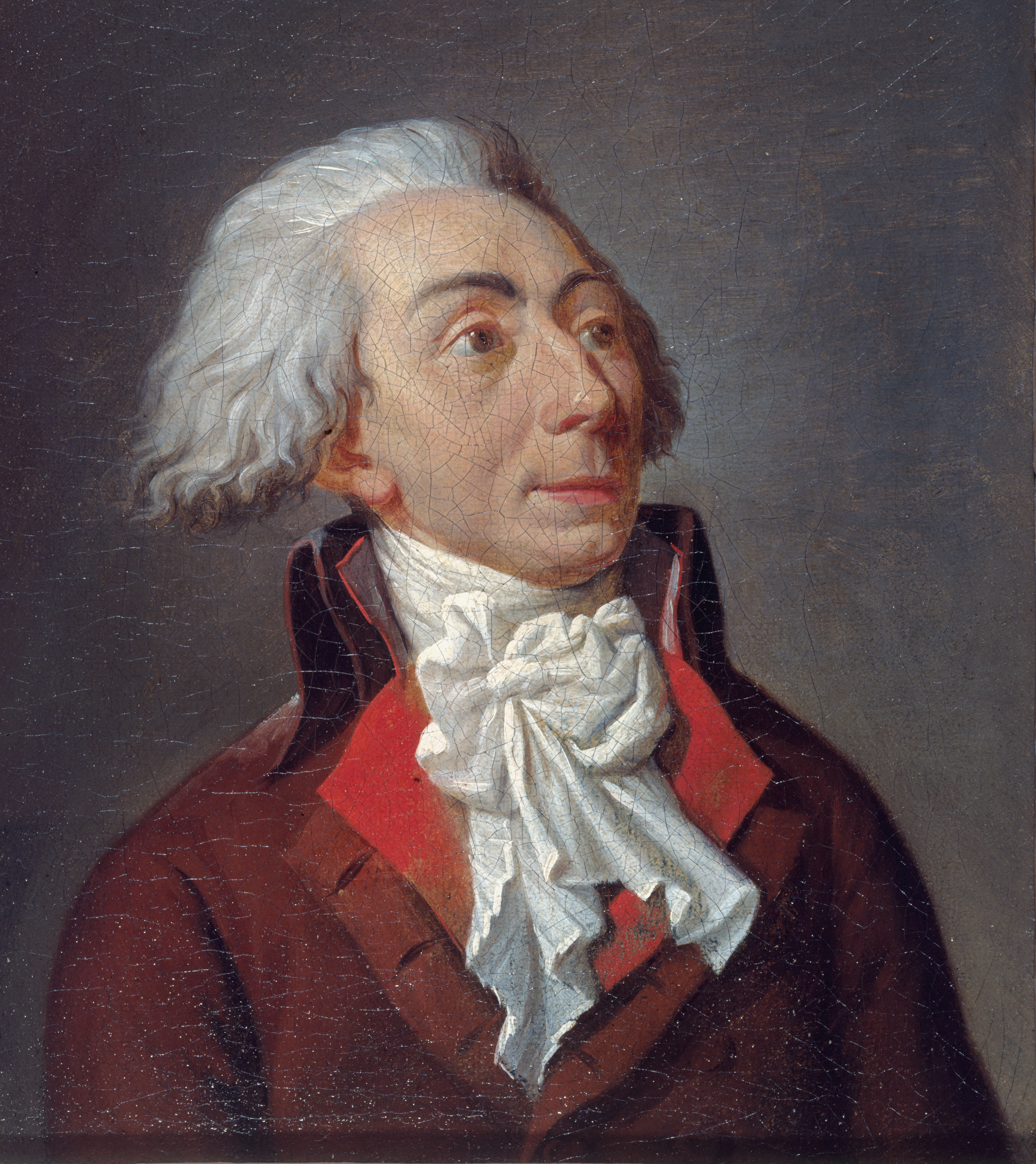
Louis-Michel Lepeletier de Saint-Fargeau (1760-1793)
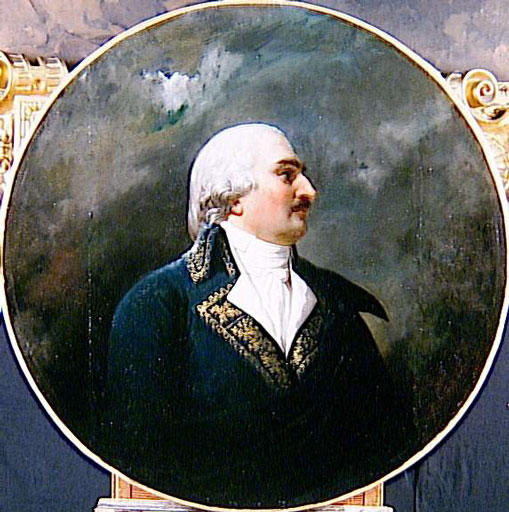
Auguste Marie Henri Picot de Dampierre (1756-1793)
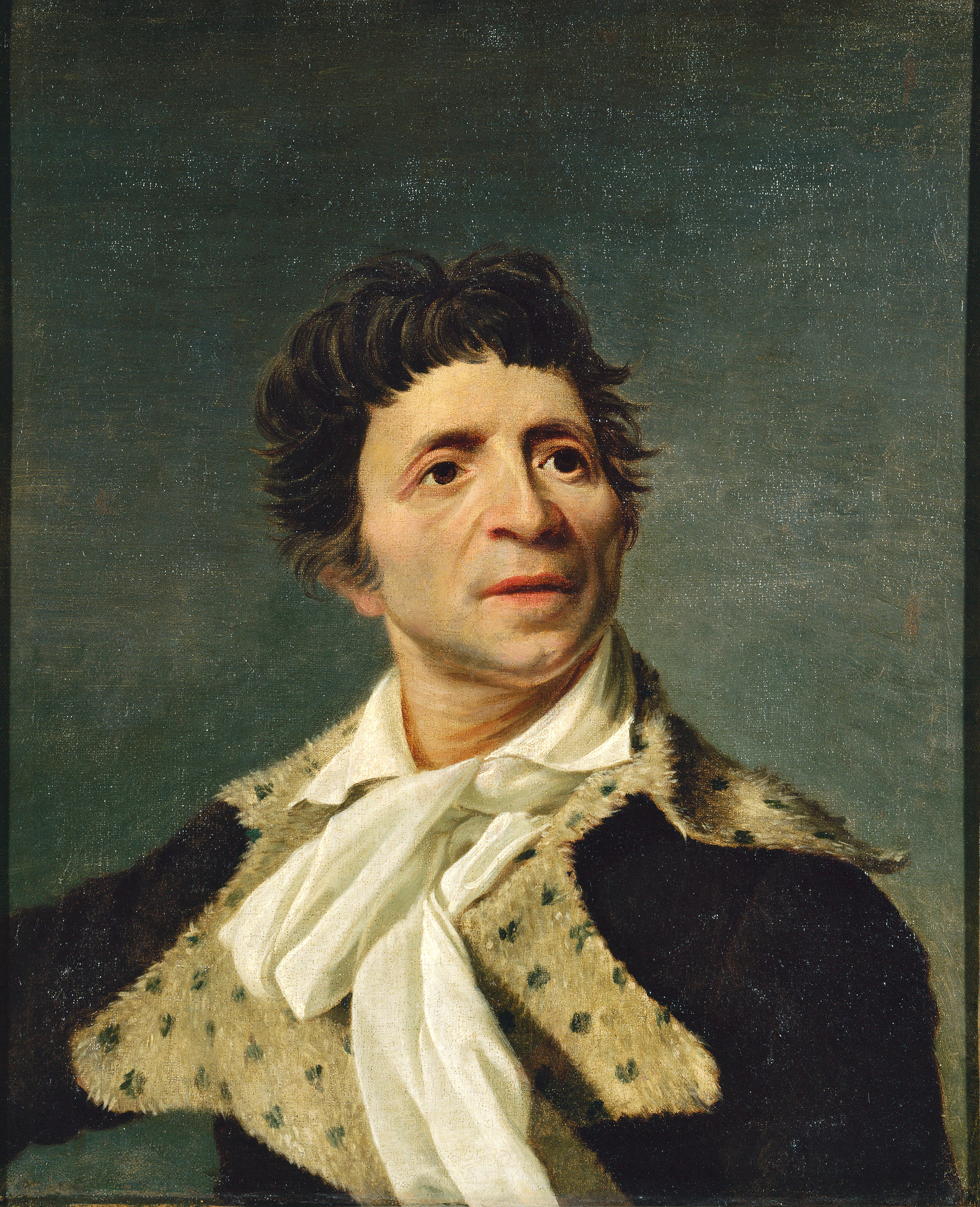
Jean-Paul Marat (1743-1793)

### Personnalités non transférées
Pour Descartes, Bara, Viala ou Molière si la décision a été prise, le transfert n'a pas été exécuté. D'autre part, le corps du général Beaurepaire n'ayant pas été retrouvé, la cérémonie n'a pas eu lieu.

## Cérémonies à l'occasion de transferts de cendres

### Révolution française

#### Mirabeau, lundi 4 avril 1791

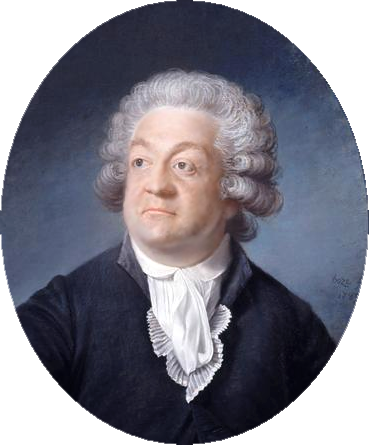
Honoré-Gabriel Riqueti de Mirabeau (1749-1791)

Mirabeau meurt à Paris, le 2 avril 1791. La nuit à la lueur des flambeaux, son corps est porté au Panthéon, à travers le vieux Paris, aux sons formidables et inconnus d'instruments de musique imaginés par François-Joseph Gossec. L'édifice n'étant pas encore adapté à sa nouvelle destination, le cercueil est en fait déposé dans un caveau de l'ancienne église abbatiale. Ce n'est que le 4 avril que l'Assemblée décréta que la nouvelle église de Sainte-Geneviève serait transformée en Panthéon par l'architecte Quatremère de Quincy.
À cette occasion, Louis Blanc écrira un texte sur la cérémonie.
En novembre 1792, la découverte de l'armoire de fer aux Tuileries livra la preuve des subsides qu'il avait touchés de la Cour… Le 21 septembre 1794 (5 complémentaire an II), son cercueil était sorti du Panthéon par une porte latérale, tandis que celui de Marat franchissait la porte d'honneur. Dans son discours, David souligna cette simultanéité : « Que le vice, que l'imposture fuient du Panthéon. Le peuple y appelle celui qui ne se trompa jamais ». La dépouille de Mirabeau fut inhumée au cimetière de Clamart de manière anonyme. Malgré des recherches menées en 1889, ses restes n'ont jamais été retrouvés.

#### Voltaire, lundi 11 juillet 1791

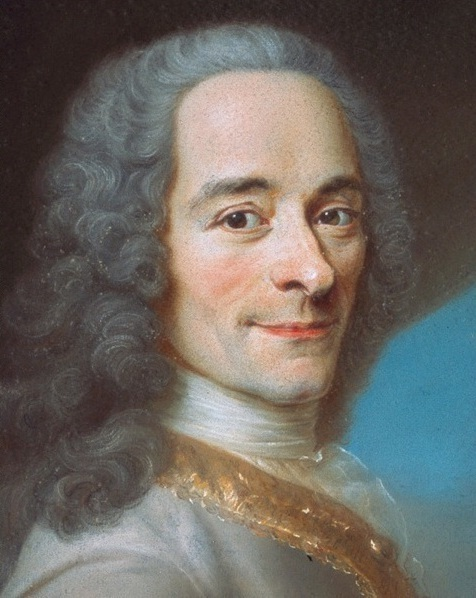
Voltaire (1694-1778)

La décision des révolutionnaires français de transférer les restes de Voltaire au Panthéon marque pour eux l'affirmation d'une filiation avec le siècle des Lumières. Il s'agit sans doute d'une suggestion des Girondins, qui se réclamaient volontiers des idées du philosophe. C'est l'une des premières cérémonies révolutionnaires. C'est aussi l'affirmation du Panthéon comme temple laïque. À sa mort en 1778, Voltaire, franc-maçon et anticlérical, avait été enterré presque clandestinement, l'Église catholique lui ayant refusé des obsèques religieuses. D'ailleurs, en toute logique, le clergé ne participe pas à la cérémonie de panthéonisation.
Ainsi, treize ans après sa mort (30 mai 1778), la dépouille de Voltaire est transférée au Panthéon. La nuit précédant le convoi funèbre, le cercueil est exposé dans les ruines de la Bastille, prison où avaient été détenus Voltaire et d'autres ennemis de l'Ancien Régime, devenue depuis symbole de la Révolution. La cérémonie est mise en scène par l'architecte Cellerier, adepte d'un style gréco-romain.
Le convoi funèbre est conduit par un détachement de cavaliers, suivi par les délégations des écoles, des clubs, des confréries et des groupes d'acteurs de théâtre. Puis viennent des ouvriers ayant pris part à la démolition de la Bastille, portant des boulets et des chaînes trouvés dans la prison. Quatre hommes en costume de théâtre classique soutiennent une statue dorée de Voltaire. Des acteurs brandissent des bannières avec les titres de ses principaux ouvrages. Ensuite vient un coffre doré, contenant une édition complète de ses œuvres, récemment publiée, en 92 volumes. Dans le défilé, on « voyoit ceux qui ont arrêté la voiture du Roi [à Varennes] et menacé de tirer dessus, ornés d'une couronne de chêne et marchant en triomphe au milieu des Fanfares et des Gardes nationales. » Une foule immense accompagne le cortège.
Un orchestre complet précède le sarcophage tiré par douze chevaux blancs. Les parois sont décorées de masques de théâtre, avec cette sentence : « Il combattit les athées et les fanatiques. Il inspira la tolérance, il réclama les droits de l'homme contre la servitude de la féodalité. Poète, historien, philosophe, il agrandit l'esprit humain, et lui apprit à être libre. »
Les membres de l'Assemblée nationale, les magistrats et le Conseil municipal de Paris suivent le cercueil. Le convoi s'arrête à l'Opéra (situé à l'époque dans la salle de la porte Saint-Martin), à l'Ancienne et à la Nouvelle Comédie, et vers minuit atteint le Panthéon.
Le musicien François-Joseph Gossec compose pour la cérémonie un hymne pour chant et cuivres (ou pour trois voix, chœur d'homme et orchestre d'harmonie) sur un poème de Marie-Joseph Chénier.
La cérémonie a coûté 36 868 livres dont 602 pour le banquet offert aux gardes nationaux ayant formé le cortège.

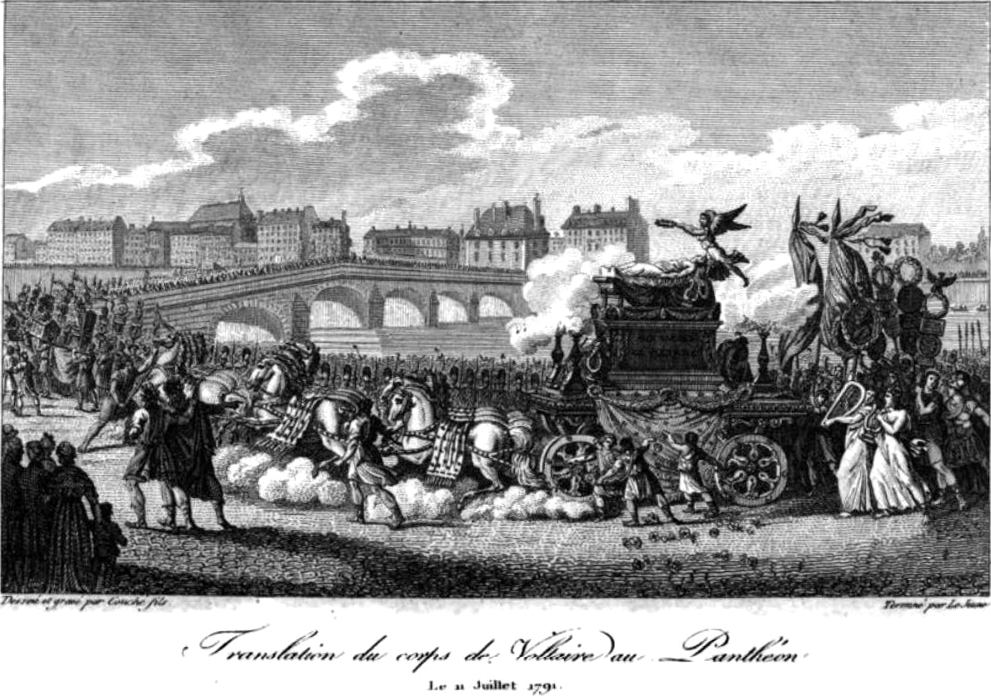
Cérémonie de transfert des cendres de Voltaire au Panthéon
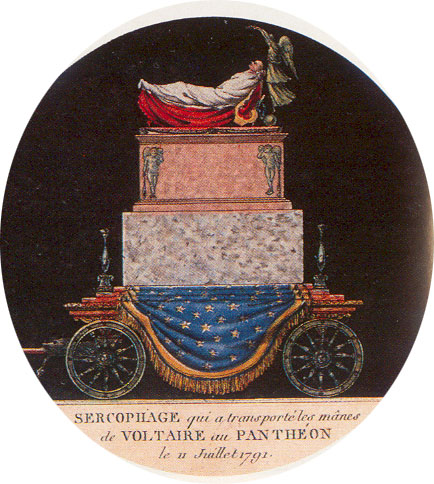
Cercueil de Voltaire pour sa panthéonisation
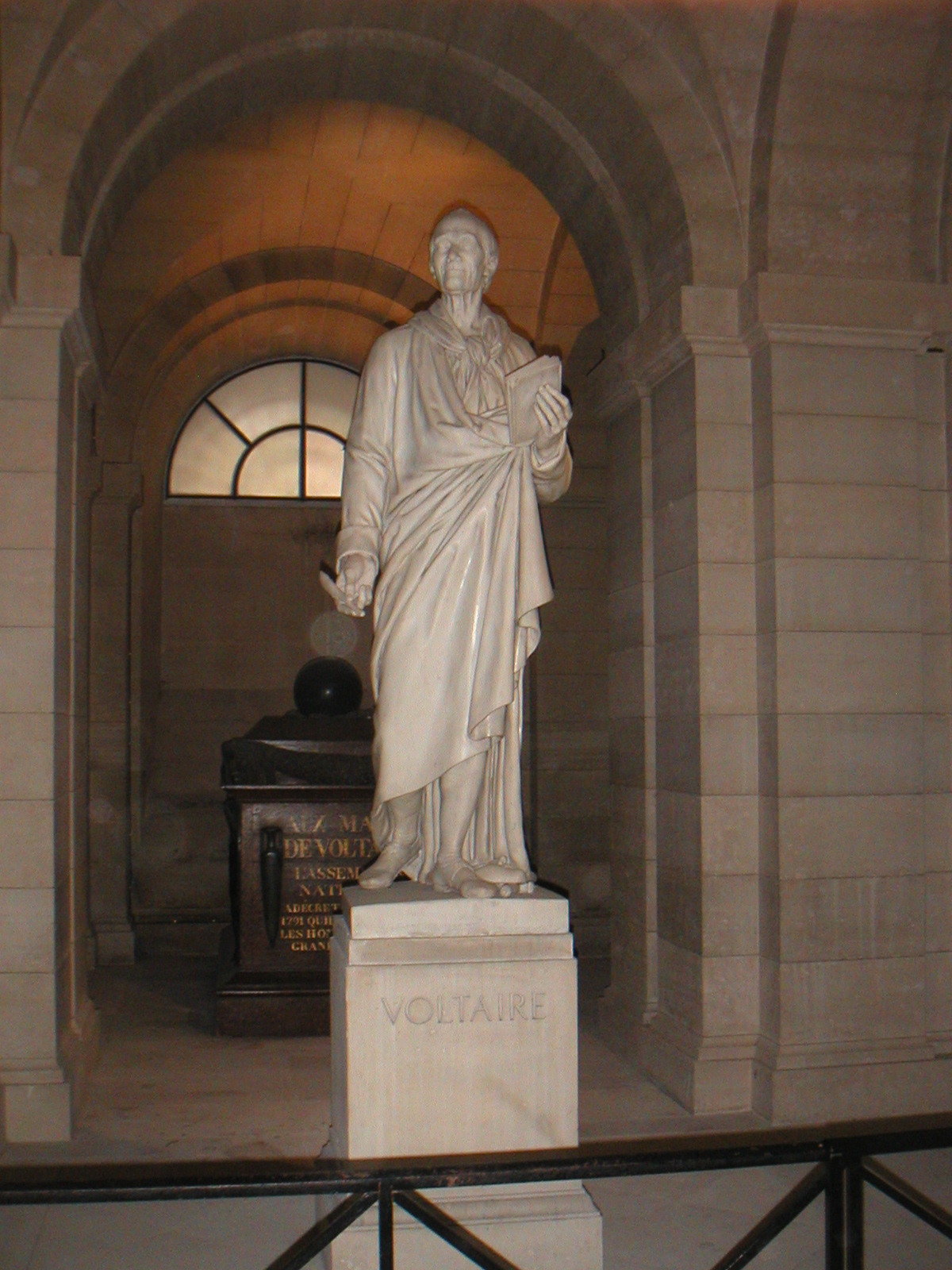
Statue de Voltaire devant son tombeau
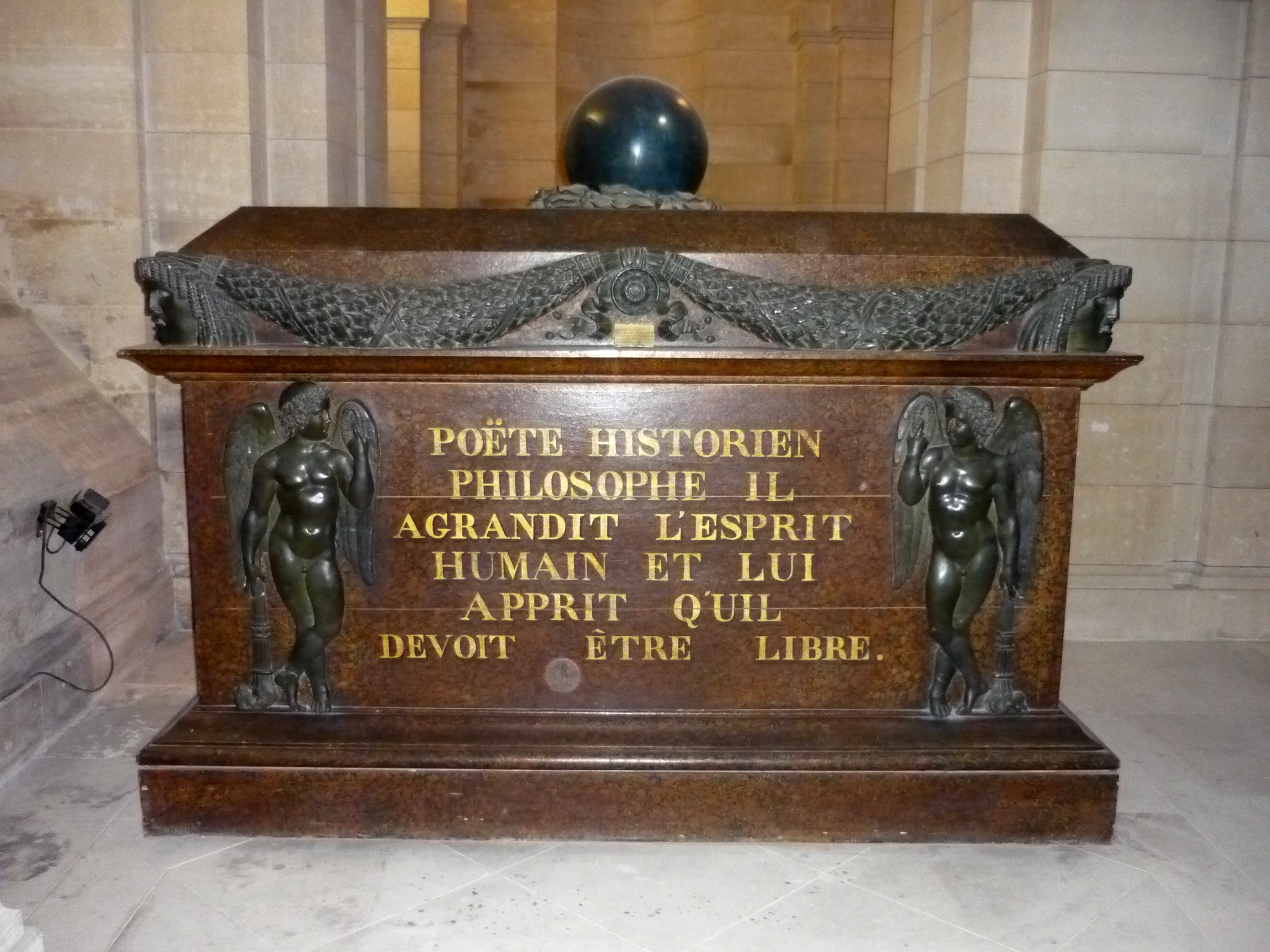
Tombeau de Voltaire au Panthéon

Louis XVIII, à qui on propose de retirer Voltaire du Panthéon, rendu au culte catholique sous son règne, répond : « Laissez-le, il est bien assez puni d'avoir à entendre la messe tous les jours. »

#### Louis-Michel Lepeletier de Saint-Fargeau, jeudi 24 janvier 1793

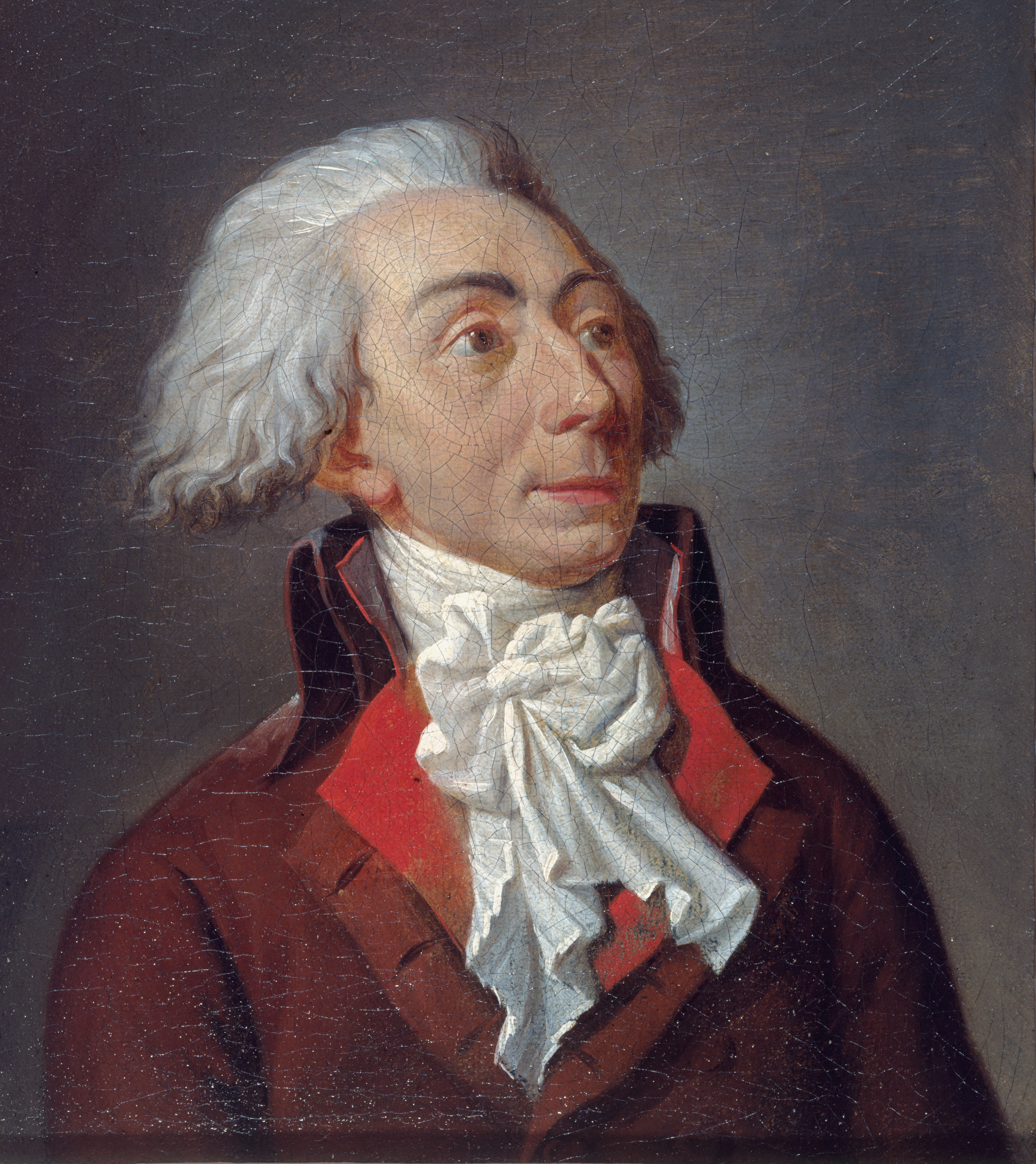
Louis-Michel Lepeletier de Saint-Fargeau (1760-1793)

À peine Louis XVI vient-il d'expirer, Barrère demande : 
« Que le corps de Lepeletier soit déposé au Panthéon, que la Convention entière assiste à ses funérailles, et que tous les représentants s'y jurent une union fraternelle.

– Je demande aussi les honneurs du Panthéon pour Lepelletier, lit Robespierre, car ces honneurs seront pour la République plus que pour un individu. »
Marie-Joseph Chénier organise un spectacle à l'antique pour celui qui vient d'être assassiné par un valet du roi Louis XVI. C'est avec lui que débute le culte des héros révolutionnaires tombés pour l'exemple. Sur la bannière du cortège, en lettres d'or on peut lire les dernières paroles attribuées à Lepeletier « Je meurs content de verser mon sang pour la patrie, j'espère qu'il servira à consolider la liberté et l'égalité et à faire reconnaître les ennemis du peuple ».
Alphonse de Lamartine écrira à cette occasion un texte.
En 1795, il est retiré du Panthéon et son corps est récupéré par sa famille.

#### Jean-Paul Marat, dimanche 21 septembre 1794

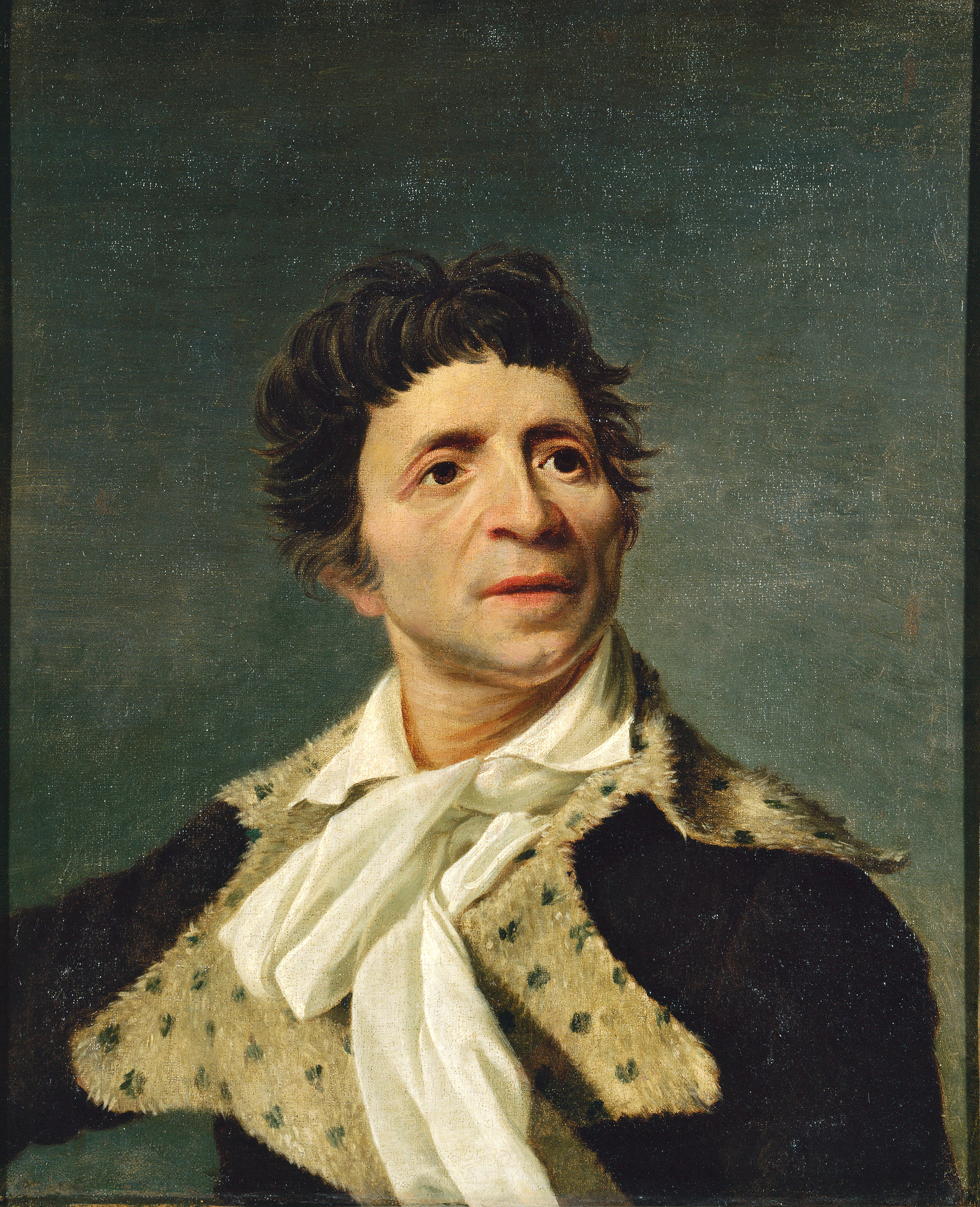
Jean-Paul Marat (1743-1793)

Son corps d'abord inhumé au couvent des Cordeliers est ensuite transféré au Panthéon. Le peintre Jacques-Louis David est chargé d'organiser de grandioses funérailles.
Tandis que le corps de Marat franchissait la porte d'honneur, celui de Mirabeau était sorti par une porte latérale. Dans son discours, David souligne cette simultanéité : « Que le vice, que l'imposture fuient du Panthéon. Le peuple y appelle celui qui ne se trompa jamais ». L'éloge suivant est prononcé : « Comme Jésus, Marat aima ardemment le peuple et n’aima que lui. Comme Jésus, Marat détesta les rois, les nobles, les prêtres, les riches, les fripons et comme Jésus, il ne cessa de combattre ces pestes de la société ».
En 1795, il est considéré comme traître. Le 8 février, son cercueil est retiré du Panthéon. Ses restes sont inhumés dans le cimetière (disparu aujourd'hui) de Sainte-Geneviève, près l'église Saint-Étienne-du-Mont (tout proche du Panthéon), le 26.

#### Jean-Jacques Rousseau, samedi 11 octobre 1794

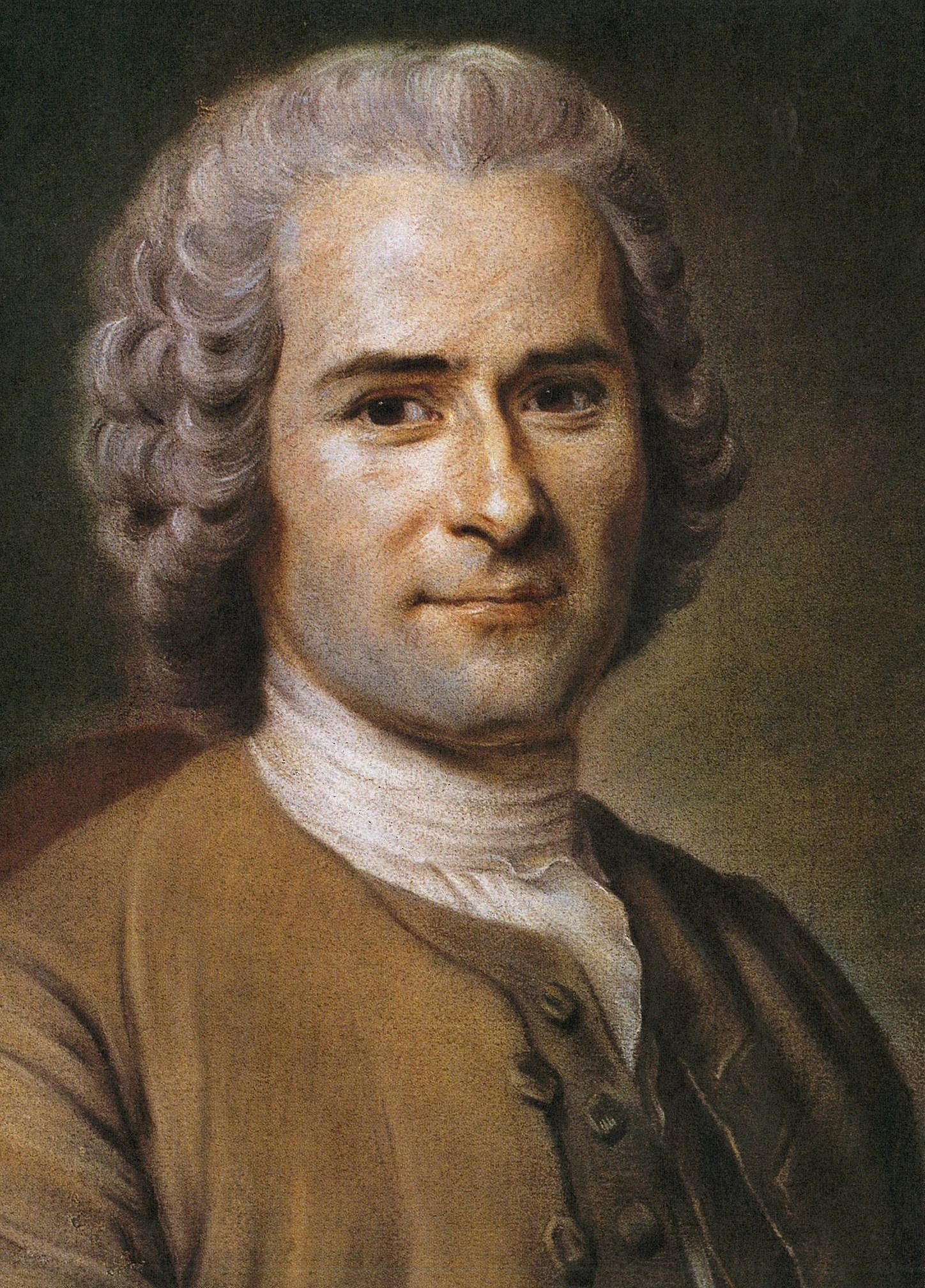
Jean-Jacques Rousseau (1712-1778)

La Convention nationale prend un décret le 14 avril 1794 ordonnant la translation des restes de Rousseau au Panthéon.
Robespierre, se réclamant disciple fidèle du Genevois, se charge de présenter à la Convention le décret qui doit asseoir la Révolution sur une base spirituelle et offrir au pays des cérémonies civiques  où seront célébrés les dogmes de la morale nouvelle, pour remplacer les fêtes chrétiennes désormais interdites.
Les cérémonies se déroulent les 18, 19 et 20 vendémiaire an 3 (9, 10 et 11 octobre). Un grand cortège gagne les Tuileries où une île factice a été reproduite dans un grand bassin. Une veillée s'organise toute la nuit autour de l'urne funéraire.

« Ce fut au milieu de cette ivresse publique que le cortège (qui amène le corps depuis l'Île aux peupliers d'Ermenonville) arriva auprès du grand bassin des Tuileries.
Un nouveau spectacle y était préparé : au centre de ce bassin était figurée une île bordée de peupliers, et dans le milieu, un monument décoré de quatre colonnes, destiné à recevoir le cercueil. On l'y plaça, en le faisant passer par un pont de bois préparé pour cet usage. Des candélabres allumés environnaient le monument, et le bassin même était entouré d'un cordon de lumières, qui se réfléchissait dans l'eau. »

— La Feuille villageoise
On trouve notamment un extrait d'un catalogue d'exposition évoquant la cérémonie.
Voir aussi la peinture d'Hubert Robert : Cénotaphe de J-J. Rousseau élevé au Jardin des Tuileries, en attendant la translation de ses cendres au Panthéon - nuit du 10 au 11 octobre 1794 - Musée Carnavalet.
Le lendemain un grand cortège conduit les reliques de Rousseau au Panthéon sur des airs du Devin du village.

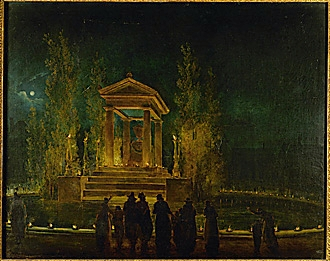
Mausolée provisoire érigé aux Tuileries, la veille de la panthéonisation de Jean-Jacques Rousseau
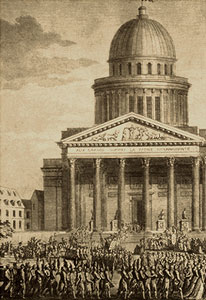
Transfert des cendres de Jean-Jacques Rousseau
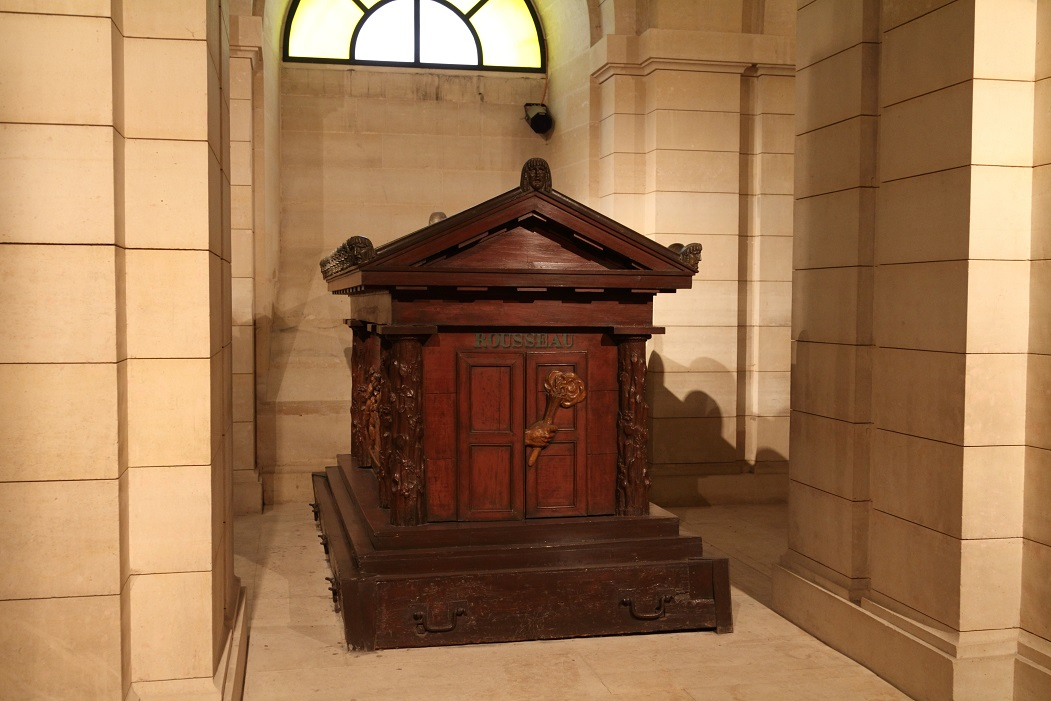
Tombeau de Jean-Jacques Rousseau au Panthéon
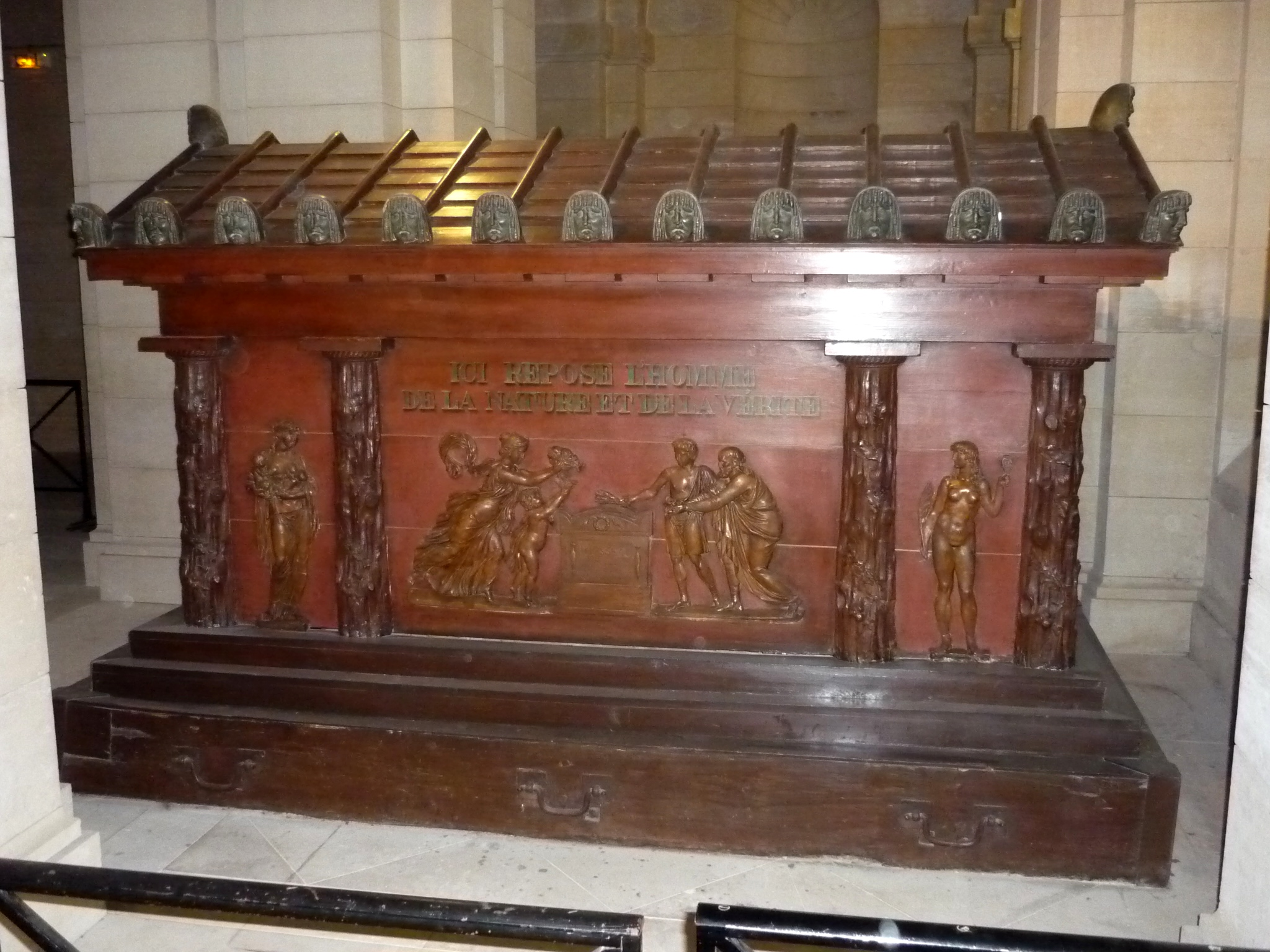
Tombeau de Jean-Jacques Rousseau au Panthéon
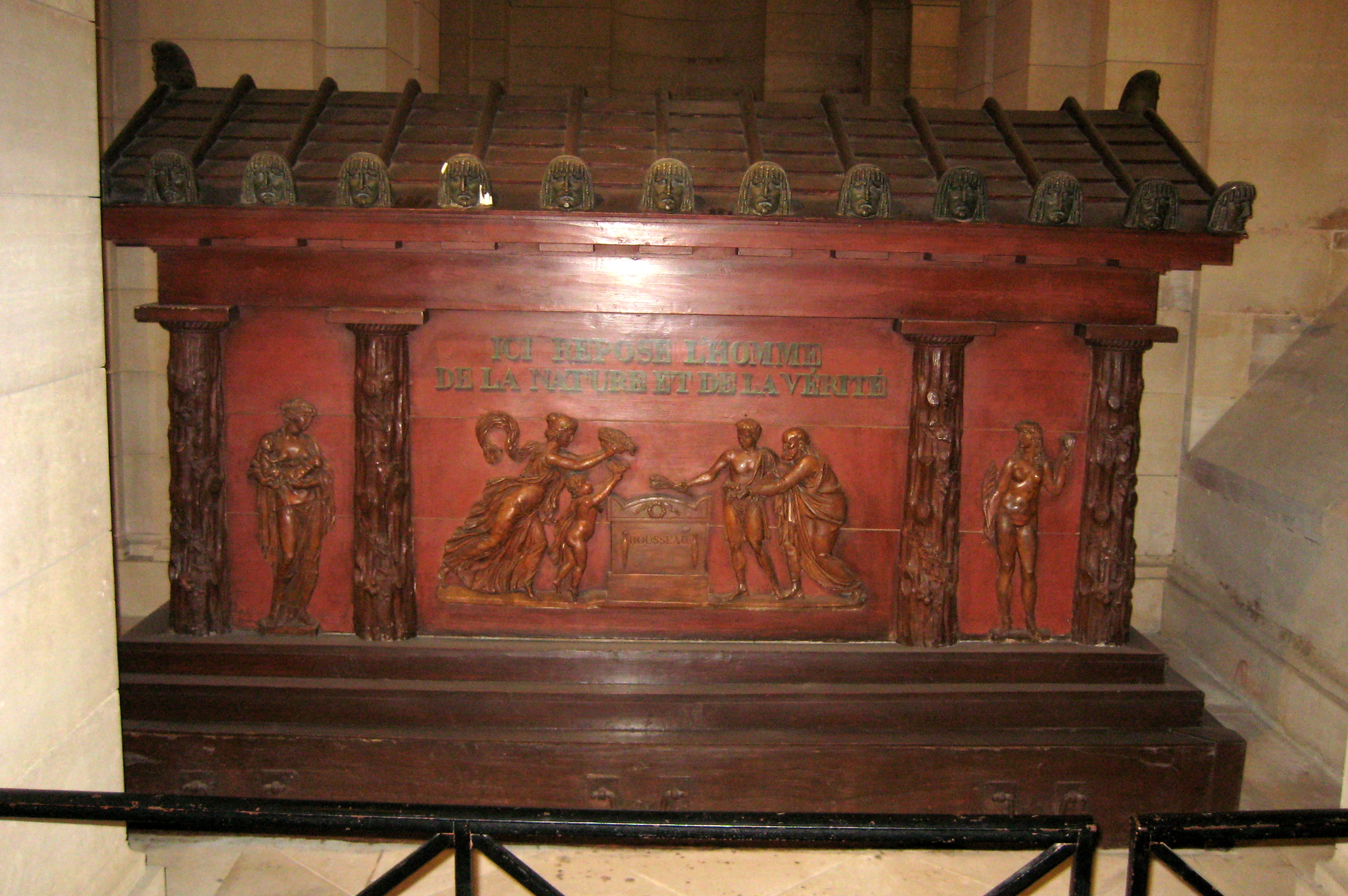
Tombeau de Jean-Jacques Rousseau au Panthéon
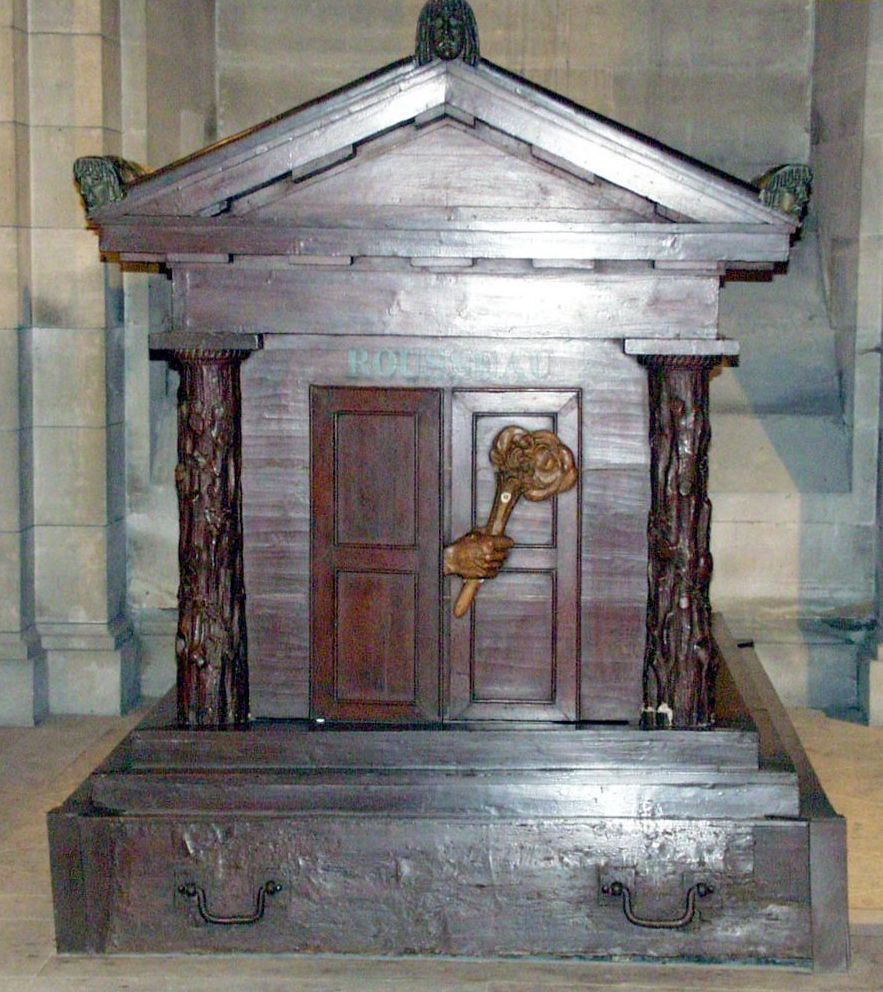
Tombeau de Jean-Jacques Rousseau au Panthéon (détail)

### Premier Empire

#### Claude-Louis Petiet, mardi 27 mai 1806

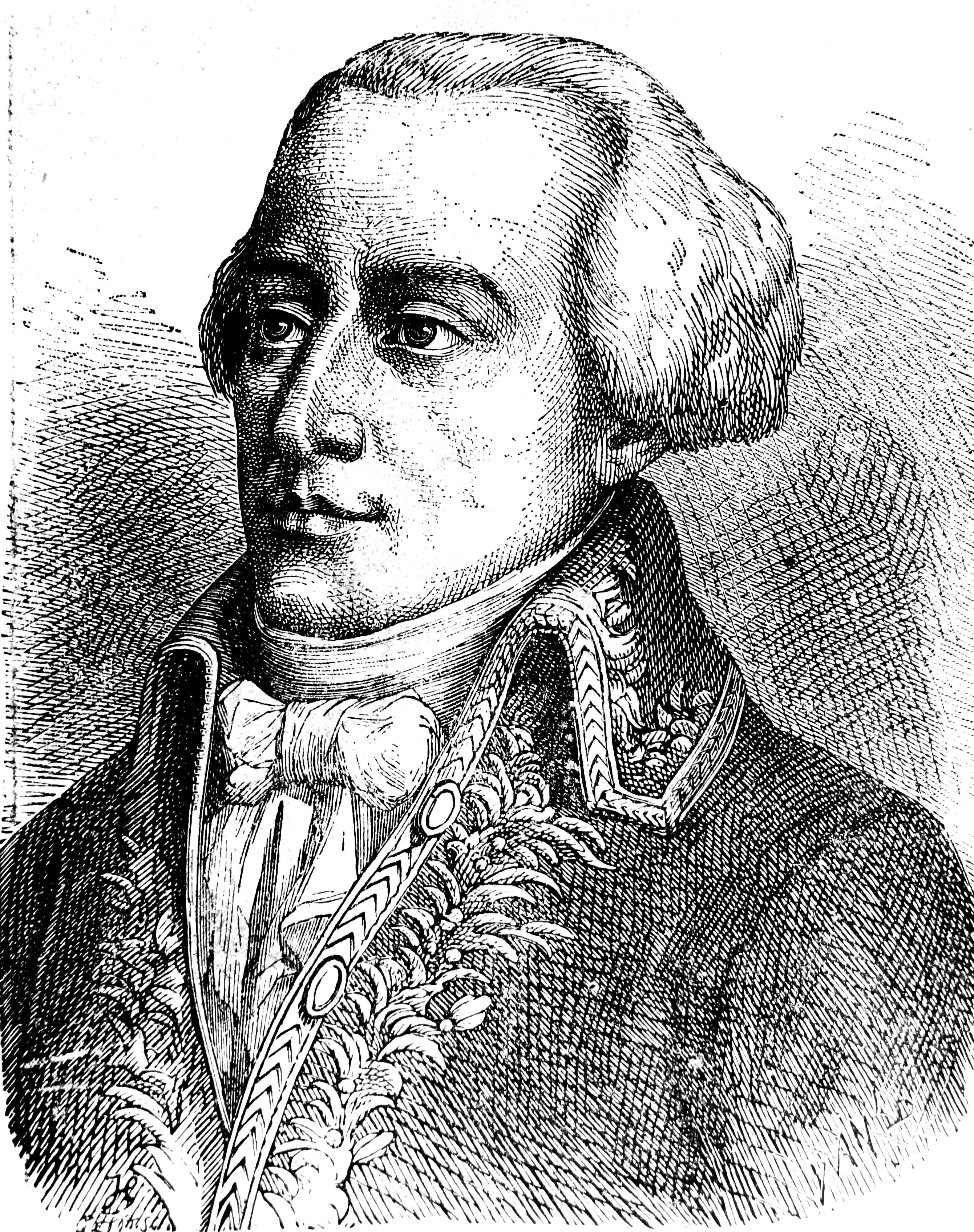
Claude-Louis Petiet (1749-1806)

Décédé le 25 mai 1806 en son hôtel, dans l'actuel 8 rue Monsieur à Paris 7e, alors 6 rue de Fréjus. Napoléon Ier lui fait faire des obsèques grandioses le 27 mai, auxquelles assistent le Sénat en corps et les principaux dignitaires de l'Empire. Après la cérémonie qui a lieu dans l'église des Missions étrangères rue du Bac, le corps est transporté au Panthéon de Paris. Son éloge funèbre est prononcé par le mathématicien Monge, président du Sénat qui retrace longuement sa carrière. L'ordonnancement de la cérémonie est réglé par Joseph-François Baudelaire chef des bureaux du sénateur Dominique Clément de Ris préteur du Sénat. J.F. Baudelaire est le père de l'écrivain Charles Baudelaire.

#### Jean-Frédéric Perregaux, lundi 22 février 1808

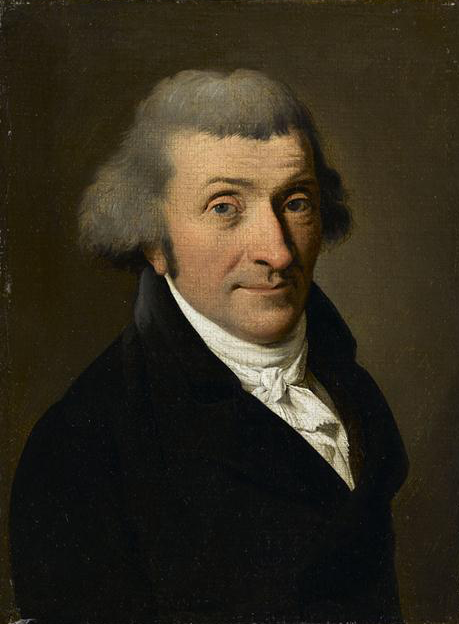
Jean-Frédéric Perregaux (1744-1808)

Décédé à 64 ans le 17 février 1808 dans son château de Viry-Châtillon, Napoléon Ier, reconnaissant de lui avoir financé le coup d'État du 18 brumaire, fera transférer ce banquier suisse au Panthéon.

#### Pierre Jean Georges Cabanis, samedi 14 mai 1808

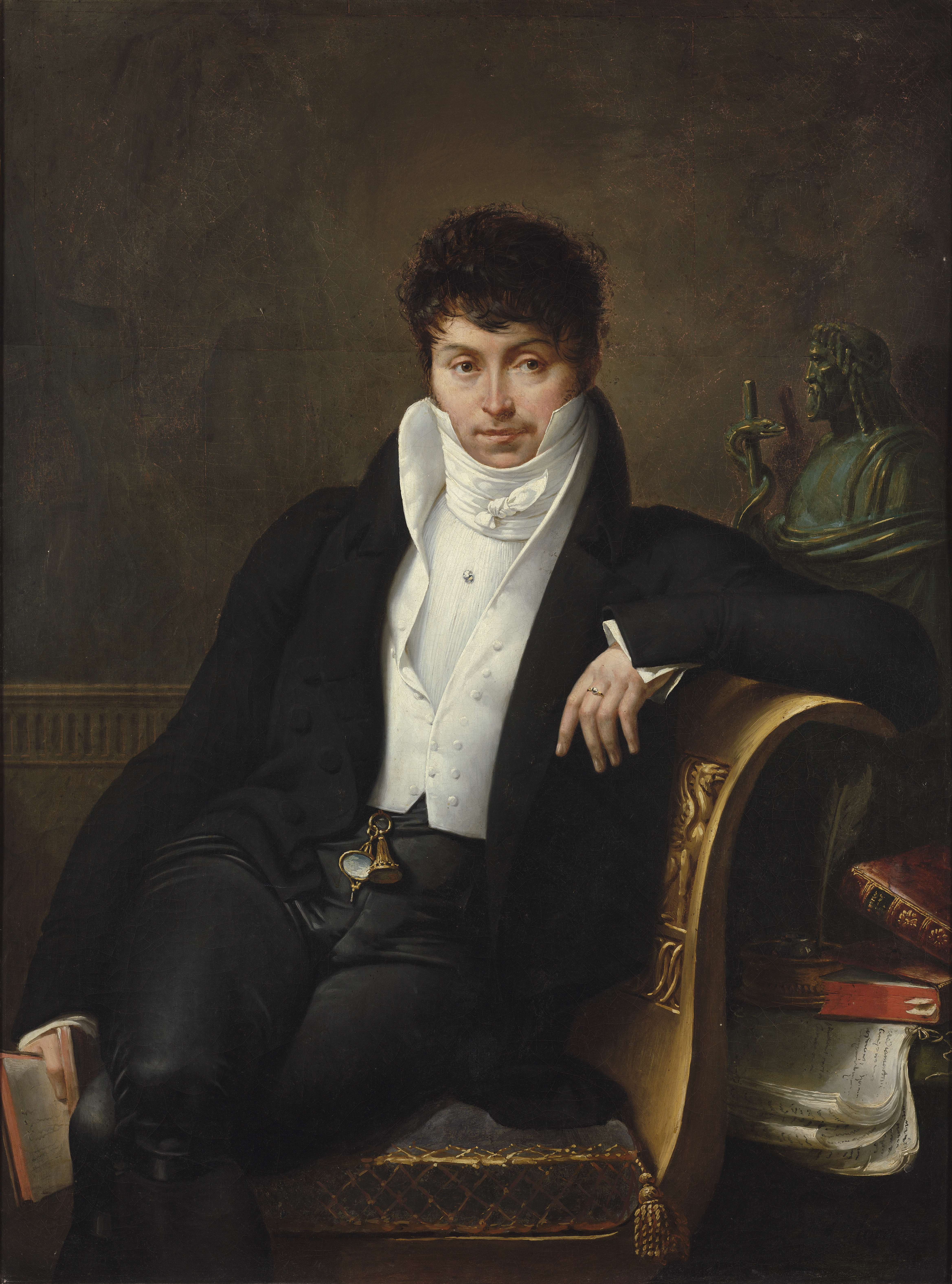
Pierre Jean Georges Cabanis (1757-1808)

Huit jours après sa mort, son corps est transféré au Panthéon où son éloge est prononcé par Garat entouré des députations de l'Institut, du Sénat et de l'École de médecine.

#### Jean Lannes, vendredi 6 juillet 1810

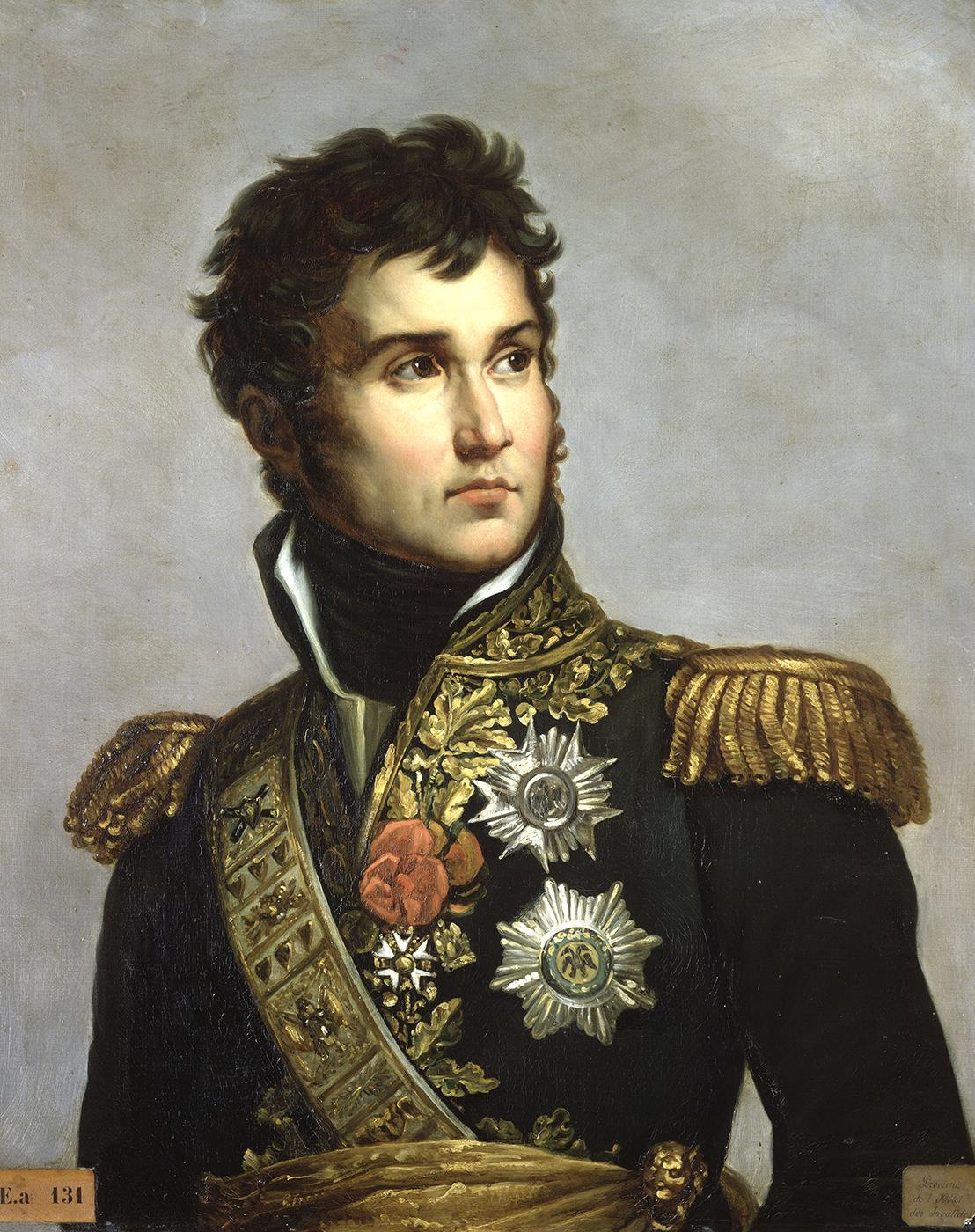
Jean Lannes (1769-1809)

Le 31 mai 1809, Lannes, maréchal d'Empire, meurt à la bataille d'Essling des suites de ses blessures. En 1810, son corps est transporté des Invalides au Panthéon de Paris. Il fut transféré au Panthéon en 1810 lors d'une cérémonie grandiose à l'occasion du premier anniversaire de sa mort, mais son cœur fut déposé dans la chapelle familiale du cimetière de Montmartre. Constant, premier valet de l'Empereur, dans ses mémoires, raconte cette imposante cérémonie. Il évoque dans ce texte la destination des différentes parties du bâtiment, à la fois église et panthéon.

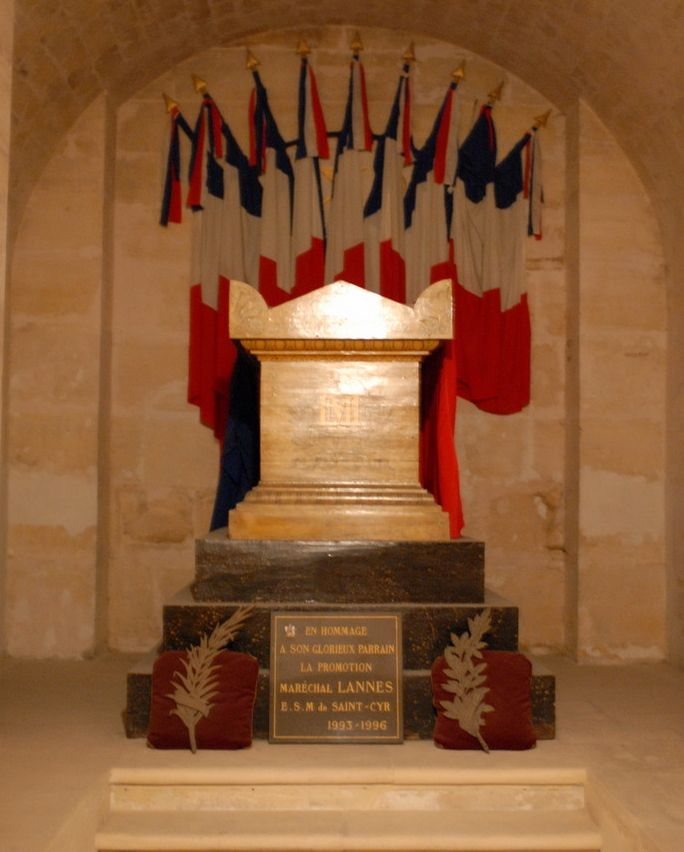
Tombeau de Jean Lannes au Panthéon

#### Louis Antoine de Bougainville, jeudi 5 septembre 1811

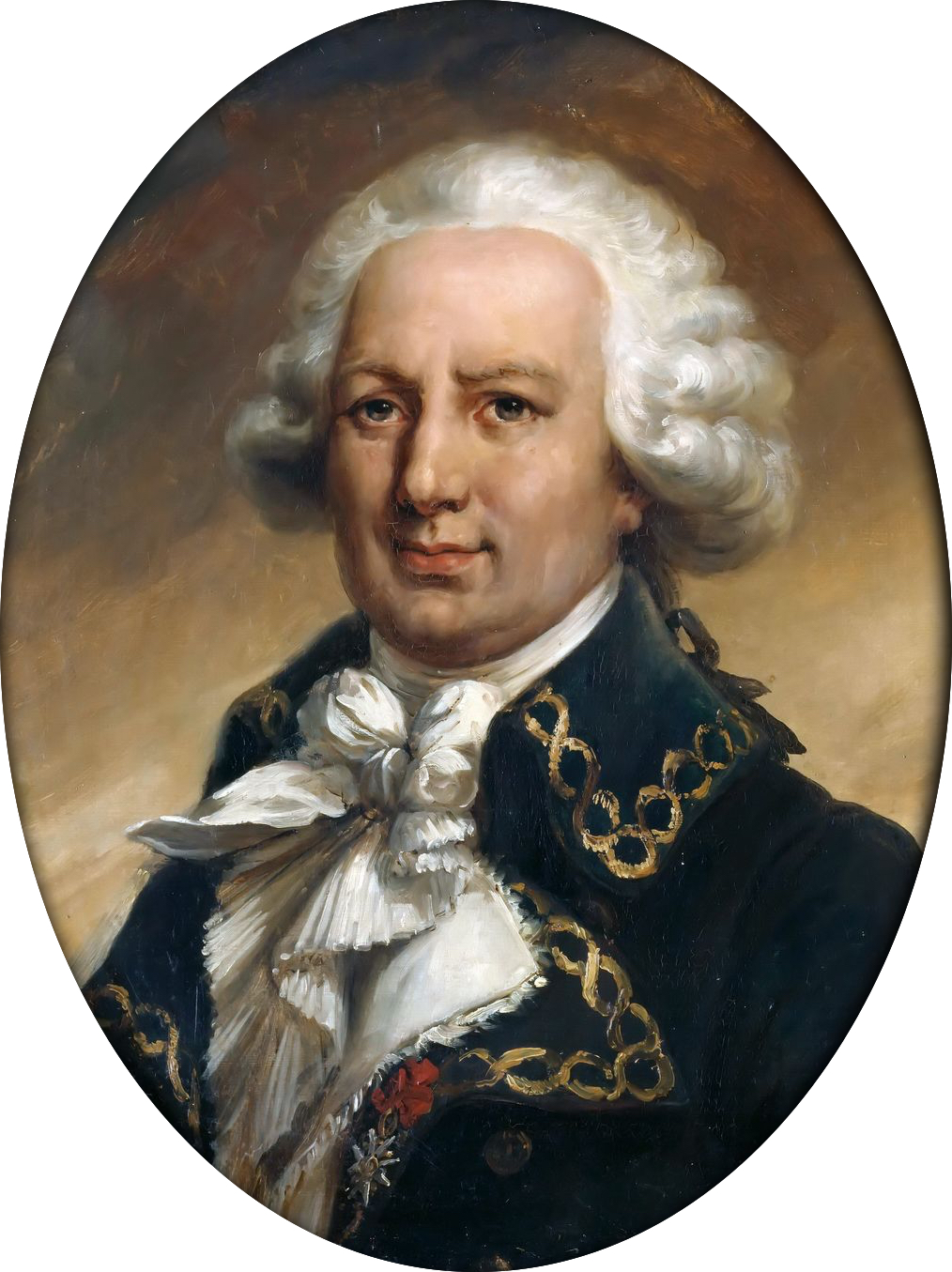
Louis Antoine de Bougainville (1729-1811)

Décédé le 31 août 1811 à Paris, après des funérailles solennelles, son cœur est enterré au cimetière du Calvaire de Montmartre, et son corps est transféré le 5 septembre 1811 au Panthéon.

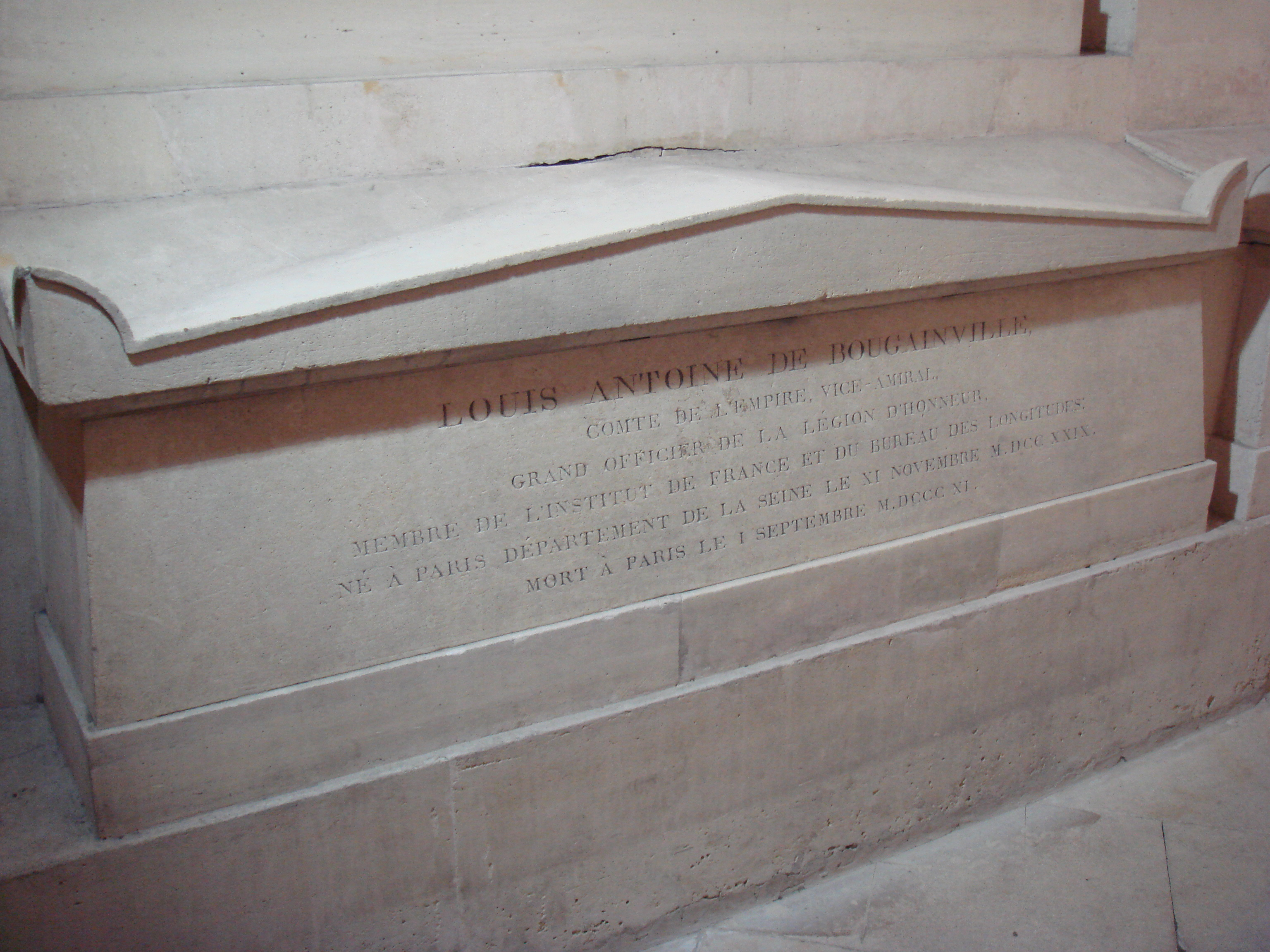
Tombeau de Louis Antoine de Bougainville au Panthéon

### Troisième République

#### Victor Hugo, lundi1erjuin 1885

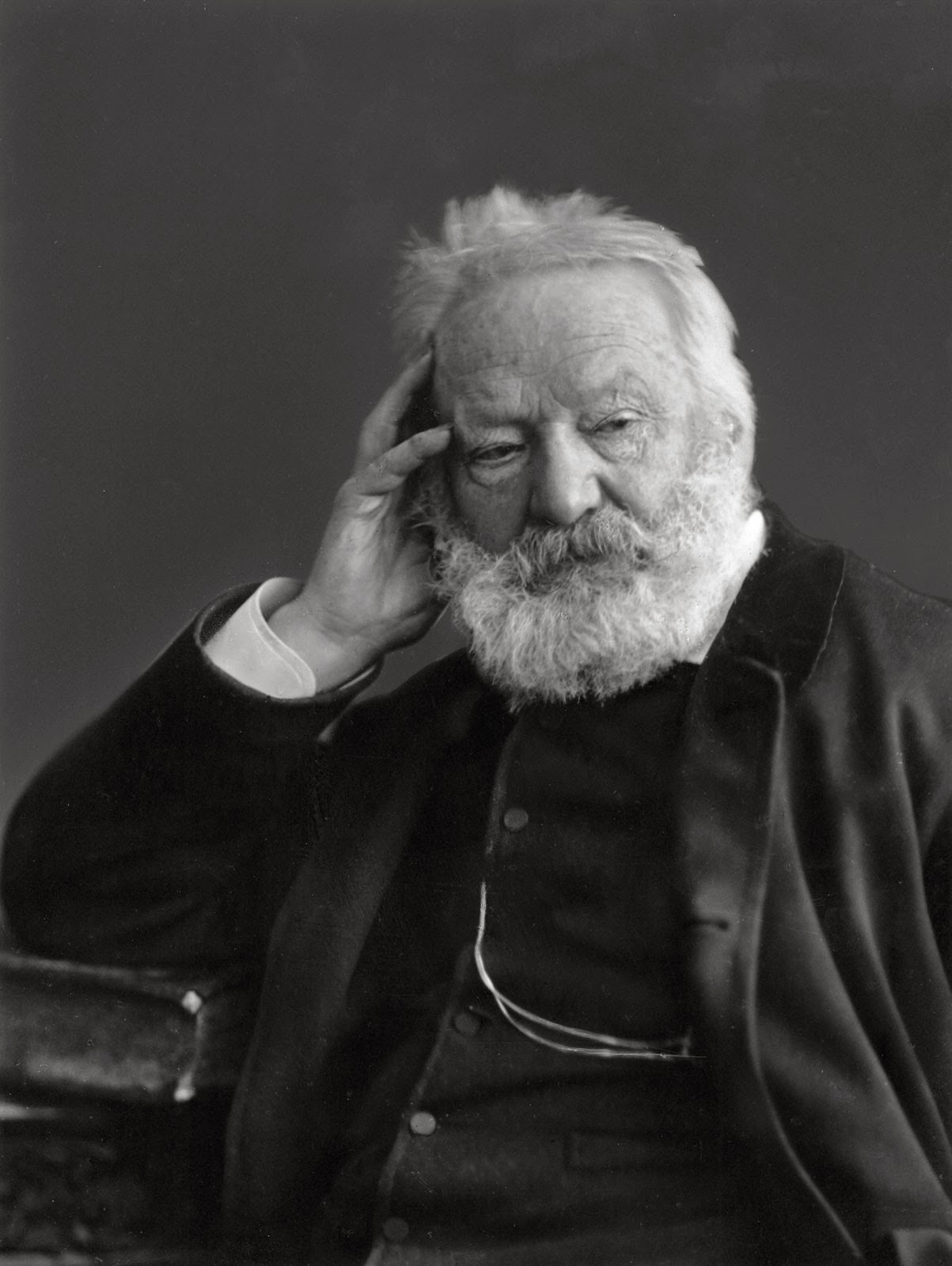
Victor Hugo (1802-1885)

Le transfert est acté par un décret du 26 mai 1885 ordonnant que le corps de Victor Hugo sera déposé au Panthéon.
Le Panthéon est au centre de ces funérailles que la jeune République organise comme un événement fondateur de la symbolique républicaine. En effet, quand Victor Hugo meurt le 22 mai 1885, un comité est chargé d'organiser les obsèques que le gouvernement décide nationales. Ce comité comprend d’illustres noms, comme Renan, Charles Garnier, Auguste Vacquerie, ami proche du défunt, et Michelin, président du conseil municipal de Paris, alors dominé par la gauche radicale. Il propose d’inhumer Hugo non pas au Père-Lachaise, mais au Panthéon. Depuis 1876, les républicains rêvaient d'en rétablir sa destination laïque. Mais le projet voté par la chambre, en 1881, avait été repoussé par le Sénat. Seule la célébrité de l’auteur des Misérables l’impose brutalement. Jules Grévy, président de la République, décide alors de rendre au Panthéon son statut de temple républicain.
Le jeudi 28 mai 1885, l’église est fermée aux fidèles. Le lendemain, au petit matin, on enlève les symboles religieux du fronton. Malgré les protestations des catholiques, la transformation est cette fois irréversible. Cette décision est prise par un décret en date du 26 mai 1885.
Quand, deux ans avant sa mort, Hugo ajoute un codicille à son testament : « Je donne cinquante mille francs aux pauvres. Je désire être porté au cimetière dans leur corbillard. Je refuse l’oraison de toutes les églises, je demande une prière à toutes les âmes. Je crois en Dieu », il ne peut sans doute pas imaginer à quel point cette déclaration déiste va s'harmoniser avec la philosophie laïque et républicaine du gouvernement. Un corbillard des pauvres, certes, mais exposé sous l’Arc de triomphe, voilé de noir, trônant au sommet d’un gigantesque catafalque construit par Charles Garnier, l’architecte de l’opéra de Paris.
À cette occasion quinze discours sont prononcés,.
Cela a inspiré des vers à Georges Fourest :
Ce gâteau de Savoie ayant Hugo pour fève,

Le Panthéon classique est un morne tombeau.

Pour moi j'aimerais mieux – que le Diable m’enlève –

Le gésier d'un vautour ou celui d'un corbeau.
Le cercueil de Victor Hugo est dans le caveau XXIV, rejoint par la suite par ceux d'Émile Zola en 1908 et d'Alexandre Dumas en 2002.

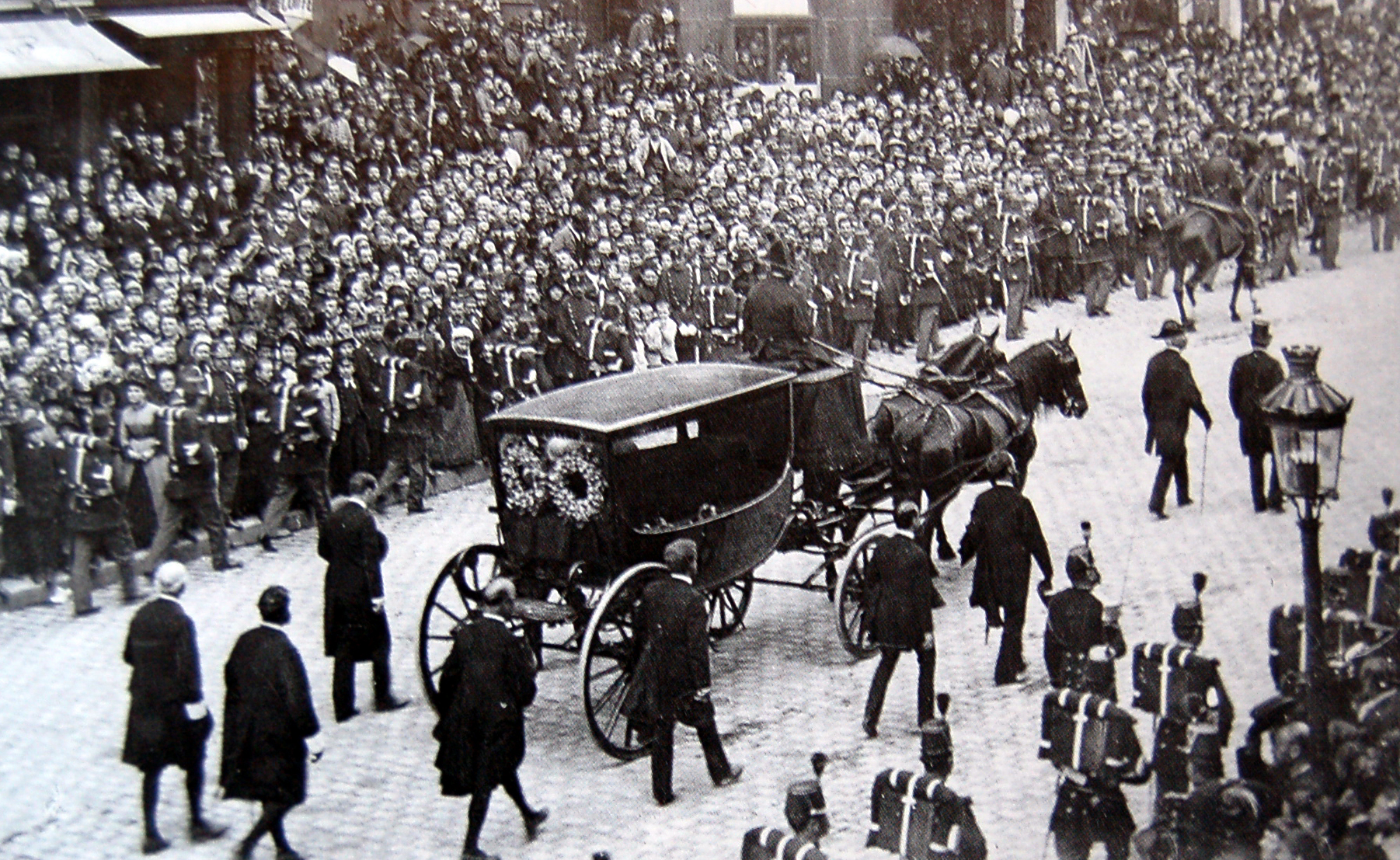
Funérailles de Victor Hugo
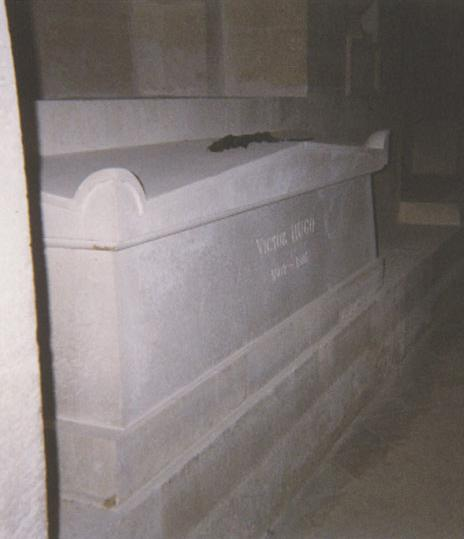
Tombeau de Victor Hugo au Panthéon

#### Théophile-Malo de La Tour d'Auvergne-Corret,Lazare Carnot,François Séverin Marceau,Jean-Baptiste Baudin, dimanche 4 août 1889

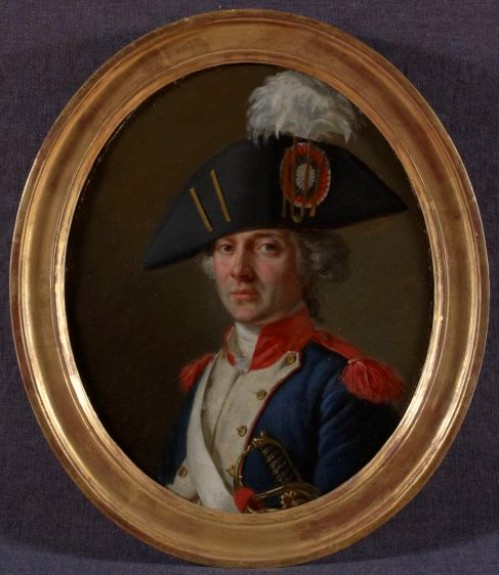
Théophile-Malo de La Tour d'Auvergne-Corret (1743-1800)

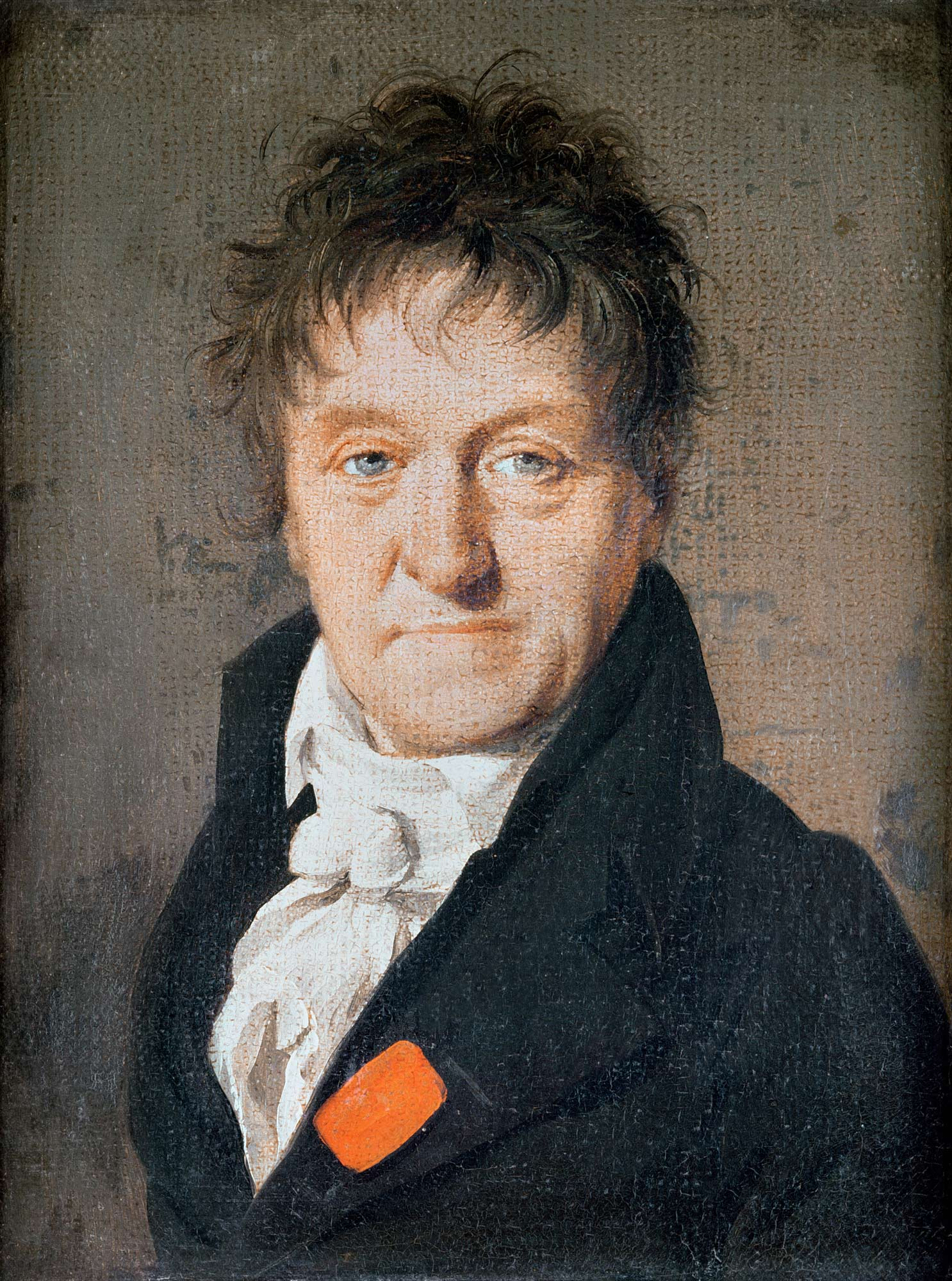
Lazare Carnot (1753-1823)

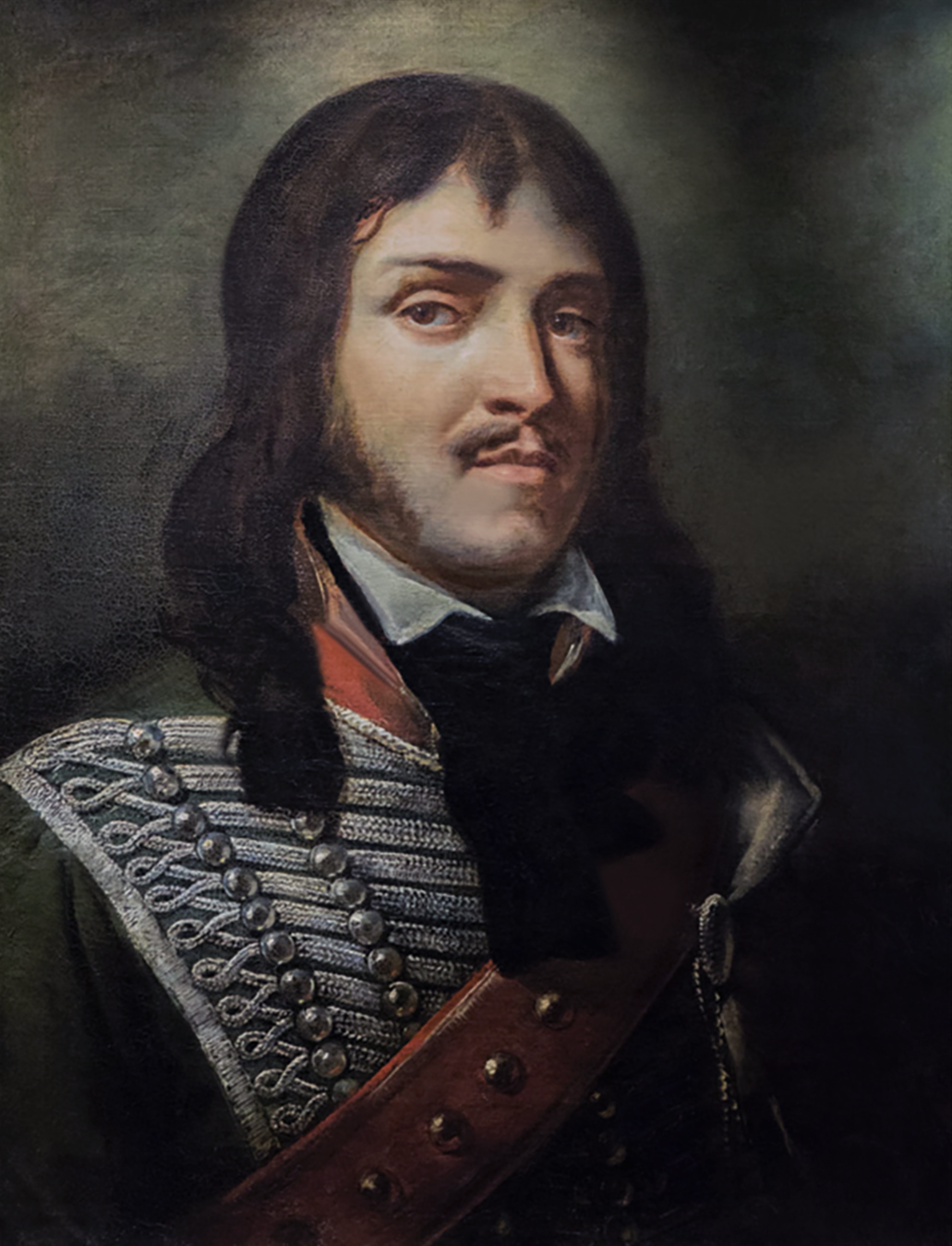
François Séverin Marceau (1769-1796)

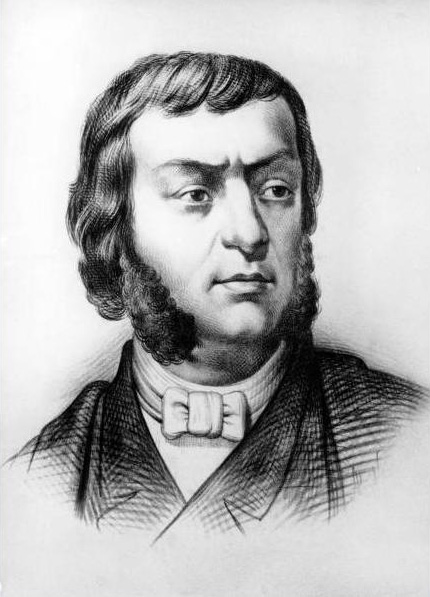
Jean-Baptiste Baudin (1811-1851)

Théophile-Malo de La Tour d'Auvergne-Corret, Lazare Carnot, François Séverin Marceau et Jean-Baptiste Baudin furent transférés au Panthéon le dimanche 4 août 1889, à l'occasion du centenaire de la Révolution française.

#### Sadi Carnot, dimanche1erjuillet 1894

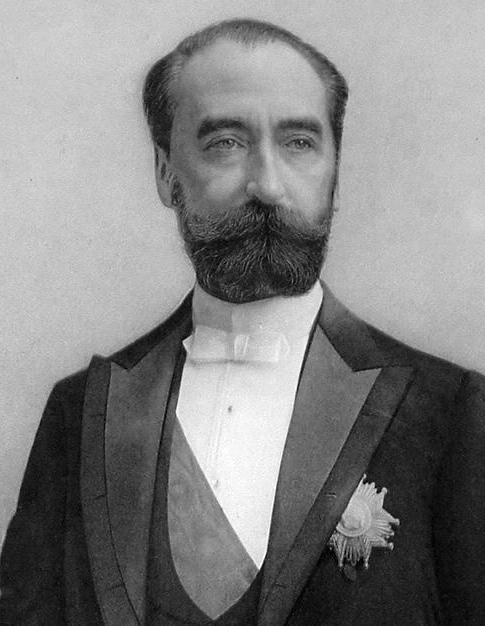
Sadi Carnot (1837-1894)

Il est assassiné par l'anarchiste Caserio le 24 juin 1894. Il est le seul président de la République inhumé au Panthéon.

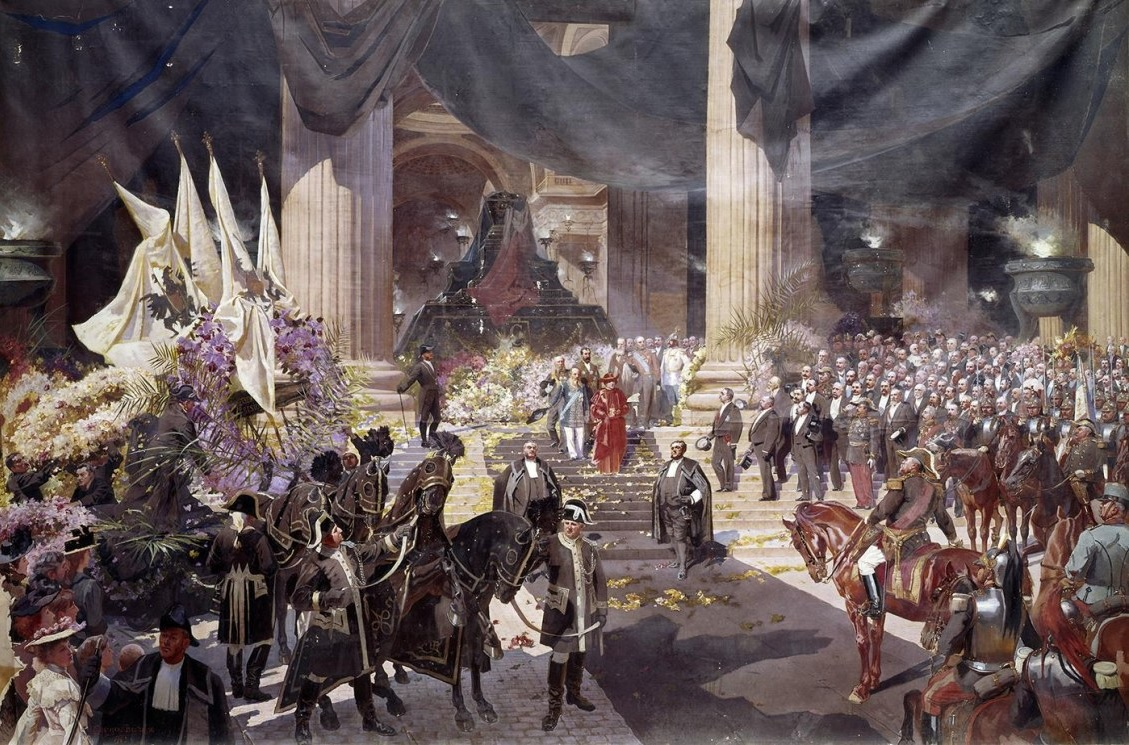
Funérailles de Sadi Carnot, tableau par Georges Bertrand
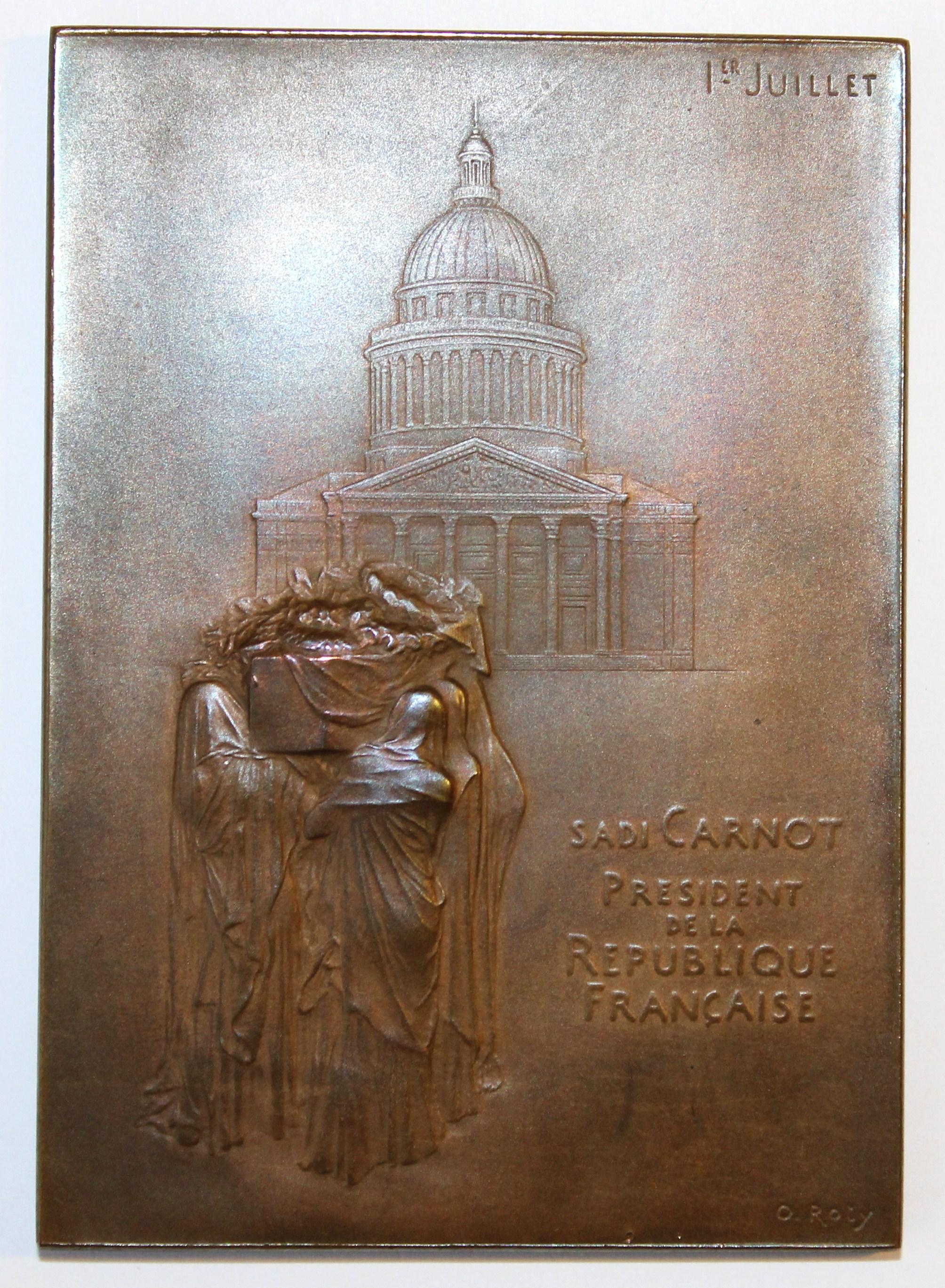
Funérailles de Sadi Carnot, plaquette gravée par Oscar Roty

#### Marcellin Berthelot,Sophie Berthelot, lundi 25 mars 1907

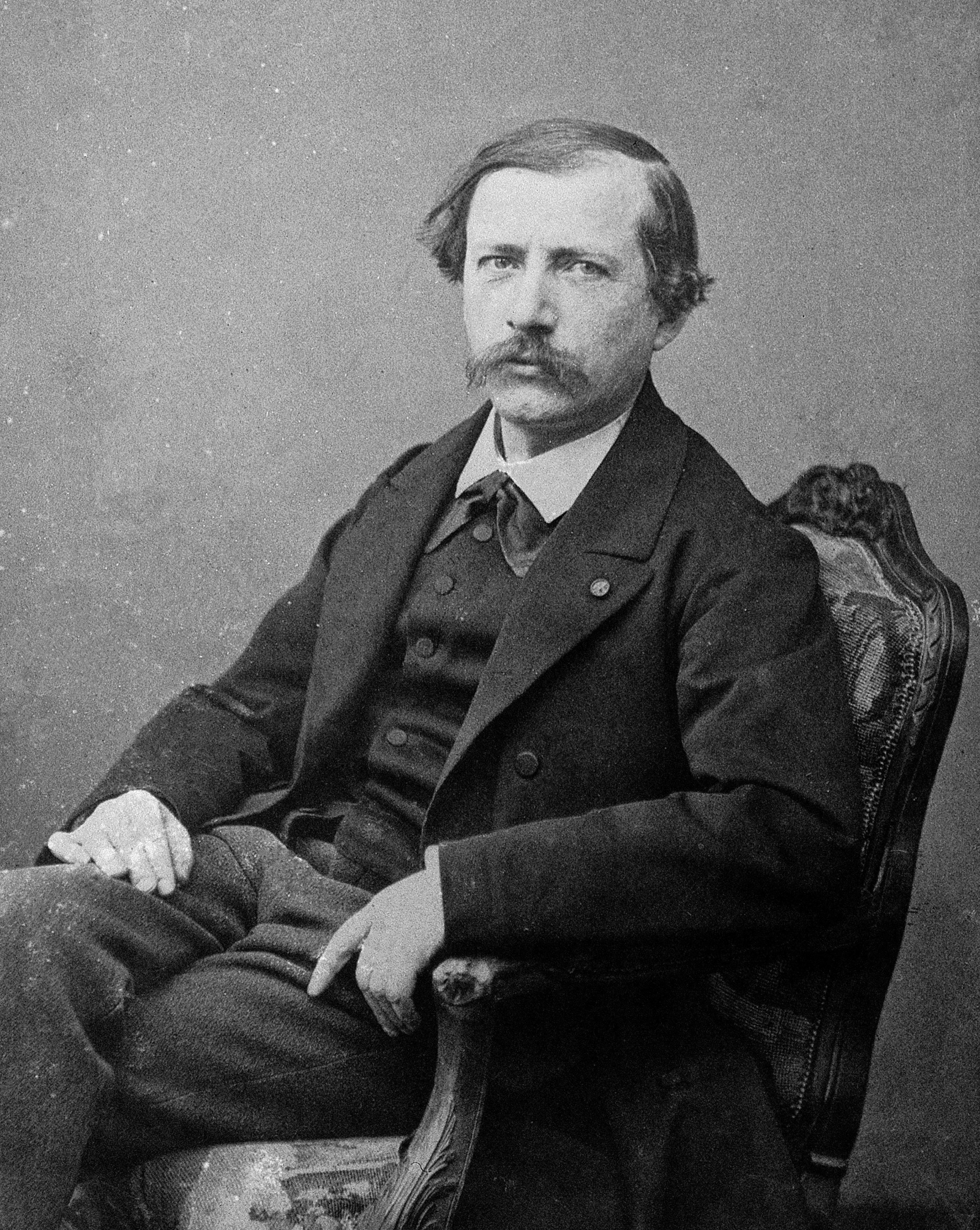
Marcellin Berthelot (1827-1907)

Marcellin Berthelot, savant et ministre, meurt le 18 mars 1907, le même jour que son épouse. Sophie Berthelot est la première femme à entrer au Panthéon, pour accompagner son époux.
La famille décide d'enterrer ensemble le couple dans le caveau familial mais les parlementaires votent des funérailles nationales pour Marcelin Berthelot le 20 mars, ils adoptent le 24 mars une loi disposant que « les restes de Marcelin Berthelot et ceux de madame Marcelin Berthelot seront déposés au Panthéon ». Ils répondent ainsi aux conditions de la famille qui avait manifesté le souhait que le couple ne soit pas séparé. Les cercueils sont conduits le 25 mars au Panthéon en présence de Georges Clemenceau, président du conseil. L'éloge est prononcé par Aristide Briand, ministre de l'Instruction publique. Dans son discours, il rend également hommage à Sophie Berthelot :

« Mme Berthelot avait toutes les qualités rares qui permettent à une femme belle, gracieuse, douce, aimable et cultivée d'être associée aux préoccupations, aux rêves et aux travaux d'un homme de génie. Elle vécut avec Berthelot dans une communauté de sentiments et de pensées qui les groupa en un couple parfait où n'auraient tressailli qu'un même cœur et brillé qu'un seul esprit [...] »

Aristide Briand exhorta ainsi les vertus des époux et rendit hommage à cette mort commune « d'une beauté noble et touchante ».
Charles Maurras, théoricien royaliste et journaliste à L'Action française, rapporte que Georges Clemenceau aurait proposé comme épitaphe pour le scientifique, inspecteur général de l'instruction publique, sénateur, ministre de l'Instruction publique puis des Affaires étrangères, secrétaire perpétuel de l'Académie des sciences, élu à l'Académie française en 1900, grand-croix de la Légion d'honneur : « Ci-gît Marcellin Berthelot. C'est la seule place qu'il ait jamais sollicitée. » Cette « citation » n'a jamais été prononcée par Clemenceau lui-même, ami de la famille Berthelot et liée par mariage à celle ci (Annette Clemenceau). Dreyfusard et proche de Zola, Berthelot, ainsi que son fils Philippe Berthelot puis son petit fils Marc Langlois-Berthelot seront régulièrement attaqués par des groupes d'extrême droite.

#### Émile Zola, jeudi 4 juin 1908:La Revanche des dreyfusards

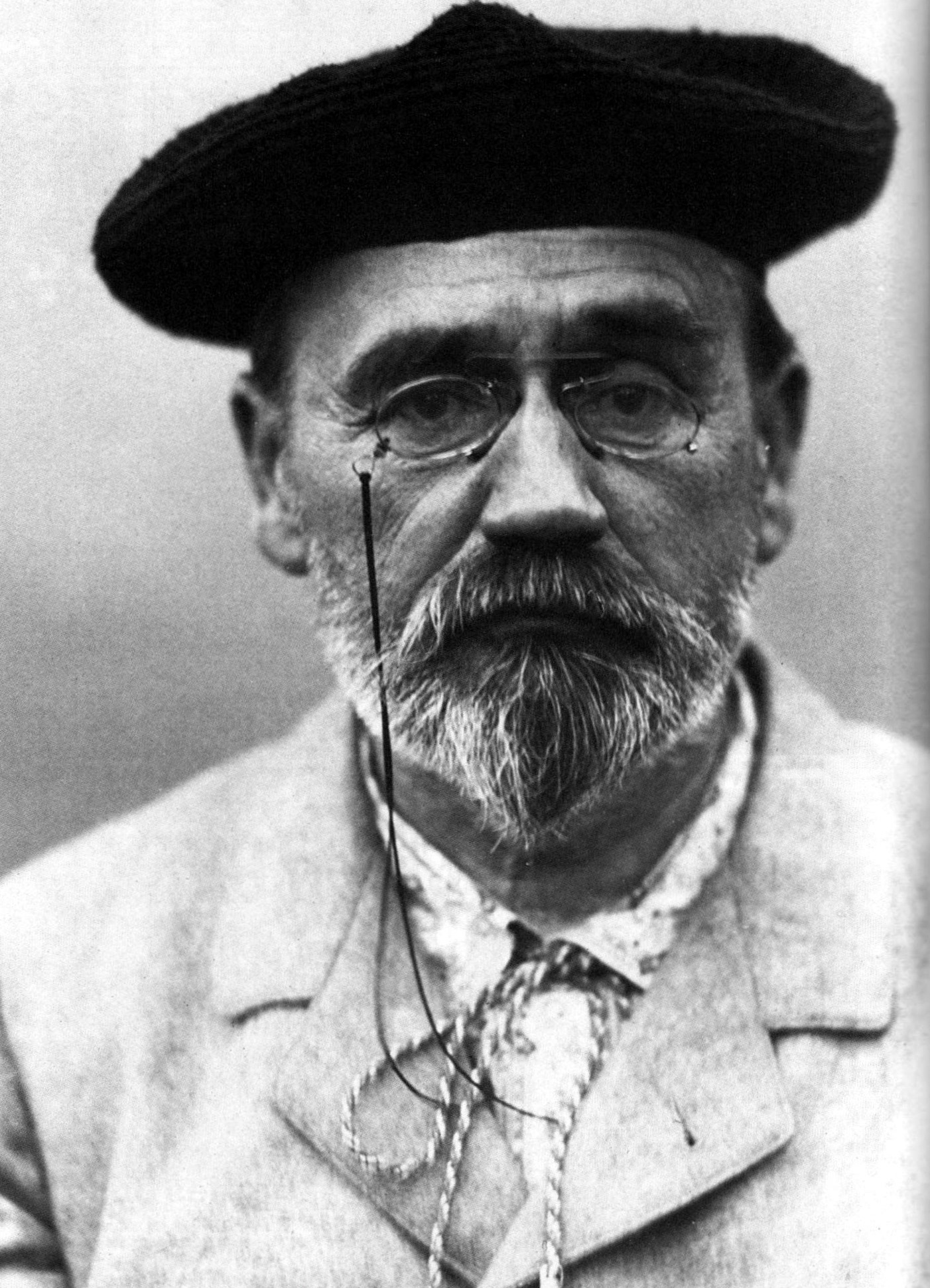
Émile Zola (1840-1902)

La décision de panthéoniser Émile Zola se situe dans un climat politique troublé, dans une France traumatisée et divisée par l'affaire Dreyfus. Commencée par le procès et la condamnation de cet officier en 1894, elle ne prend fin, sur le plan juridique, qu'en 1906 avec sa réhabilitation au sein de l'armée française. Entre-temps, il y a eu l'implication de Zola avec notamment son célèbre article : « J'accuse…! », dans le journal L'Aurore, sa condamnation, puis sa mort suspecte en 1902.
De plus, cette période est certainement une des plus tendues entre l'État français et les représentants de l'Église catholique. Dans leurs journaux, ces derniers se sont situés ouvertement dans le camp anti-dreyfusard. Les gouvernements qui se succèdent en ce début de siècle manifestent une volonté délibérée de laïcisation de la France : la promulgation de la loi de 1901 sur les associations (qui forçait les congrégations religieuses à demander une autorisation pour pouvoir se former), celle du 7 juillet 1904, interdisant purement et simplement l’enseignement à tous les congréganistes, enfin celle du 11 décembre 1905, avec le vote et la promulgation de la loi concernant la séparation définitive des Églises et de l’État en sont le résultat concret. Quelques jours avant la cérémonie, Jean Jaurès, dans le journal La Dépêche du 30 avril 1908, à propos de cette mise en chantier de la séparation de l'Église et de l'État, écrit : « La grande réforme de la Séparation, la plus grande qui ait été tentée dans notre pays depuis la Révolution française. »
De plus, la France a rompu ses relations diplomatiques avec le Vatican, en 1904.
Dans ce contexte, faire entrer au Panthéon, nouveau temple laïc, un écrivain naturaliste, mais aussi engagé dans la vie politique aux côtés de Jean Jaurès constitue une affirmation supplémentaire de cette distance qu'entend prendre la France avec la religion catholique. Cette décision donne lieu à de nombreuses critiques et polémiques. L'Action française organise une manifestation pour s'opposer à ce transfert.
La décision de transférer les cendres d’Émile Zola au Panthéon a été prise par la Chambre des députés le 13 juillet 1906, au lendemain de l’annulation par la Cour de cassation du jugement condamnant Alfred Dreyfus. Mais la loi, votée en fin d’après-midi, sans aucune discussion, n’a vu son aboutissement que deux ans plus tard, le 4 juin 1908, lorsque la panthéonisation de l’écrivain a enfin été réalisée. Le débat que les députés n’ont pas mené en juillet 1906 s’est étendu, en fait, sur deux années. Le Sénat s’en est emparé une première fois, le 20 novembre 1906, quand il a dû confirmer la décision prise par les députés. Il a alors renvoyé la discussion au 11 décembre 1906 : la droite nationaliste s’est opposée avec vigueur au projet, et il a fallu une intervention décisive de Georges Clemenceau pour que l’accord soit obtenu. Mais tout n’était pas terminé, car s’est posée ensuite la question du vote des crédits nécessaires à l’organisation de la cérémonie. Et c’est ainsi que la Chambre s’est retrouvée, à nouveau, devant le problème de la panthéonisation lors d’une séance mémorable, le 19 mars 1908, au cours de laquelle Maurice Barrès et Jean Jaurès se sont affrontés. Pendant le débat parlementaire Maurice Barrès s'écrit : « Messieurs, on nous demande 35 000 francs pour porter Zola au Panthéon. Je crois que nous n'aurons jamais une meilleure occasion de faire des économies ». Il faudra toute la persuasion de Jean Jaurès pour emporter la décision de l'Assemblée nationale.
Le fait le plus marquant pendant la cérémonie au Panthéon est celui de l'attentat contre le chef d'escadron Alfred Dreyfus. Le journaliste Louis Grégori tire contre lui deux coups de feu qui le blessent au bras. Il est néanmoins acquitté le 11 septembre de cette même année.
Le cercueil est placé dans le caveau XXIV, où se trouvait déjà celui de Victor Hugo. En 2002 celui d'Alexandre Dumas vient les rejoindre.
Le Panthéon a servi de cadre, le 13 janvier 1998, à l'anniversaire du centenaire de la parution de l'article « J'accuse…! ». Cette cérémonie, présidée par le ministre de la Justice, Élisabeth Guigou, a donné lieu à deux discours prononcés par le Premier ministre, Lionel Jospin ([lire sur Wikisource]) et par le premier président honoraire de la Cour de cassation, Pierre Drai, sur le thème du rôle de la Cour de cassation dans le dénouement de l’affaire Dreyfus.

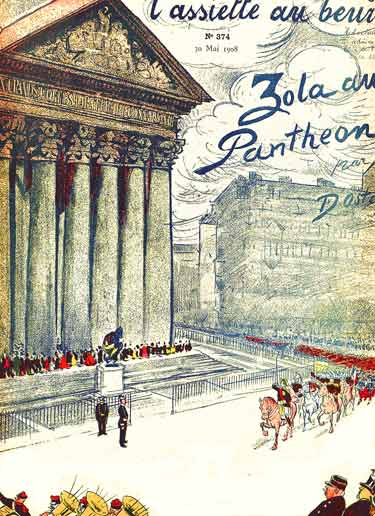
Dessin de D'Ostoyia paru dans le journal satirique L'Assiette au beurre, 30 mai 1908.
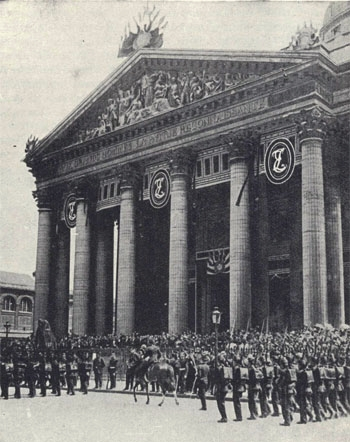
Transfert des cendres d'Émile Zola au Panthéon
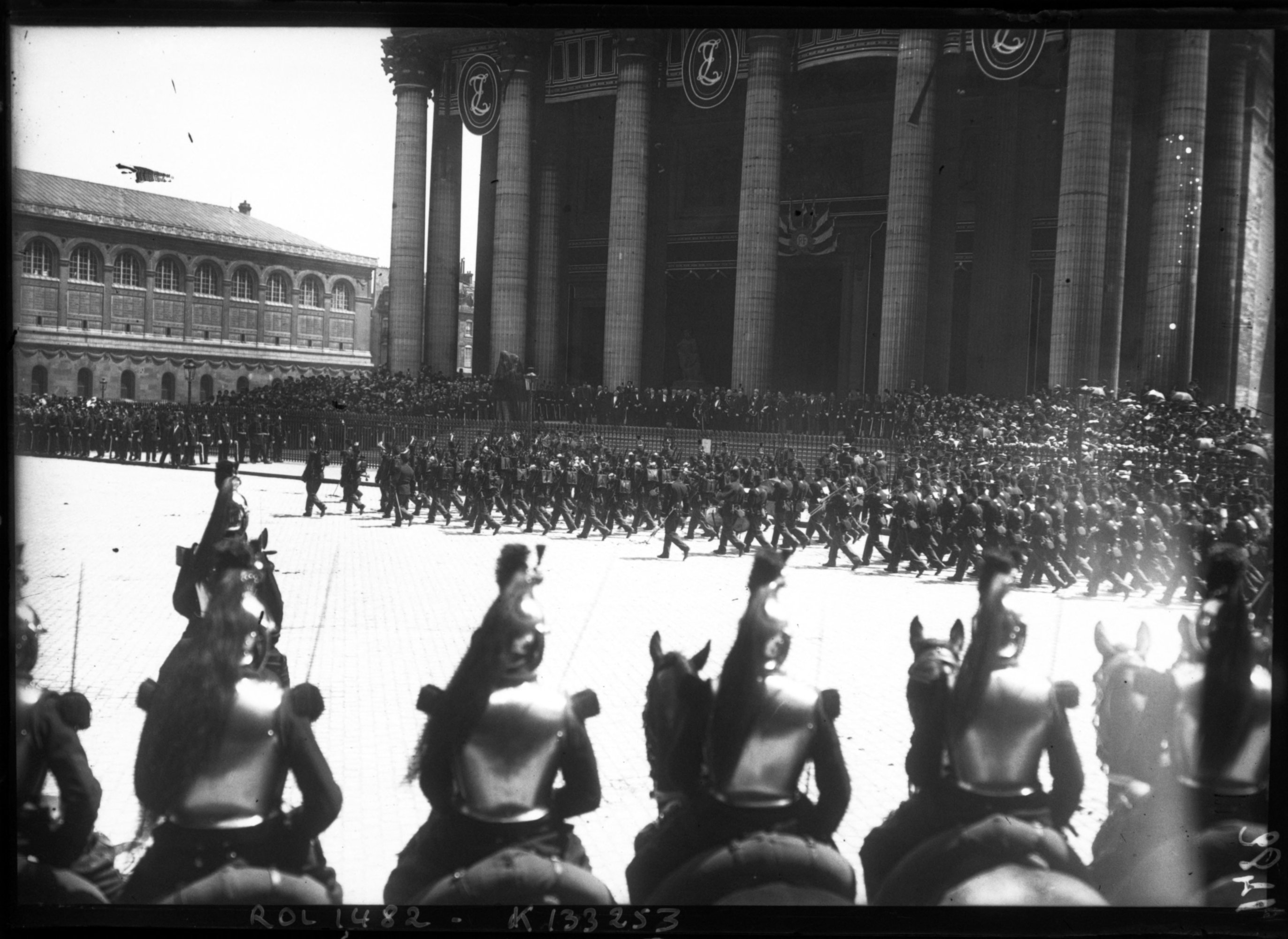
Transfert des cendres d'Émile Zola au Panthéon
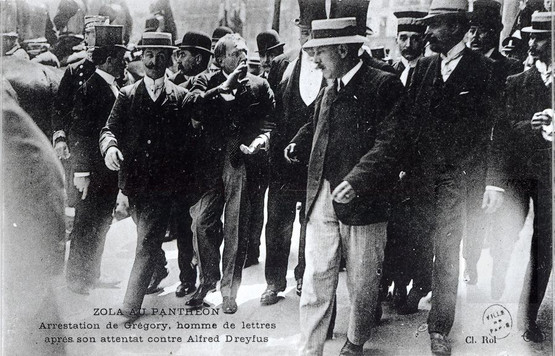
Arrestation de Louis Grégori, après son attentat contre Alfred Dreyfus
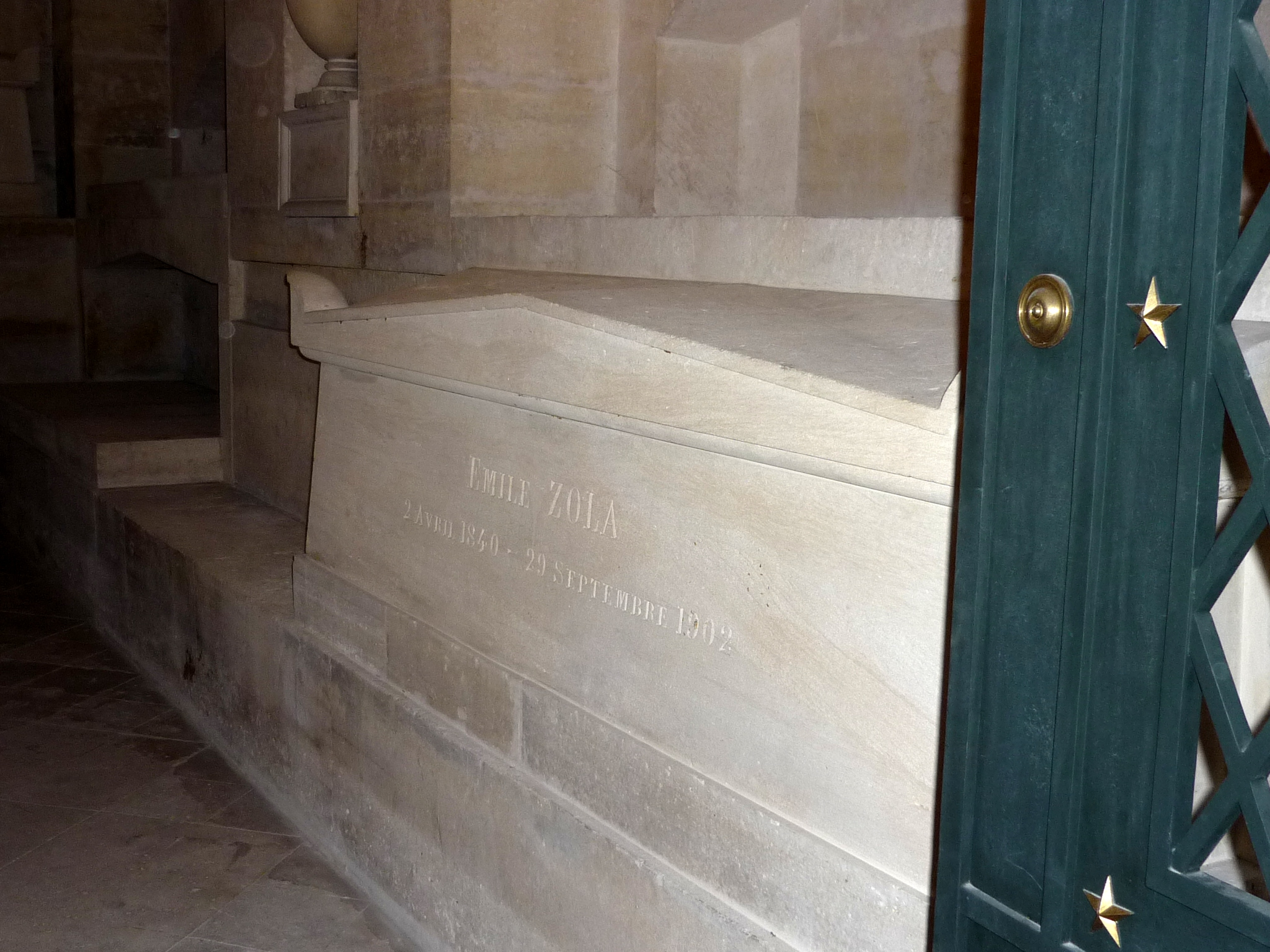
Tombeau d'Émile Zola au Panthéon

#### Léon Gambetta, jeudi 11 novembre 1920

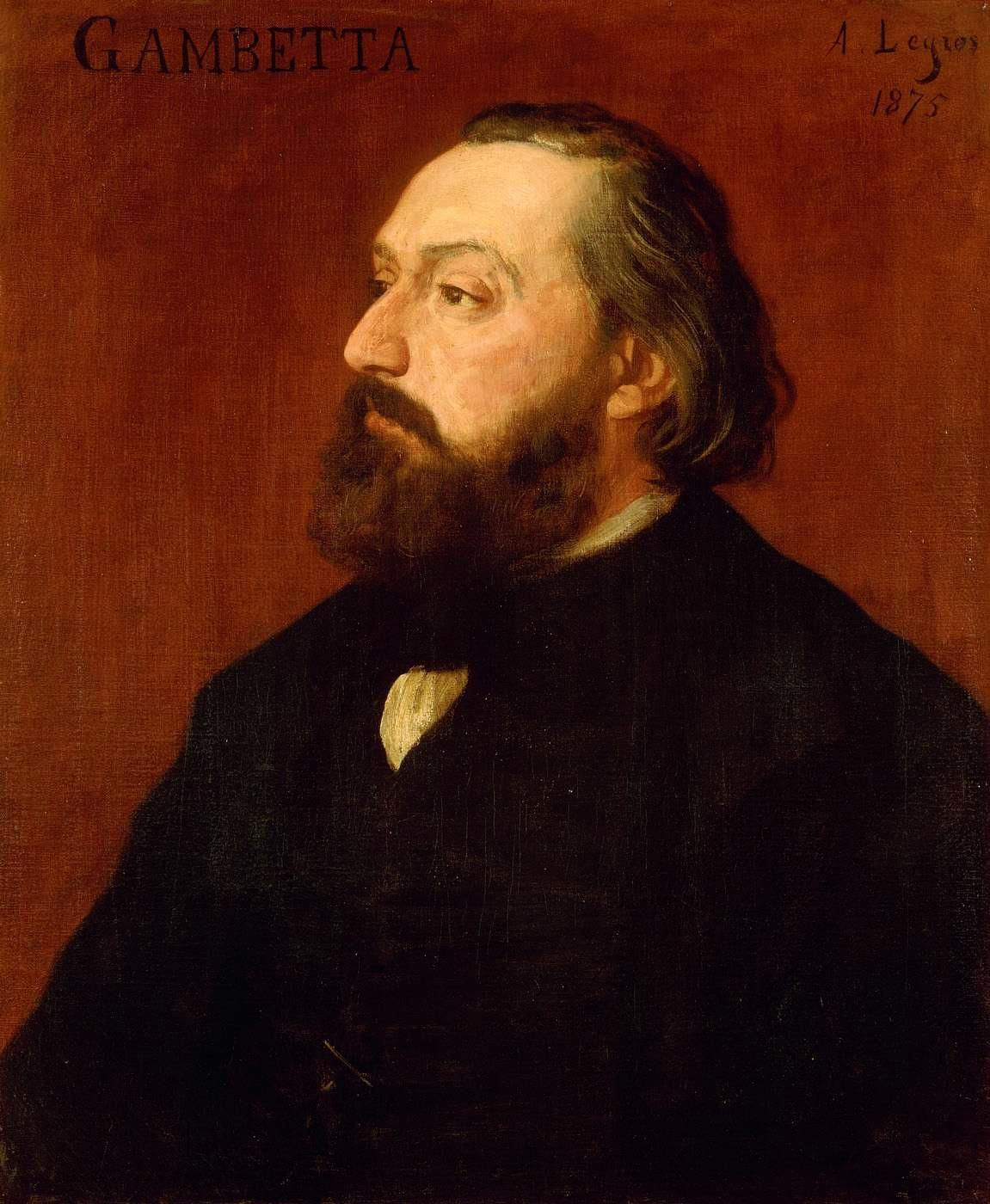
Léon Gambetta (1838-1882)

On dépose le 11 novembre 1920, deuxième anniversaire de l'armistice de la Première Guerre mondiale, le cœur de Gambetta, qui reposait jusque-là à la maison des Jardies (maison de Gambetta, sur la colline de Sèvres). Un discours est prononcé, lors de la cérémonie par le président de la République, Alexandre Millerand.

Au-dessus de l'urne, on peut lire l'inscription :
Ici repose

Le cœur de Léon Gambetta

Solennellement transféré au Panthéon

Le 11 novembre 1920

Suivant la volonté nationale

Loi du 1er septembre 1920
Le même jour, on transporte à l'arc de triomphe les restes du Soldat inconnu.

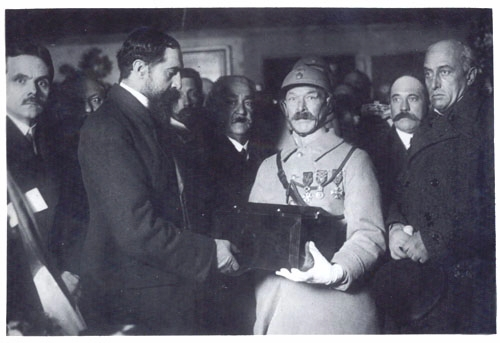
Transfert de l'urne contenant le cœur de Léon Gambetta au Panthéon
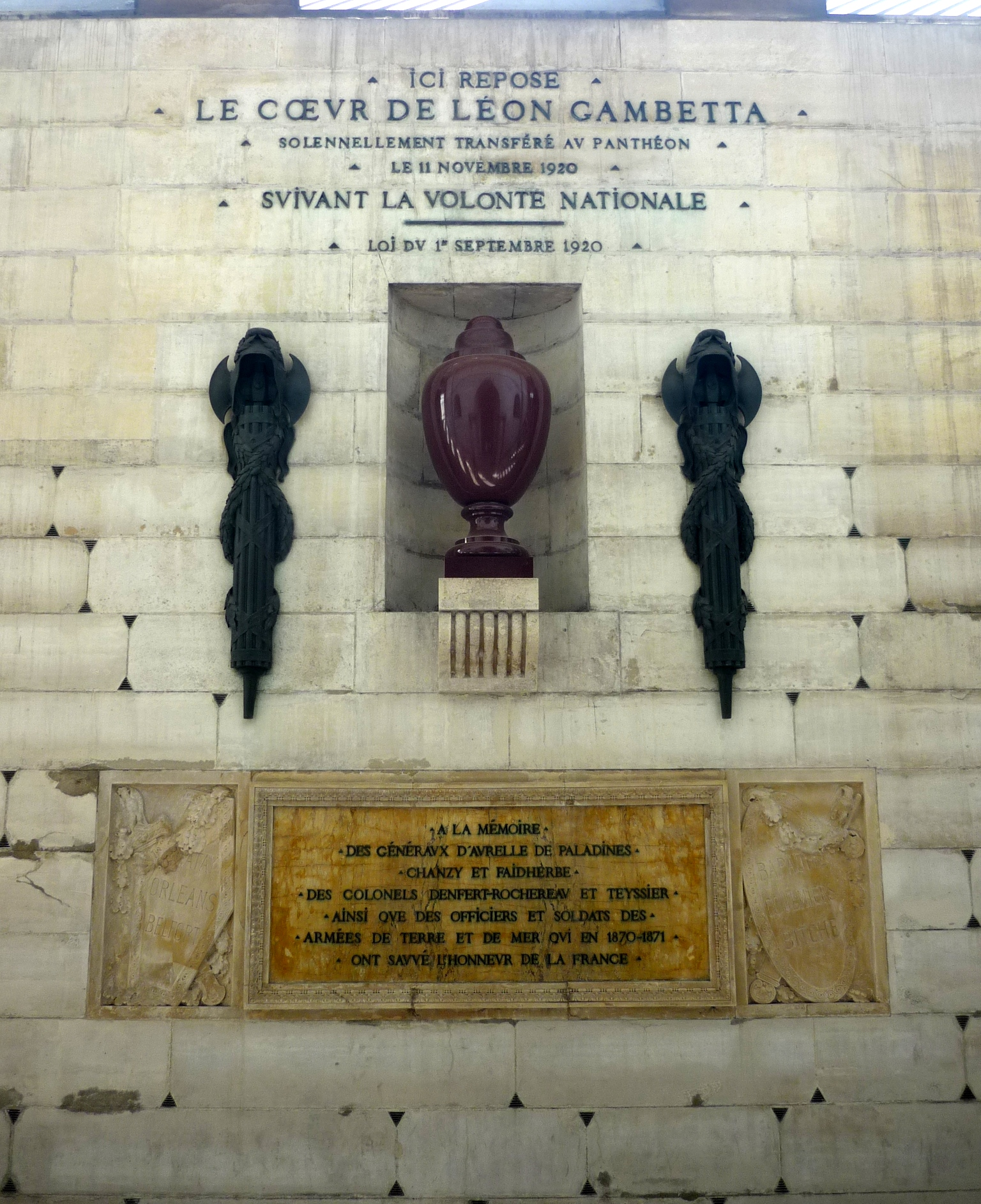
Urne contenant le cœur de Léon Gambetta au Panthéon

#### Jean Jaurès, dimanche 23 novembre 1924

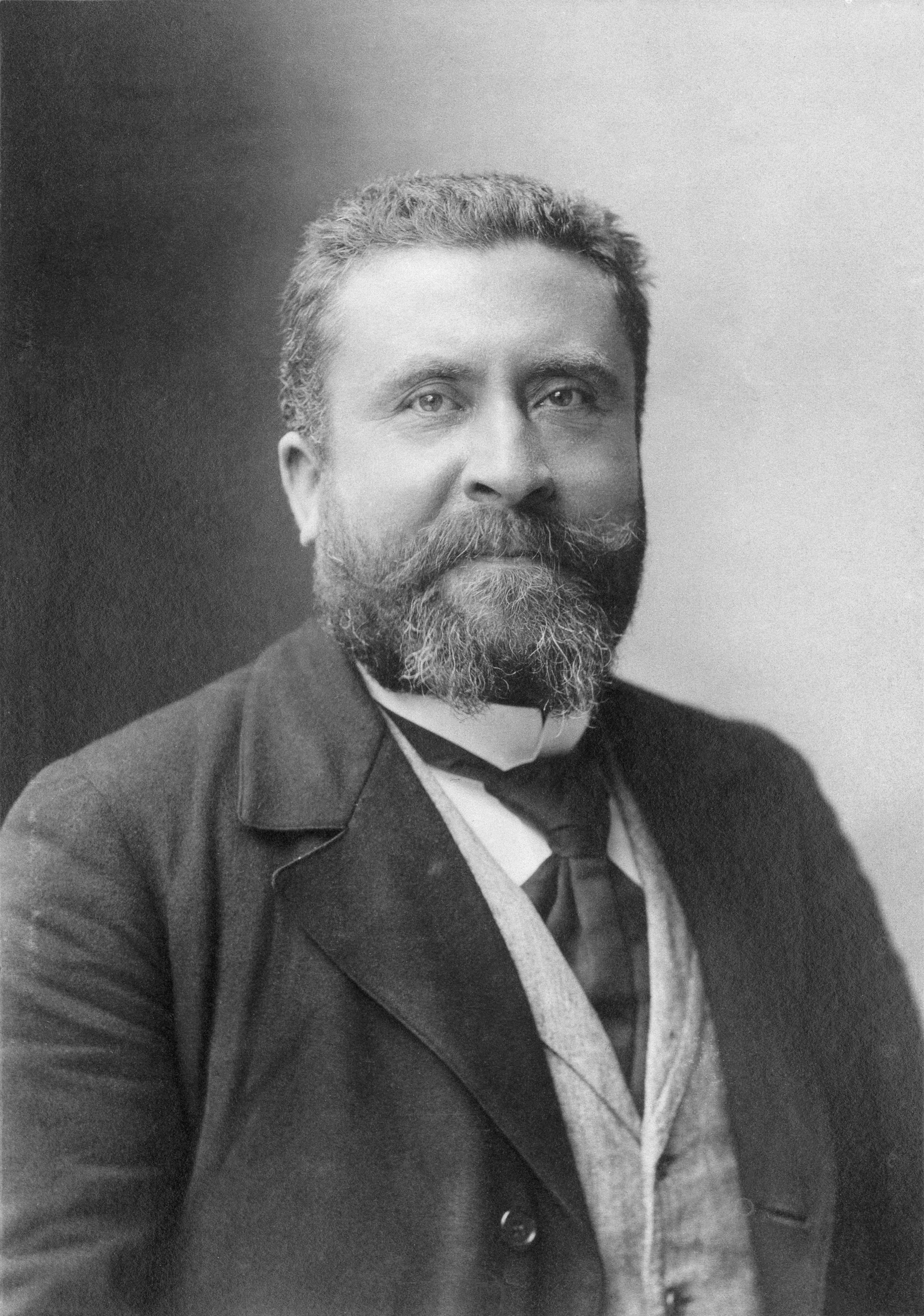
Jean Jaurès (1859-1914)

La décision du transfert de la dépouille de Jean Jaurès au Panthéon est l'occasion pour le gouvernement du Cartel des gauches qui vient d'être élu de se donner un ancrage symbolique tout en rendant hommage à celui qui a tenté d'empêcher la guerre. Herriot, Painlevé, Blum et Thomas, membres de ce gouvernement, avaient entamé leur carrière politique durant l'affaire Dreyfus, et ces dreyfusards avaient été fortement influencés par Jaurès. C'était donc, par ce geste, célébrer leur victoire dans un contexte politique qui tournait en leur faveur. Édouard Herriot suggère le premier cette cérémonie. Le projet de loi, présenté le 9 juillet, est adopté par le Sénat et la Chambre des Députés le 31 juillet 1924, jour du dixième anniversaire de l'assassinat de Jaurès, malgré l'opposition d'une partie de la droite, de l'Action française et des communistes. Le député communiste Jean Renaud s'élève contre ce qu'il nomme « une confiscation de son corps par le Cartel aux dépens des travailleurs ».
La cérémonie, initialement fixée au 4 ou au 22 septembre, dates anniversaires respectivement des IIIe et Ier Républiques, puis au 11 novembre, est finalement décidée pour le dimanche 23 novembre 1924, sans symbolique particulière dans le calendrier. Un débat s'installe ensuite sur le style de la cérémonie : Léon Blum voulait une cérémonie majestueuse, un certain nombre de socialistes enthousiastes penchaient pour une emphase particulière et un côté théâtral. Le cérémonial est finalement confié à Firmin Gémier, homme de théâtre, qui s'en remet pour l'exécution à Gustave Charpentier et Saint-Georges de Bouhélier, musiciens.
La veille de la cérémonie, le cercueil arrive d'Albi en train à la gare d'Orsay, accompagné des mineurs de Carmaux dont Jaurès a été l'élu. Il est acheminé jusqu'au Palais Bourbon, dans la salle Casimir Perier, rebaptisée salle Mirabeau pour la circonstance. En plus de la famille et des proches, la veillée mortuaire réunit les officiels : Édouard Herriot et ses ministres, les députés et sénateurs du Cartel, les délégations de la CGT et de la Ligue des droits de l'homme.
Pourtant ce n'était certainement pas le souhait de Jaurès ; visitant le Panthéon avec Aristide Briand il déclarait : « Il est certain que je ne serai jamais porté ici. Mais si j’avais le sentiment qu’au lieu de me donner pour sépulture un de nos petits cimetières ensoleillés et fleuris de campagne, on dut porter ici mes cendres, je vous avoue que le reste de ma vie en serait empoisonné. »
Gatulle, fonctionnaire parlementaire, a laissé sur un certain nombre d'événements de la IIIe République dont il a été témoin, des notes sans apprêt, riches de précisions. On cite ici ce qu'il a écrit de la levée du corps le 23 novembre :
« À midi 45, on a fait avancer le pavois destiné à recevoir le corps. Le pavois de 26 m de long, sur 5 m de haut, enveloppé de drap d'argent prolongé par une grande traîne tricolore, et surmonté d'un catafalque noir, sans ornement, a été porté à bras jusqu'au Panthéon par 70 mineurs de Carmaux en costume de travail. La levée du corps a eu lieu à 13h 10. »
Le sarcophage était l’œuvre de l'architecte Alexandre Marcel.
Le cortège officiel, précédé des bannières rouges des sections socialistes, est ouvert par des délégations d'organisations partisanes mêlées aux corps constitués. Les mineurs de Carmaux suivent ensuite. Le cercueil de Jaurès, juché au faîte d'un spectaculaire corbillard est acheminé vers le Panthéon par les boulevards Saint-Germain et Saint-Michel. Les journaux parlent d'une foule de 80 à 100 000 personnes. On pense que plus de 500 000 personnes vinrent assister au défilé. Il manquait à cette foule les communistes. C'est qu'ils ont voulu rendre hommage à Jaurès en organisant une délégation distincte. À la suite du premier cortège, ils suivent le même itinéraire chantant L'Internationale ; portant des drapeaux rouges et des pancartes sur lesquelles on peut lire : « Guerre à la guerre par la révolution prolétarienne », « Instituons la dictature du prolétariat » ou « Aux ligues fascistes, opposons les centuries prolétariennes », ils scandent des slogans tels que « Vive les soviets ! » ou « Vive la dictature du prolétariat ! », et « À bas le parlement bourgeois ! ». La préfecture de police dénombre 12 000 manifestants, L'Humanité 120 000.
En présence du président de la République Gaston Doumergue, un discours est prononcé par le Président du Conseil Herriot
 dans la nef du Panthéon en présence de 2 000 personnes. On note pour la première fois la présence de deux microphones pour amplifier la voix des orateurs et pour permettre une retransmission par radio. Ce discours est suivi de la lecture d'un poème de Victor Hugo lu par Mlle Roche, sociétaire de la Comédie française. Enfin, un oratorio est chanté par un chœur de 600 exécutants.
La cérémonie au Panthéon se clôture par une solennelle Marseillaise pendant que la manifestation communiste, massée sur l'esplanade autour de la statue de Jaurès, entonne l'Internationale.

Dans le journal l'Humanité du lendemain, évoquant les journées héroïques de mai 1871, Paul Vaillant-Couturier écrit : 
« En défilant devant le Panthéon, saluez, avec le souvenir de Jaurès, l'un des plus sanglants combats de la Commune. La bourgeoisie de Versailles est toujours au pouvoir. Vous ne l'en chasserez que les armes à la main. »
Afin de bien souligner qu'il n'y avait pas consensus national sur cet événement, l'Action française organise le même jour un hommage à l'un des leurs, assassiné par une militante anarchiste qui s'était justifiée de son acte en disant qu'elle avait voulu venger Jaurès. Accompagnée de représentants du clergé, une foule de dirigeants et de militants se presse au cimetière de Vaugirard pour entendre Léon Daudet.

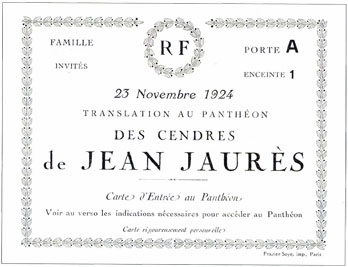
Invitation à la cérémonie de transfert des cendres de Jean Jaurès au Panthéon
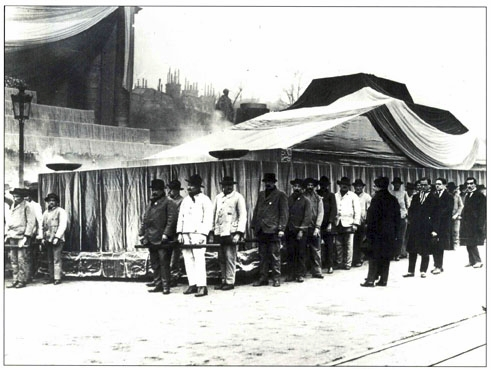
Transfert du cercueil de Jean Jaurès au Panthéon
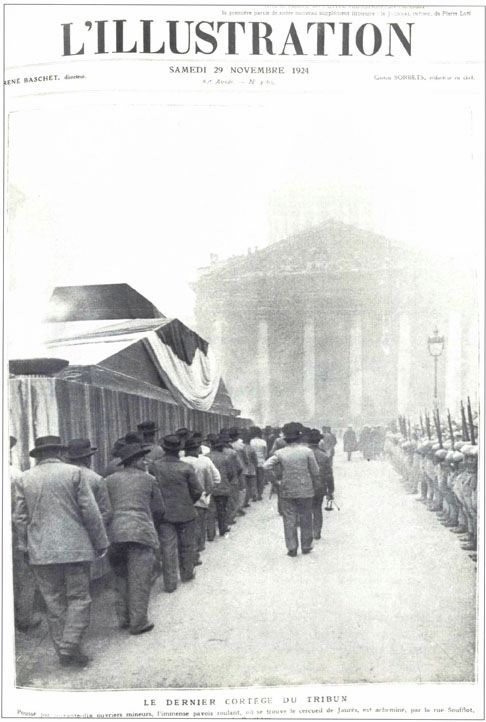
Transfert du cercueil de Jean Jaurès au Panthéon
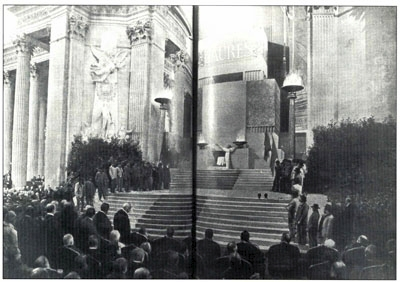
Transfert du cercueil de Jean Jaurès au Panthéon
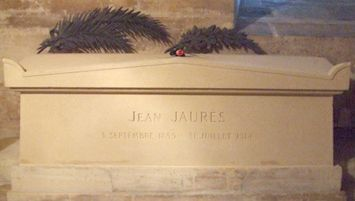
Tombeau de Jean Jaurès au Panthéon

#### Paul Painlevé, samedi 4 novembre 1933

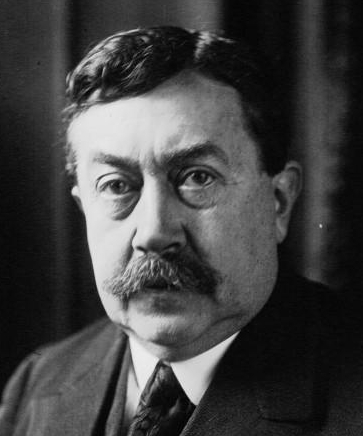
Paul Painlevé (1863-1933)

Mathématicien et homme politique français, il meurt le 29 octobre 1933. D'abord inhumé au cimetière du Montparnasse, dans la 9e division. Puis le Parlement décide de lui faire des funérailles nationales et de transférer ses cendres au Panthéon le 4 novembre 1933. Il avait exprimé de son vivant le désir d’y reposer…
L'hommage commence par un défilé de milliers de personnes au Conservatoire des Arts et Métiers, dans la chambre dite de l'Écho, située, en manière de crypte, en contrebas du perron où avait été dressé le catafalque. Un simple drapeau tricolore partant de l'entablement du fronton circulaire, décorait la façade. Ensuite le cortège funèbre traverse Paris pour se rendre au Panthéon. Là aucun décor extérieur ne décore la façade, mais par contre sous le dôme, le catafalque est entouré d'une garde d'honneur et de personnalités tenant les cordons du poêle. Parmi les personnalités sont présents le président de la République Albert Lebrun, et Albert Sarraut, président du Conseil qui fait l'éloge du disparu. On rapporte que les chants funèbres ont une "gravité religieuse". Le cercueil est ensuite descendu dans la crypte.

### Quatrième République

#### Paul LangevinetJean Perrin, mercredi 17 novembre 1948

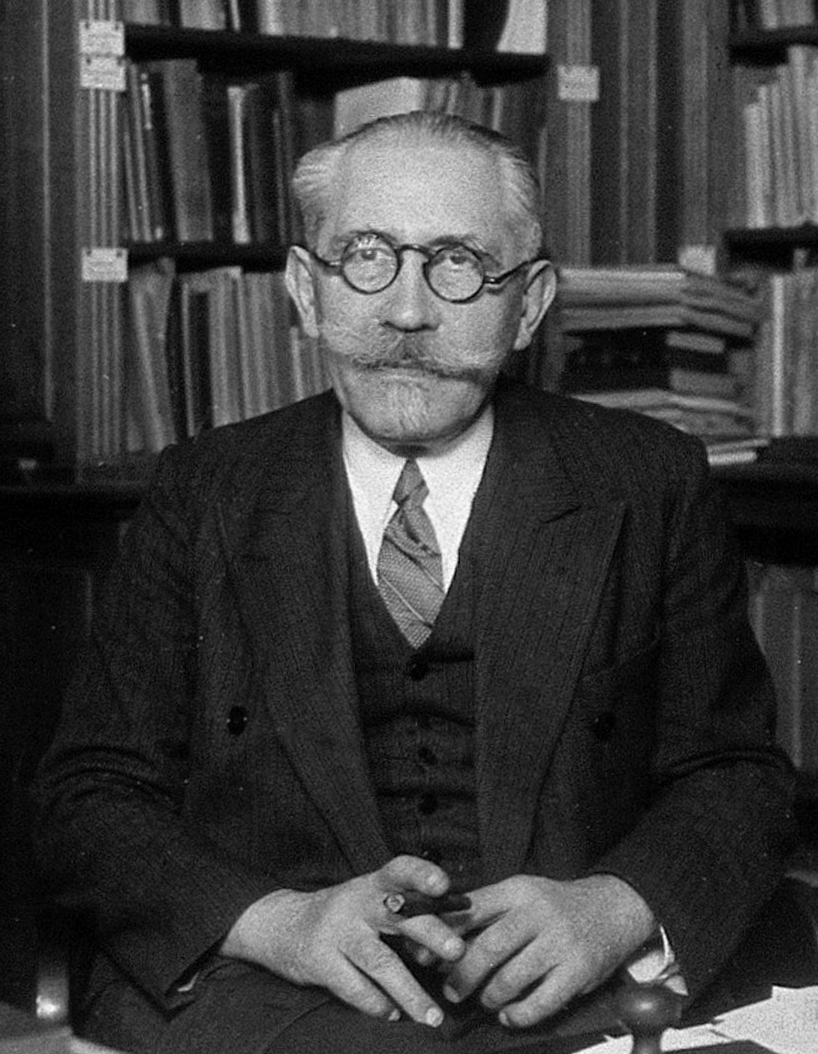
Paul Langevin (1872-1946)

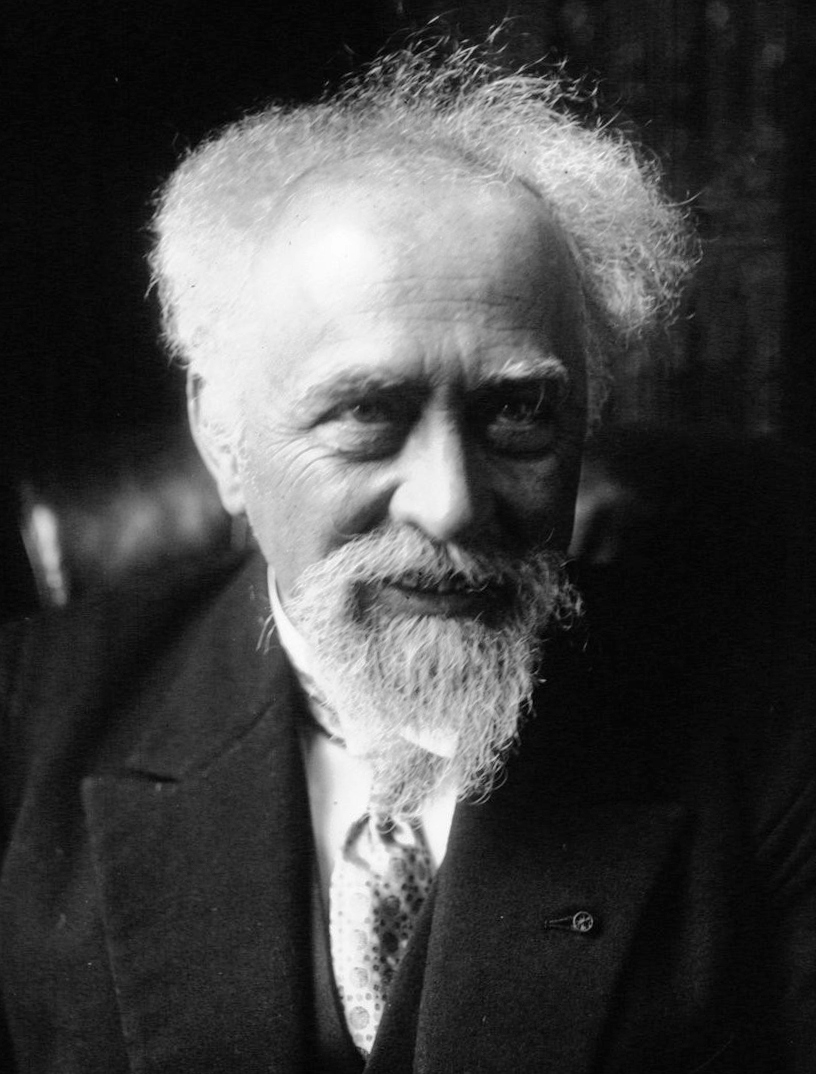
Jean Perrin (1870-1942)

Pour Paul Langevin et Jean Perrin, la décision est prise par la loi 48-1502 du 28 septembre 1948.
La cérémonie a lieu le même jour pour ces deux scientifiques.
Pour le retour du corps de Jean Perrin de New York, deux discours avaient été prononcés les 17 et 18 juin 1948, respectivement à Brest par Jean Cabannes et à la Sorbonne par Émile Borel, l'un et l'autre membres de l'Académie des sciences.

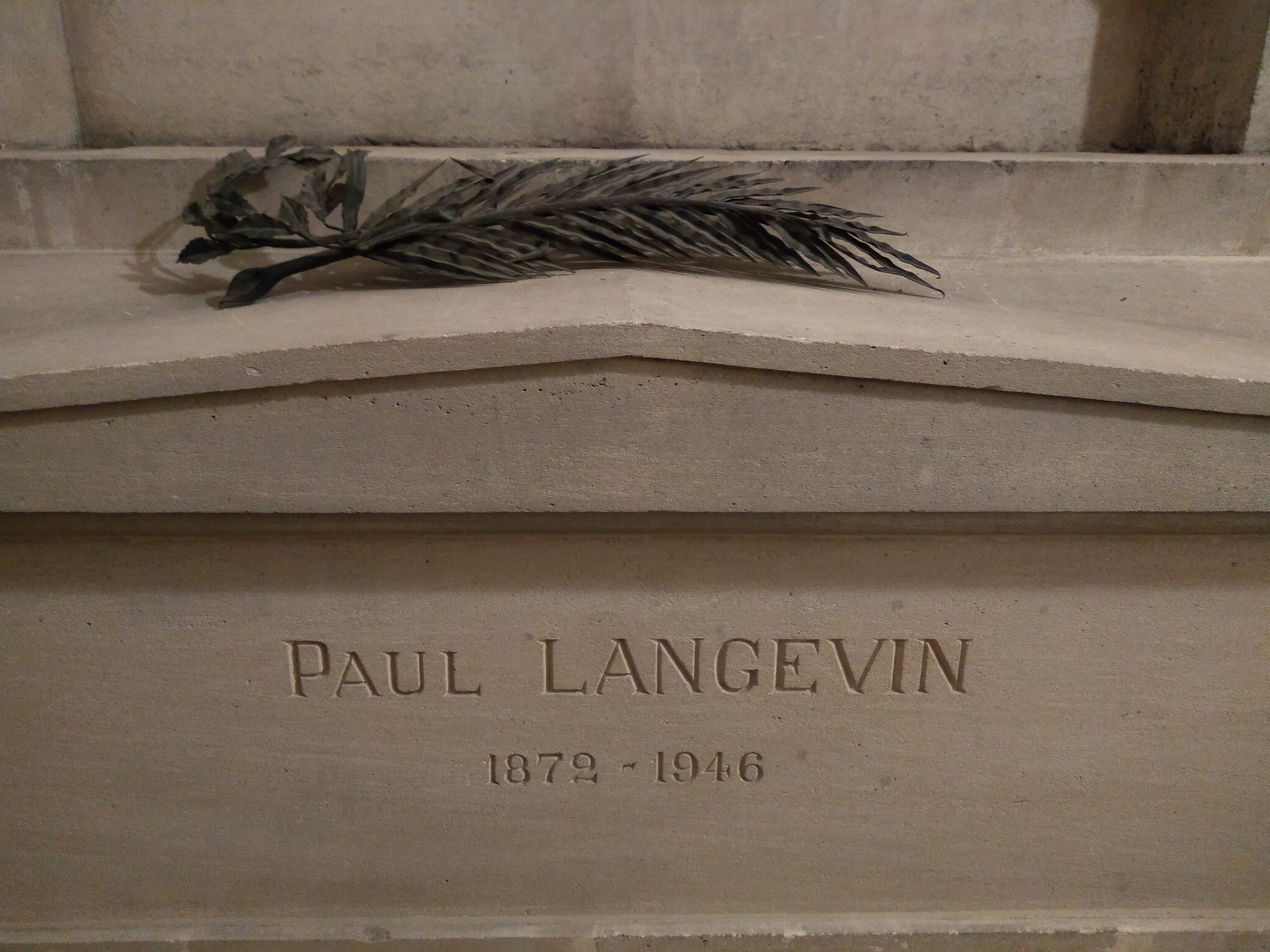
Tombeau de Paul Langevin au Panthéon
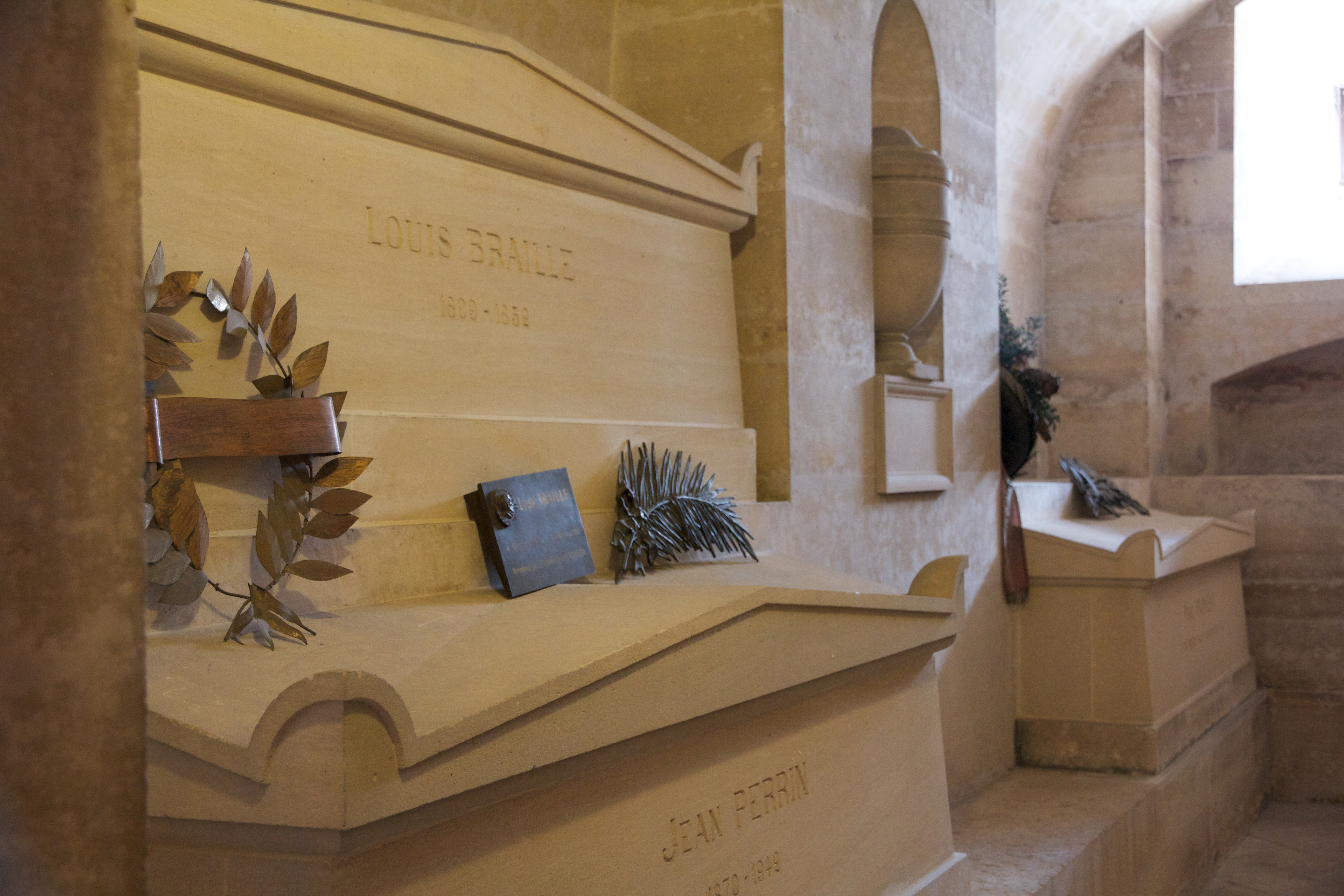
Tombeau de Jean Perrin au Panthéon

#### Victor SchœlcheretFélix Éboué, vendredi 20 mai 1949

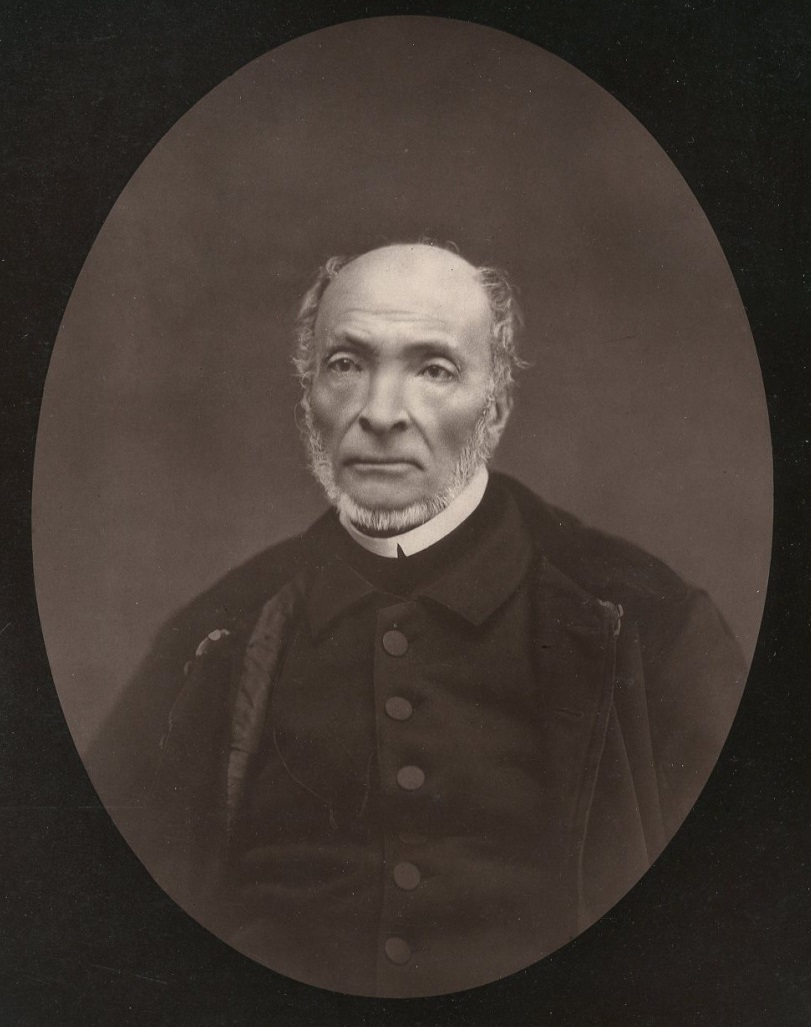
Victor Schœlcher (1804-1893)

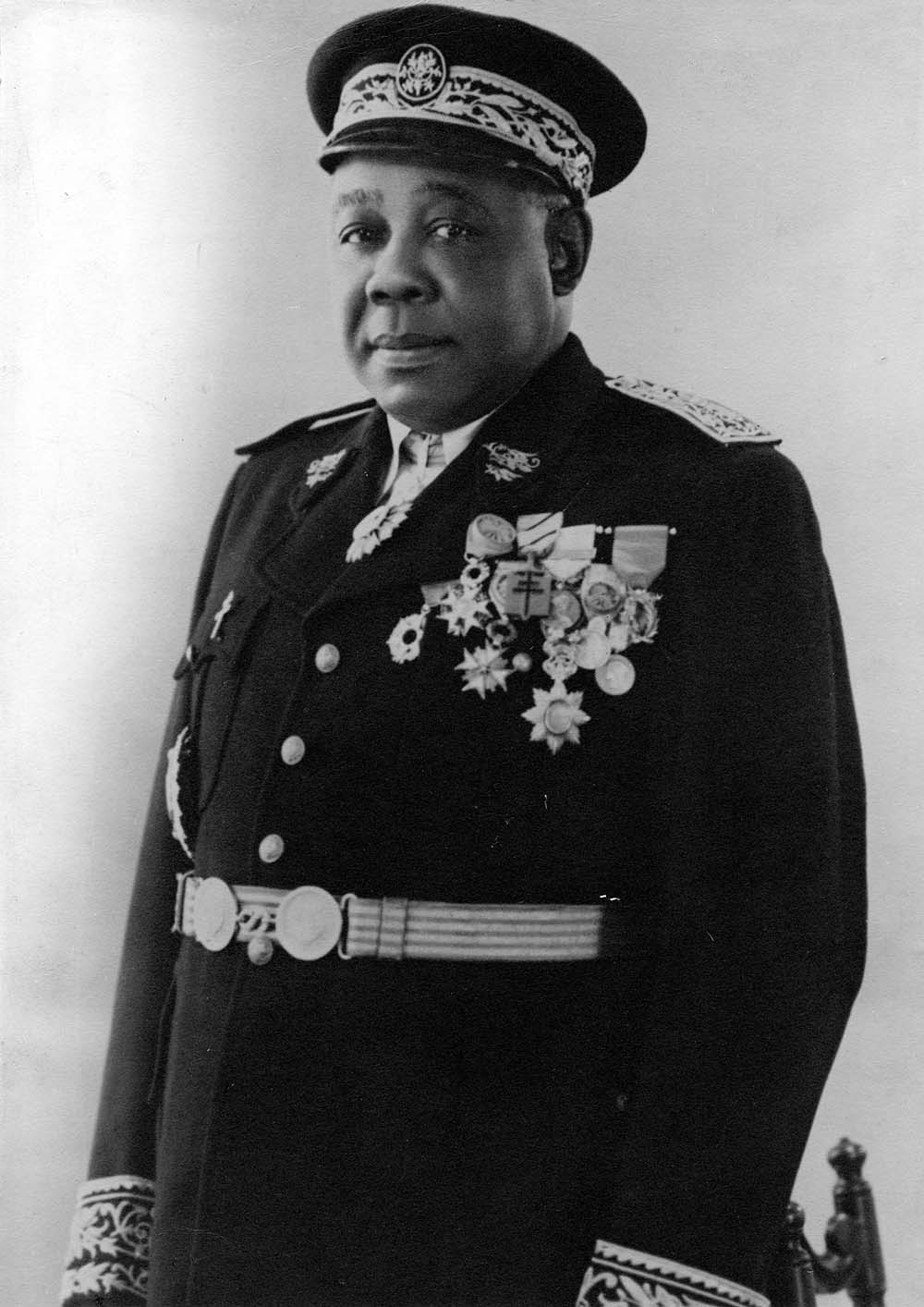
Félix Éboué (1884-1944)

Pour Félix Éboué, la décision est prise par la loi 48-1501 du 28 septembre 1948. Pour Victor Schœlcher, la décision du transfert est prise par la loi 49-681 du 19 mai 1949.
Gaston Monnerville, président du Conseil de la République est à l'origine du transfert des cendres de Victor Schœlcher et de Félix Éboué au Panthéon. La dépouille mortelle de Félix Éboué est débarquée le 2 mai 1949 à Marseille qui lui fait un émouvant accueil.
Après une veillée funèbre à l'Arc de Triomphe en présence du président de la République, Vincent Auriol, et des plus hautes personnalités de l'État, le cortège, aux accents de la Marche funèbre de Frédéric Chopin, monte du palais du Luxembourg vers le Panthéon entre une double haie de soldats. Les cendres de Victor Schœlcher et de Félix Éboué prennent alors place dans la crypte auprès de celles de Jean Jaurès. En même temps et pour respecter les dernières volontés de Victor Schœlcher, qui avait émis le souhait de reposer auprès de son père, le corps de Marc Schœlcher est également transféré au Panthéon.

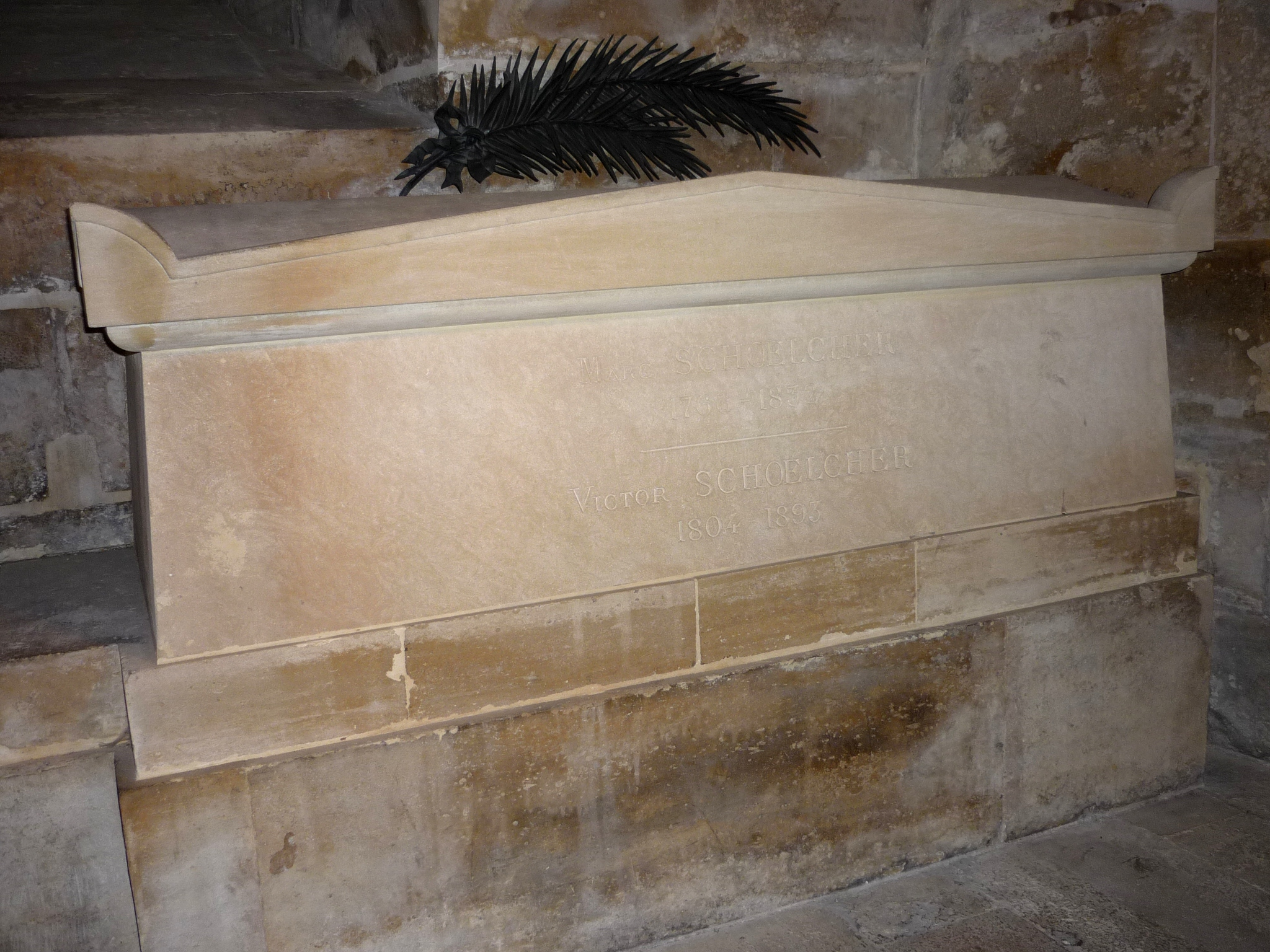
Tombeau de Victor Schœlcher au Panthéon
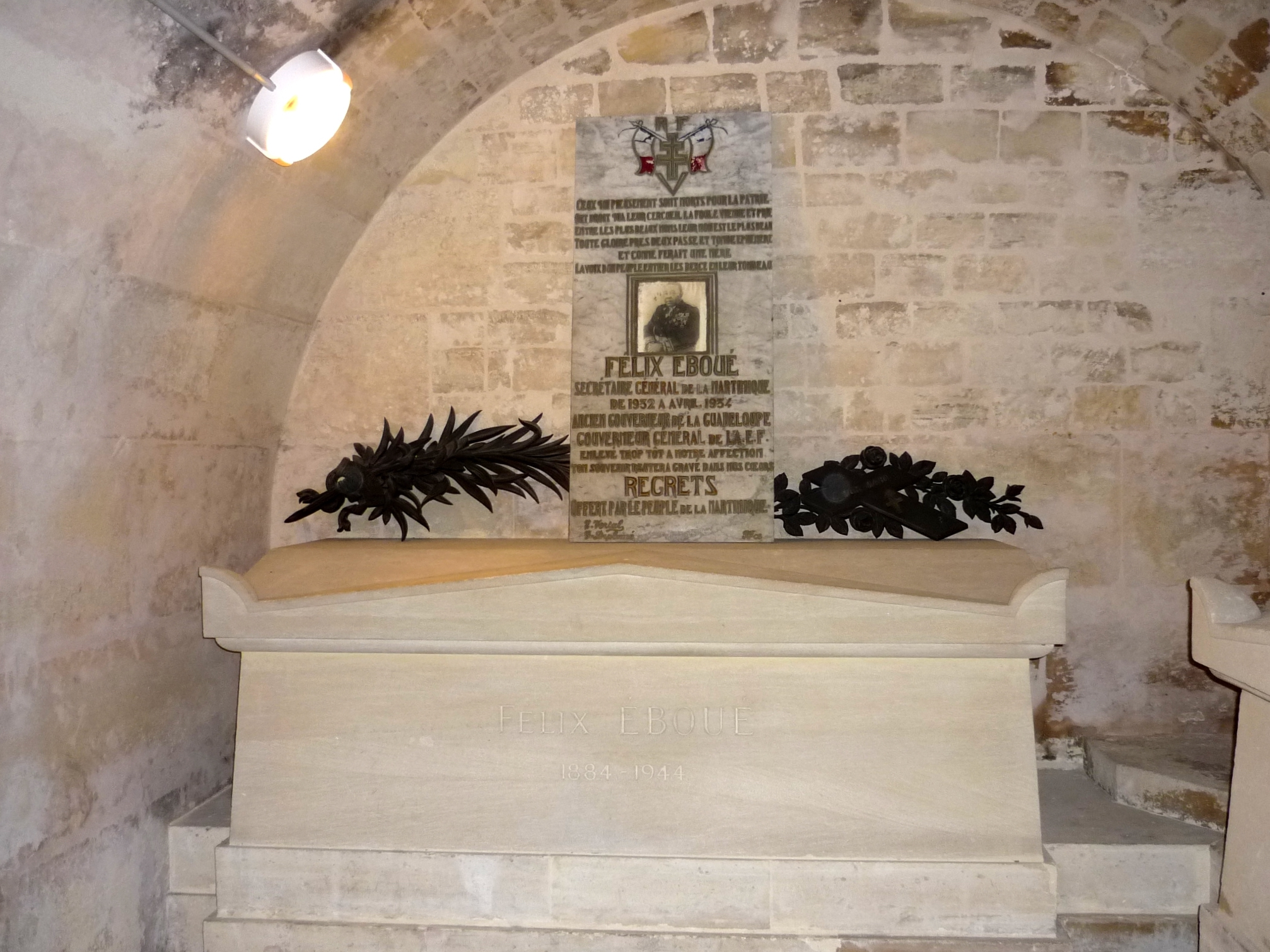
Tombeau de Félix Éboué au Panthéon

#### Louis Braille, dimanche 22 juin 1952

Louis Braille (1809-1852)

La décision du transfert est prise par une loi du 4 juin 1952
Le transfert a lieu à l'occasion du centenaire de sa mort. Le conseil municipal décide néanmoins de faire prélever ses mains qui sont placées dans une urne sur sa tombe à Coupvray (Seine-et-Marne),.

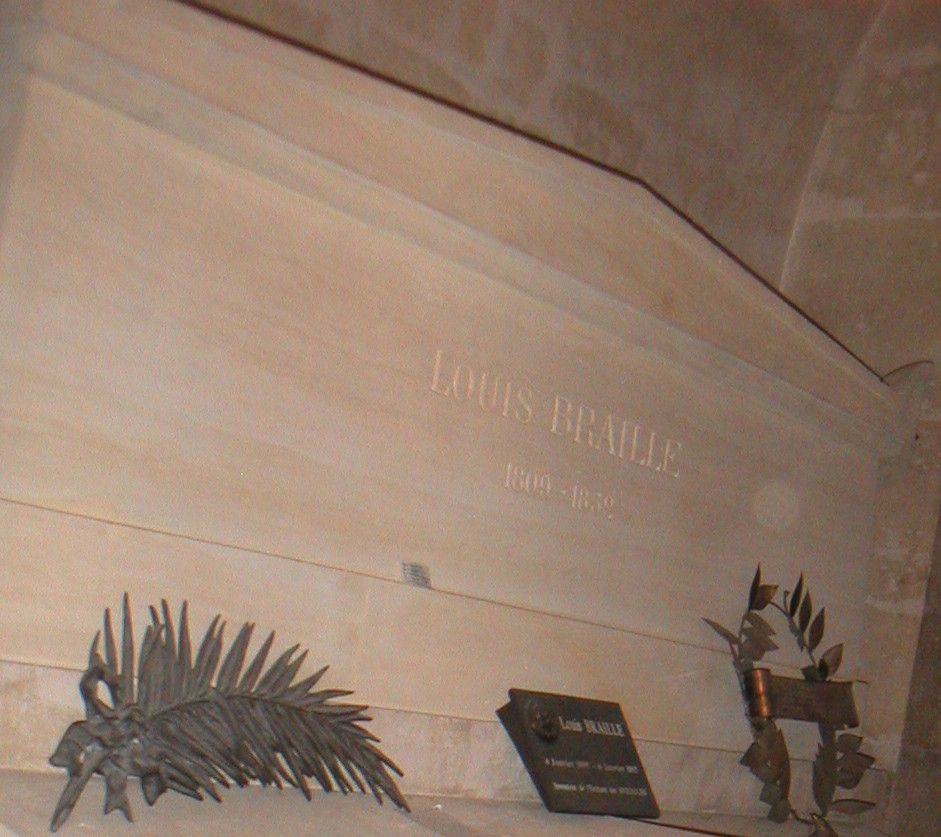
Tombeau de Louis Braille au Panthéon

### Cinquième République

#### Jean Moulin, samedi 19 décembre 1964

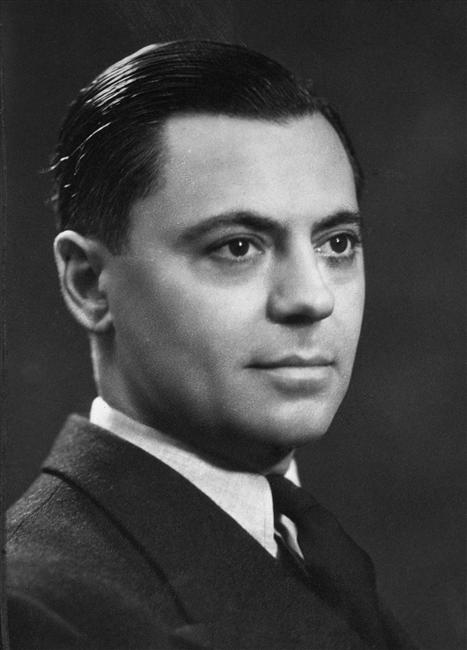
Jean Moulin (1899-1943)

À l'initiative du général de Gaulle et du ministre des Affaires culturelles, André Malraux, les cendres de Jean Moulin sont transférées au Panthéon. La décision administrative est prise par décret du ministère des Anciens Combattants et Victimes de guerre, sous la présidence de Charles de Gaulle autorisant le transfert au Panthéon des cendres présumées de Jean Moulin.
La veille de la cérémonie, le cercueil est amené dans le Mémorial des Martyrs de la Déportation puis il est acheminé devant le Panthéon par une procession aux flambeaux. La cérémonie a lieu en présence de la famille du défunt, en particulier Laure Moulin sa sœur, et de nombreux anciens résistants dont Daniel Cordier, son secrétaire, et des personnalités dont Georges Pompidou, Pierre Messmer, Jean Sainteny. On entendra, lors de la cérémonie, jouer Le chant des Partisans.

À cette occasion Malraux prononce, d'une voix de tragédien, un discours resté célèbre: 
« … Comme Leclerc entra aux Invalides, avec son cortège d'exaltation dans le soleil d'Afrique et les combats d'Alsace, entre ici, Jean Moulin, avec ton terrible cortège. Avec ceux qui sont morts dans les caves sans avoir parlé, comme toi ; et même, ce qui est peut-être plus atroce, en ayant parlé ; avec tous les rayés et tous les tondus des camps de concentration, avec le dernier corps trébuchant des affreuses files de Nuit et Brouillard, enfin tombé sous les crosses ; avec les huit mille Françaises qui ne sont pas revenues des bagnes, avec la dernière femme morte à Ravensbrück pour avoir donné asile à l'un des nôtres. Entre, avec le peuple né de l'ombre et disparu avec elle - nos frères dans l'ordre de la Nuit… Commémorant l'anniversaire de la Libération de Paris, je disais : « Écoute ce soir, jeunesse de mon pays, ces cloches d'anniversaire qui sonneront comme celles d'il y a quatorze ans. Puisses-tu, cette fois, les entendre : elles vont sonner pour toi. »

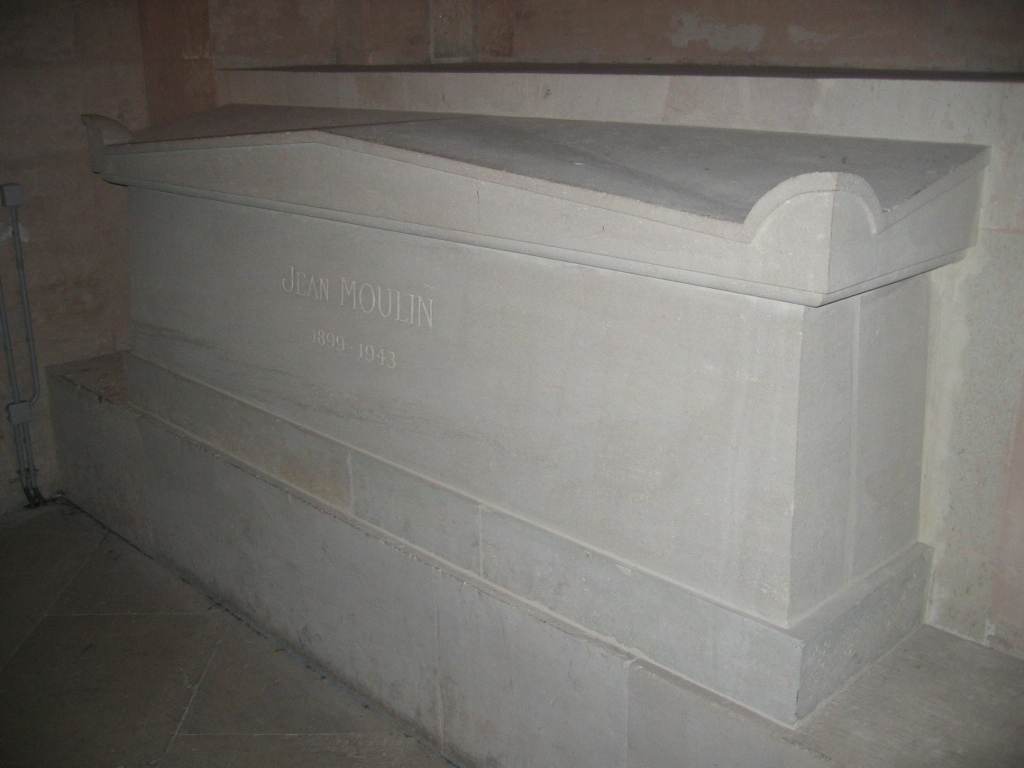
Tombeau de Jean Moulin au Panthéon

#### René Cassin, lundi 5 octobre 1987

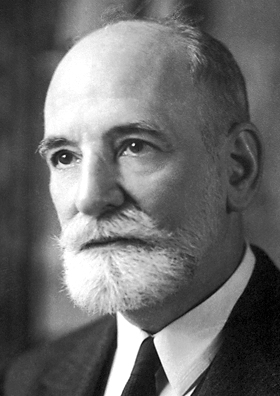
René Cassin (1887-1976)

La décision du transfert est prise par décret du Ministère de la Culture et de la Communication
Le transfert des cendres de René Cassin est la première des quatre panthéonisations à avoir eu lieu sous la présidence de François Mitterrand. Celui que l'on honore ce jour-là est un juriste, prix Nobel de la paix en 1968. On lui doit d’avoir fait adopter la Déclaration universelle des droits de l’Homme.
Pendant la cérémonie, François Mitterrand prononce un discours, où il évoque notamment le droit d'ingérence,,.

#### Jean Monnet, mercredi 9 novembre 1988

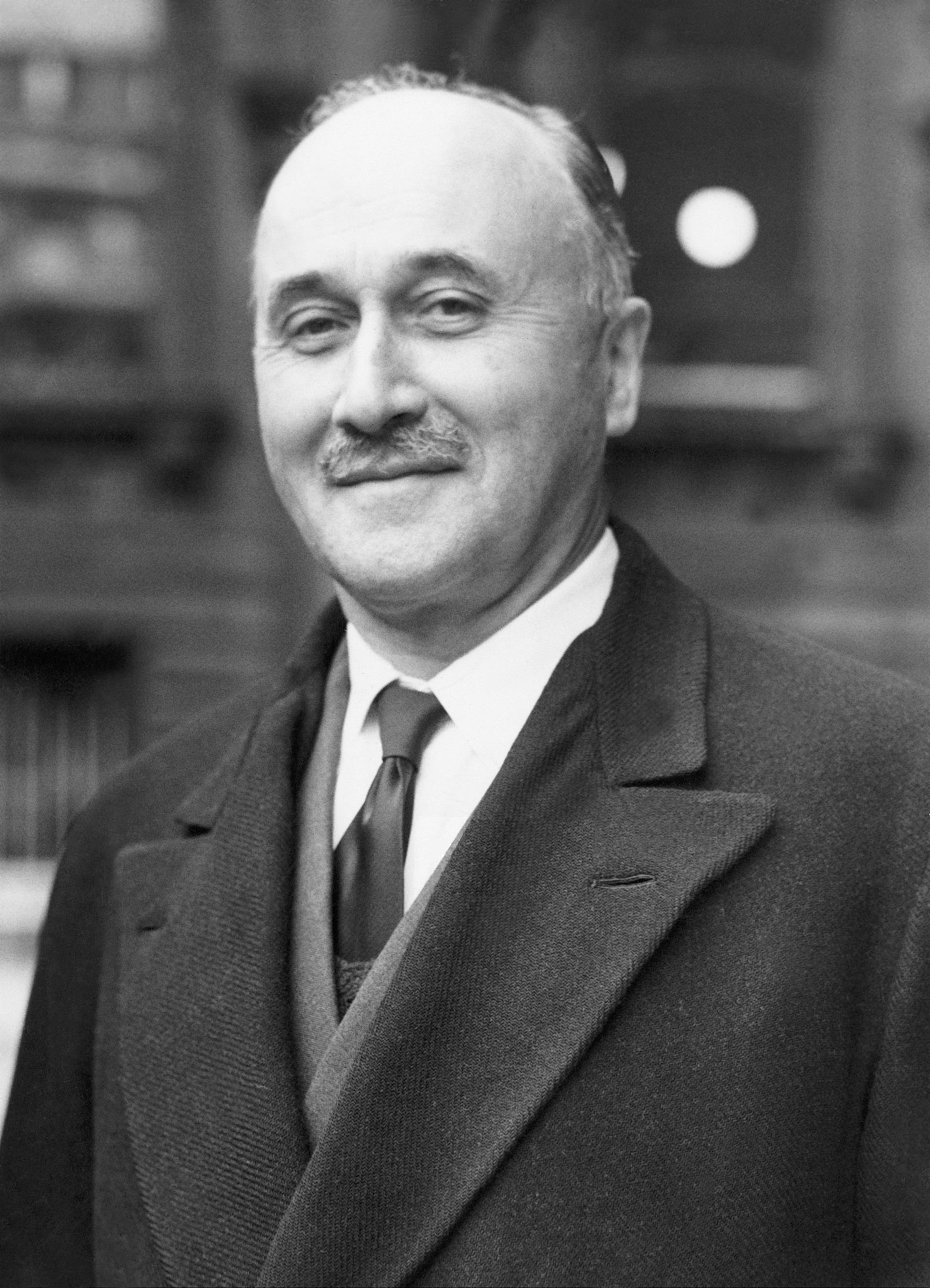
Jean Monnet (1888-1979)

La décision du transfert est prise par décret du ministère de la Culture, de la Communication, des grands Travaux et du bicentenaire
Pendant la cérémonie, François Mitterrand prononce un discours,.

#### L'abbé Henri Grégoire,Gaspard Monge,Nicolas de Condorcet, mardi 12 décembre 1989

Henri Grégoire (1750-1831)

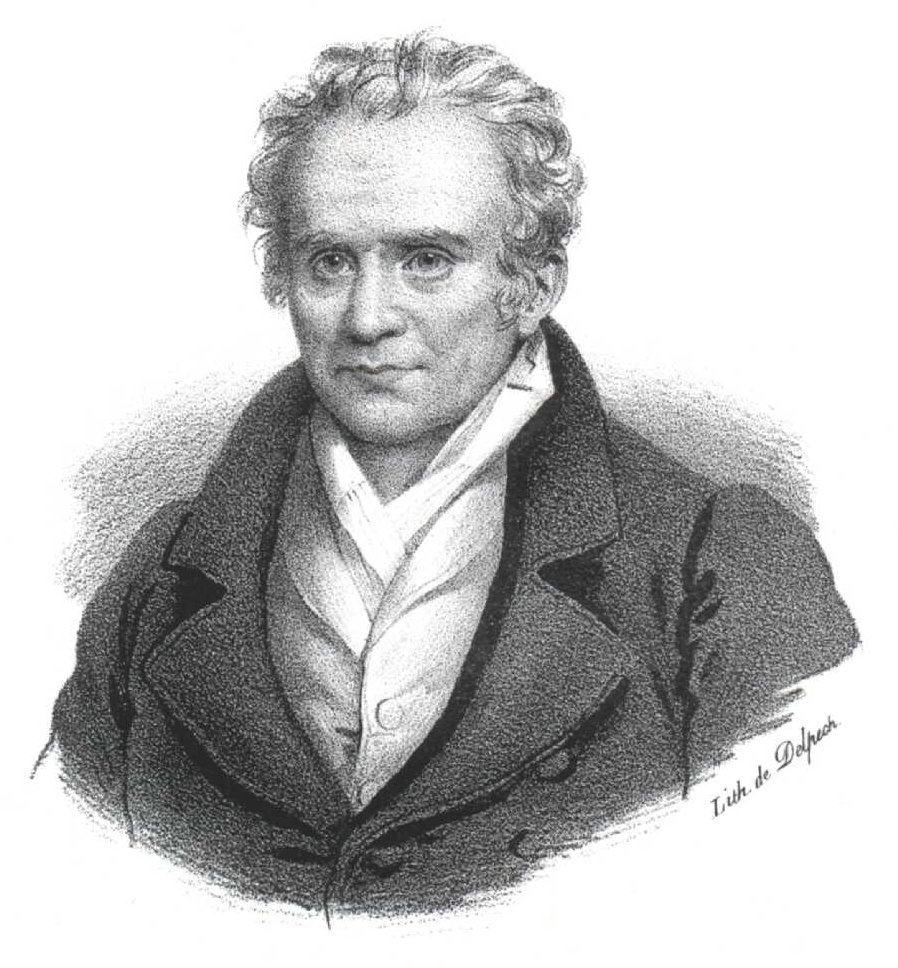
Gaspard Monge (1746-1818)

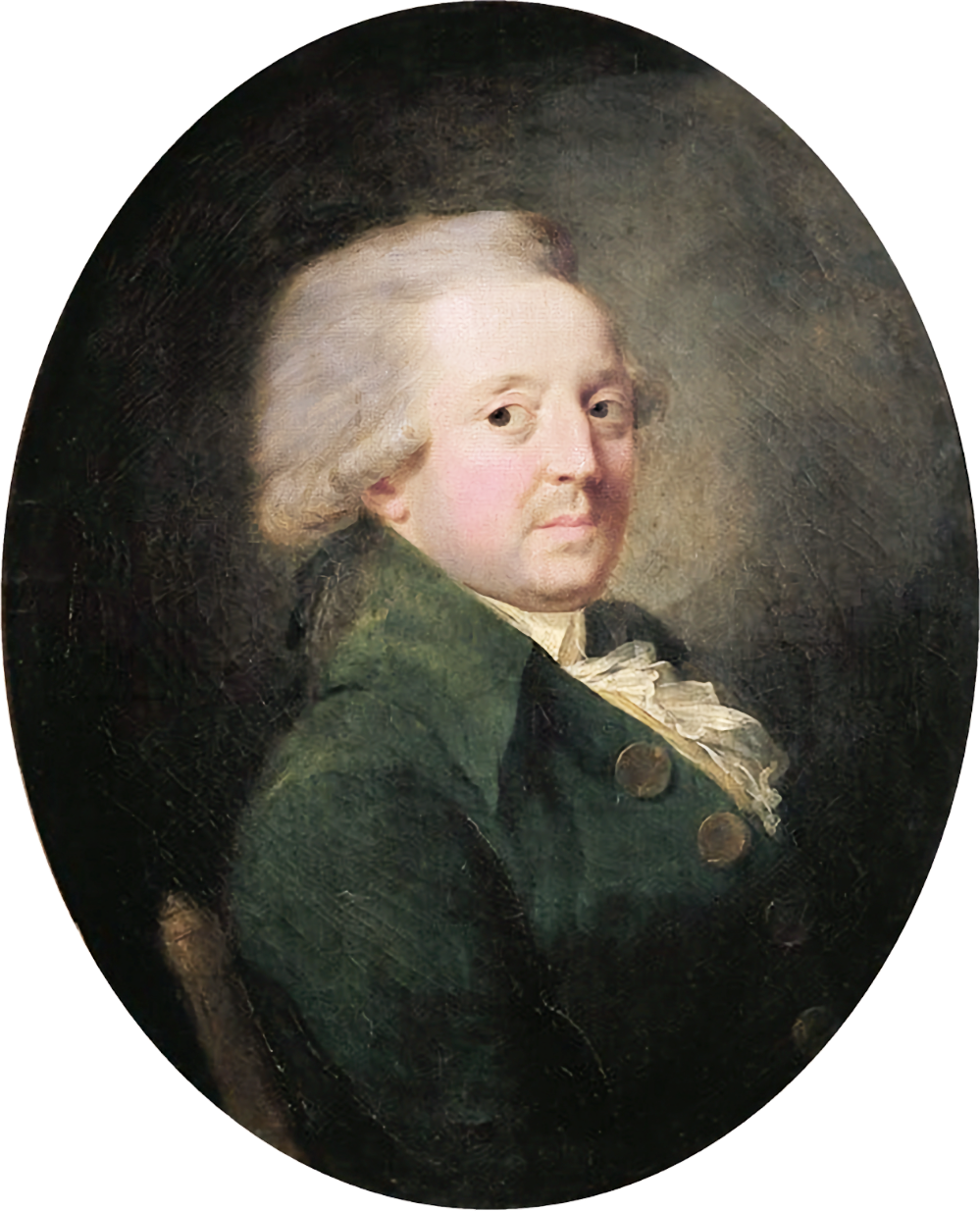
Nicolas de Condorcet (1743-1794)

La décision du transfert est prise par décret du Premier ministre du 16 octobre 1989
La cérémonie de transfert de cendres de ces trois personnalités a lieu à l'occasion des fêtes du bicentenaire de la Révolution française, en présence de François Mitterrand, président de la République.
À l'origine, le discours devait être prononcé par François Mitterrand ; il l'a été par Jack Lang.
Extraits du discours : « Révolutionnaires en votre temps vous l'étiez. Révolutionnaires en notre temps vous le demeurez… Alors Salut et Fraternité. Bienvenue chez vous dans le temple de la République, dans le Parlement fantôme des hommes libres, égaux et fraternels. »
Lors du transfert des cendres de l'abbé Grégoire, Jacques Gaillot, évêque, était le seul représentant de l'Église catholique française. Il faut dire que les relations de l'abbé Grégoire avec la hiérarchie catholique ont toujours été difficiles en raison de son implication dans la vie civile. Le jour de sa mort, l'archevêque de Paris, Hyacinthe-Louis de Quélen, s'opposa à ce qu'il reçût les derniers sacrements ; il exigeait de Grégoire sa renonciation au serment de la Constitution civile du clergé. Le vieil évêque refusa tout net. L'abbé Guillon, malgré les ordres de sa hiérarchie, accepta d'accéder sans condition aux désirs du mourant. L'autorité romaine ferma l'église à sa dépouille, mais rassemblées autour de La Fayette, deux mille personnes accompagnèrent le corps de l'évêque gallican au cimetière du Montparnasse.

#### PierreetMarie Curie, jeudi 20 avril 1995

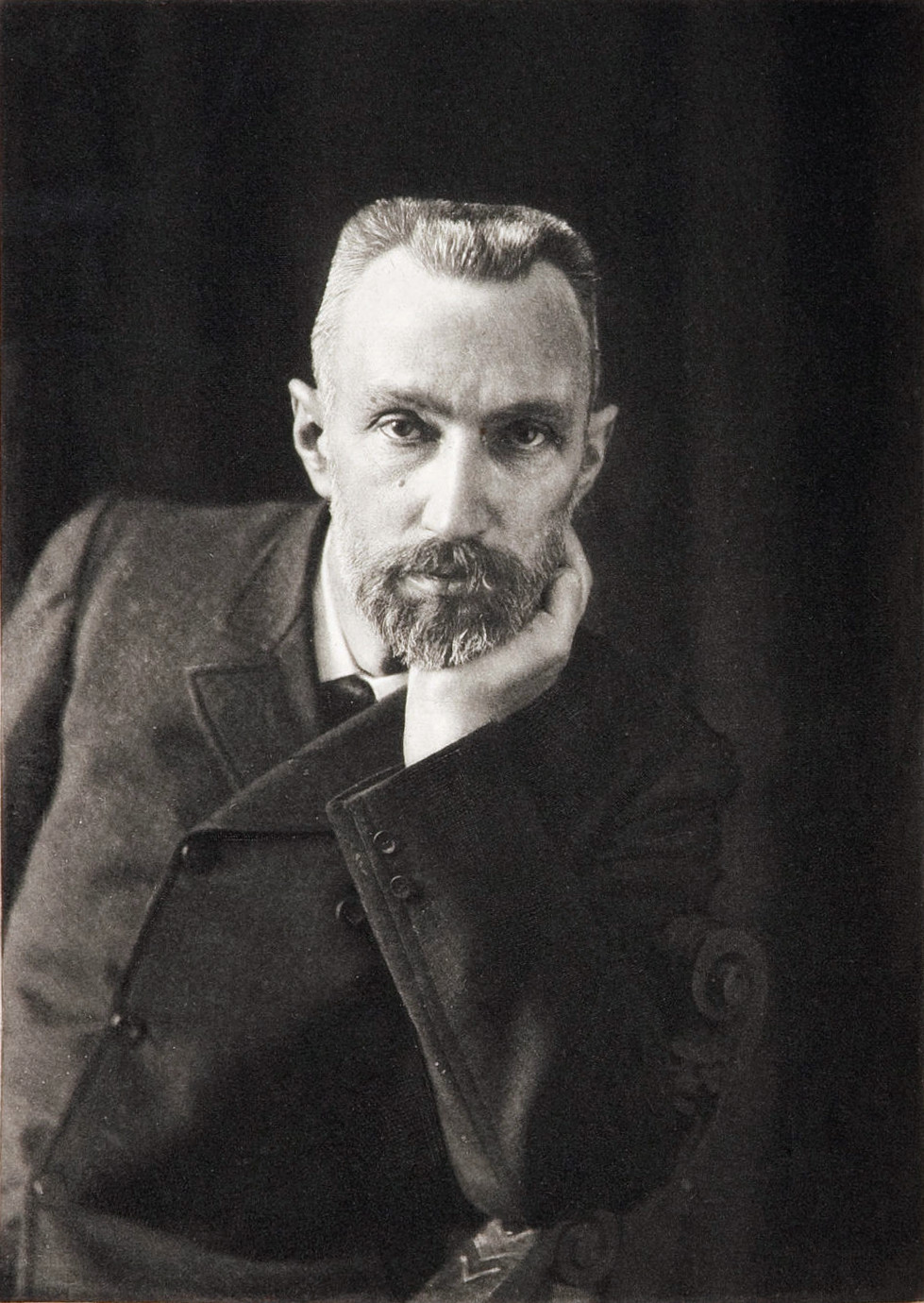
Pierre Curie (1859-1906)

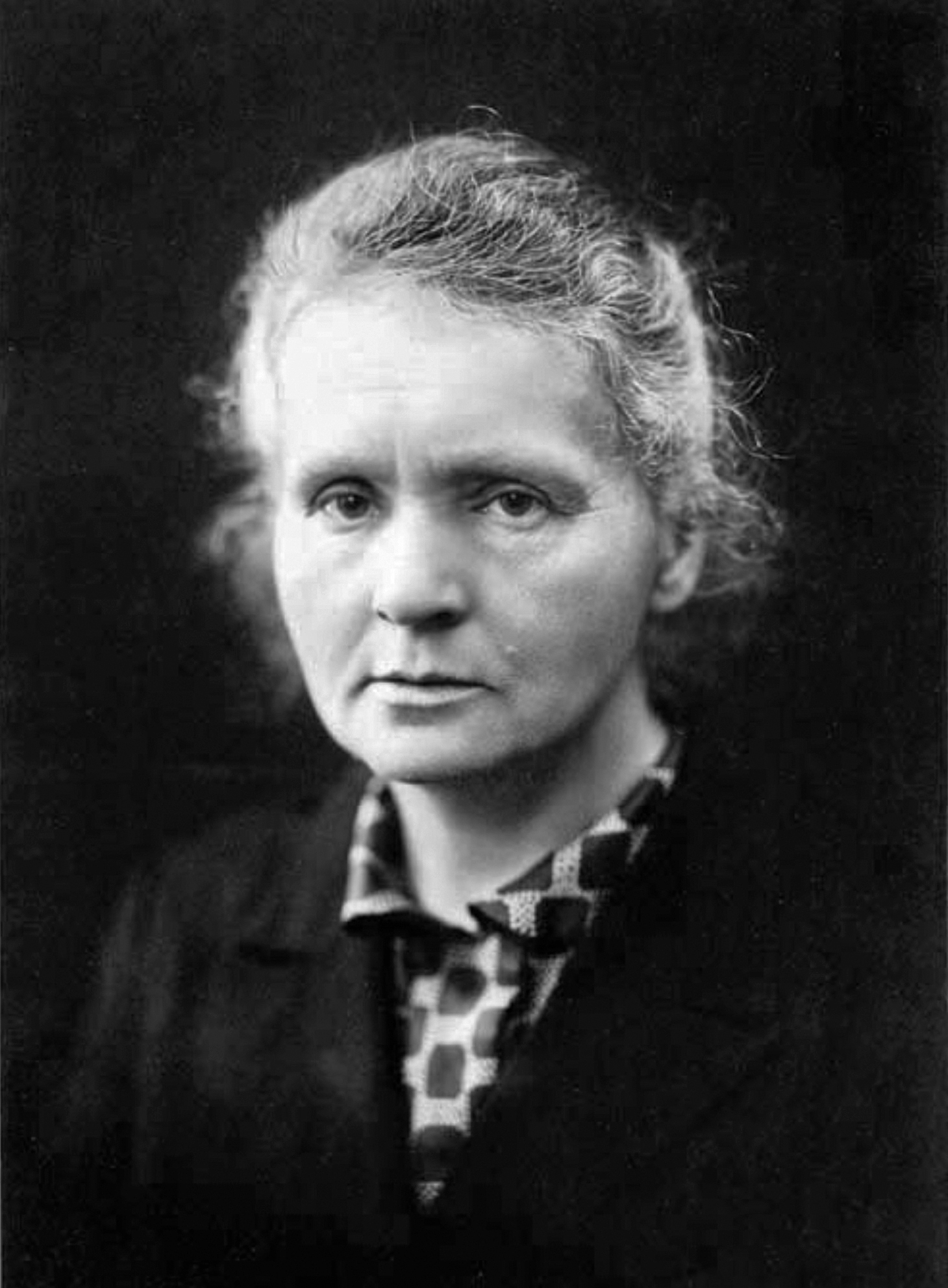
Marie Curie (1867-1934)

La décision du transfert est prise par décret présidentiel du 8 mars 1995. Marie Curie est la première femme à entrer au Panthéon pour ses réalisations. Pierre Curie accompagne sa femme au Panthéon pour respecter le choix des époux qui étaient inhumés ensemble.
La mise en scène de cette cérémonie voulue par François Mitterrand, au-delà d'un enterrement, devient un rituel d'incarnation de la nation,,.
Extraits de l'article du journal L'Humanité, :

« Il est dix-huit heures. Les portes du Panthéon, aux colonnes habillées d’un immense drap tricolore, s’ouvrent sur les cercueils de Pierre et Marie Curie. Instants émouvants et solennels. Dans le silence, les chœurs de l’armée entonnent les premières mesures de La liberté se lève, final du Temple universel de Hector Berlioz. À petits pas, les gardes républicains déposent les deux bières au centre de l’imposante entrée. Pour la première fois dans l’histoire, une femme est admise, pour ses propres mérites et aux côtés de son mari, dans le sanctuaire des grands hommes.
Une minute de silence. Puis François Mitterrand, accompagné de Lech Wałęsa, d’Édouard Balladur, d’Ève Curie, fille des deux chercheurs, ainsi que de leurs descendants, s’attardent autour de la vitrine où sont exposés les prix Nobel et les carnets de notes du couple.
La cérémonie s’achève. Elle aura duré un peu plus d’une heure. Exhumés du petit cimetière de Sceaux, les deux cercueils remontent d’abord lentement la rue Soufflot, portés par des étudiants de Paris-VI, futurs chercheurs scientifiques. Au rythme lent de la Suite en ré majeur no 3 de Bach, ils atteignent l’esplanade du Panthéon. De part et d’autre, deux cents élèves du lycée Marie-Curie de Sceaux et du lycée des sciences et techniques de Versailles tiennent dans leurs bras les symboles des atomes : une référence à l’universel langage de la science.
Le ciel est gris et la foule peu nombreuse. Pour l’essentiel, élèves et étudiants, venus de la France entière. L’hommage de la jeunesse au « couple, exténué, mais heureux, qui a changé la face du monde », comme le rappellera quelques instants plus tard Pierre-Gilles de Gennes dans son allocution. Au nom de la communauté scientifique, le prix Nobel de physique 1991 souligne l’importance des travaux des Curie. Ceux de Pierre et Marie, d’abord, qui ont permis « la douloureuse naissance d’une science neuve : la physique nucléaire ». Ceux de leurs descendants, ensuite, sur la radioactivité artificielle.
À sa suite, Lech Wałęsa souligne les origines polonaises de Marie Curie, née à Varsovie en 1867. Pour clore les discours, François Mitterrand salue longuement, « au nom de la Nation », la mémoire du couple et son « désintéressement », fondement, à ses yeux « de toute éthique scientifique ».
Caroline Casadesus s’avance. Comme ultime point d’orgue à cette émouvante cérémonie, elle interprète L’Adieu de Marie-Jeanne Serrero. Les cendres de Pierre et Marie Curie peuvent enfin reposer au Panthéon… »

Les discours
- François Mitterrand[59]
- Pierre-Gilles de Gennes[60] : Prenant la parole avant le chef de l’État, Pierre-Gilles de Gennes, prix Nobel de physique 1991, a rendu aux deux savants l’hommage de la communauté scientifique. Dans une allocution, le physicien a d’abord salué « tout ce travail fait à main nue dans un galetas, ce douloureux travail qui constituait la naissance d’une science neuve que d’autres appelleront la physique nucléaire ». Il a restitué l’importance des travaux de Pierre et Marie Curie dans le siècle. « Les trente années [qui suivent leurs découvertes] verront une explosion de connaissances auxquelles contribueront leur fille Irène et son mari Frédéric Joliot ».
- Lech Wałęsa

Anecdote
Pascal Monnet, administrateur du Panthéon a déclaré à France TV Info à propos de Marie Curie : 

« Son corps est pratiquement intact, voire presque momifié en raison des rayonnements qu’elle a reçus durant ses expériences. Le cercueil est d’ailleurs enveloppé de plusieurs couches de plomb »

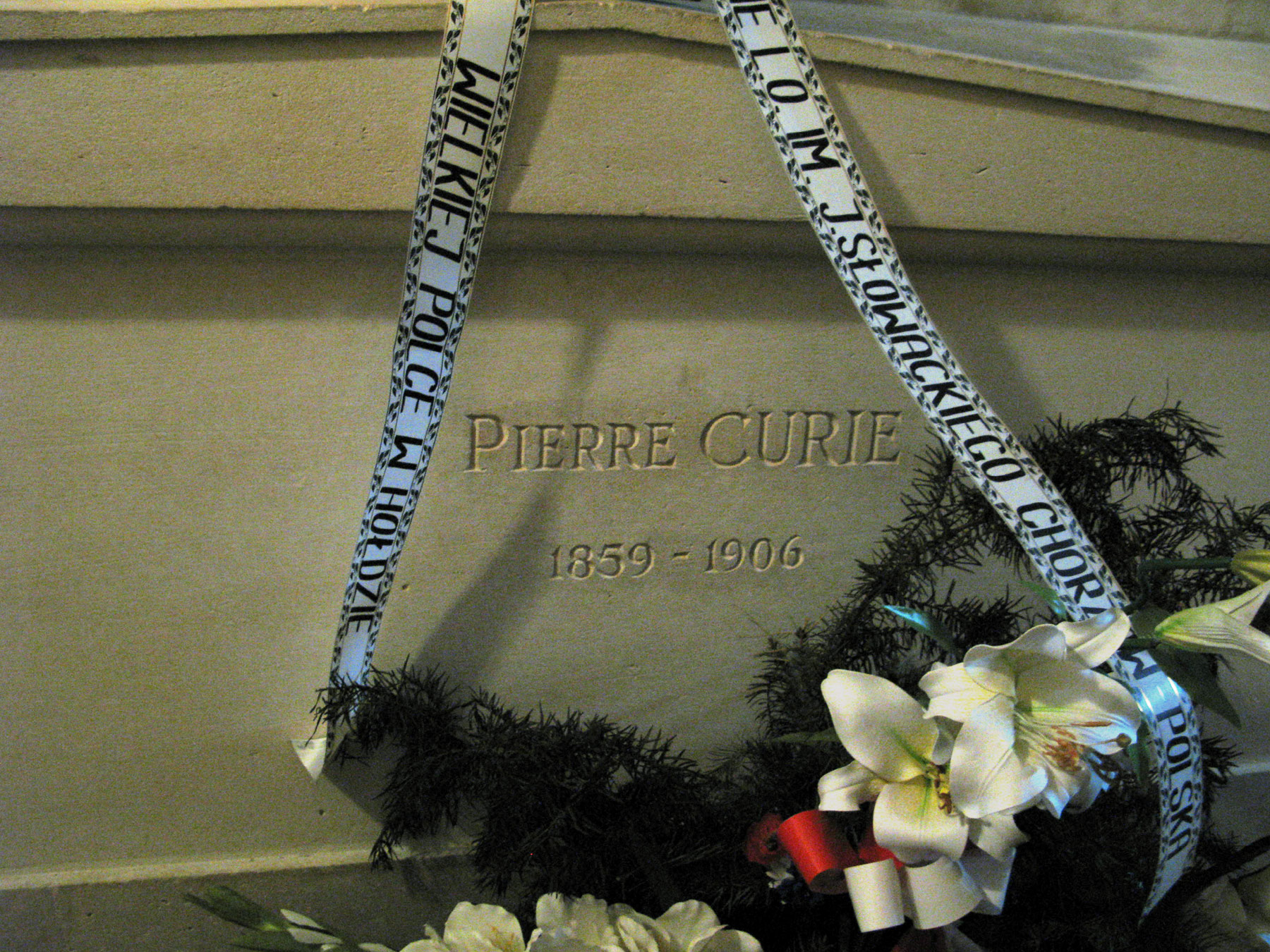
Tombeau de Pierre Curie au Panthéon
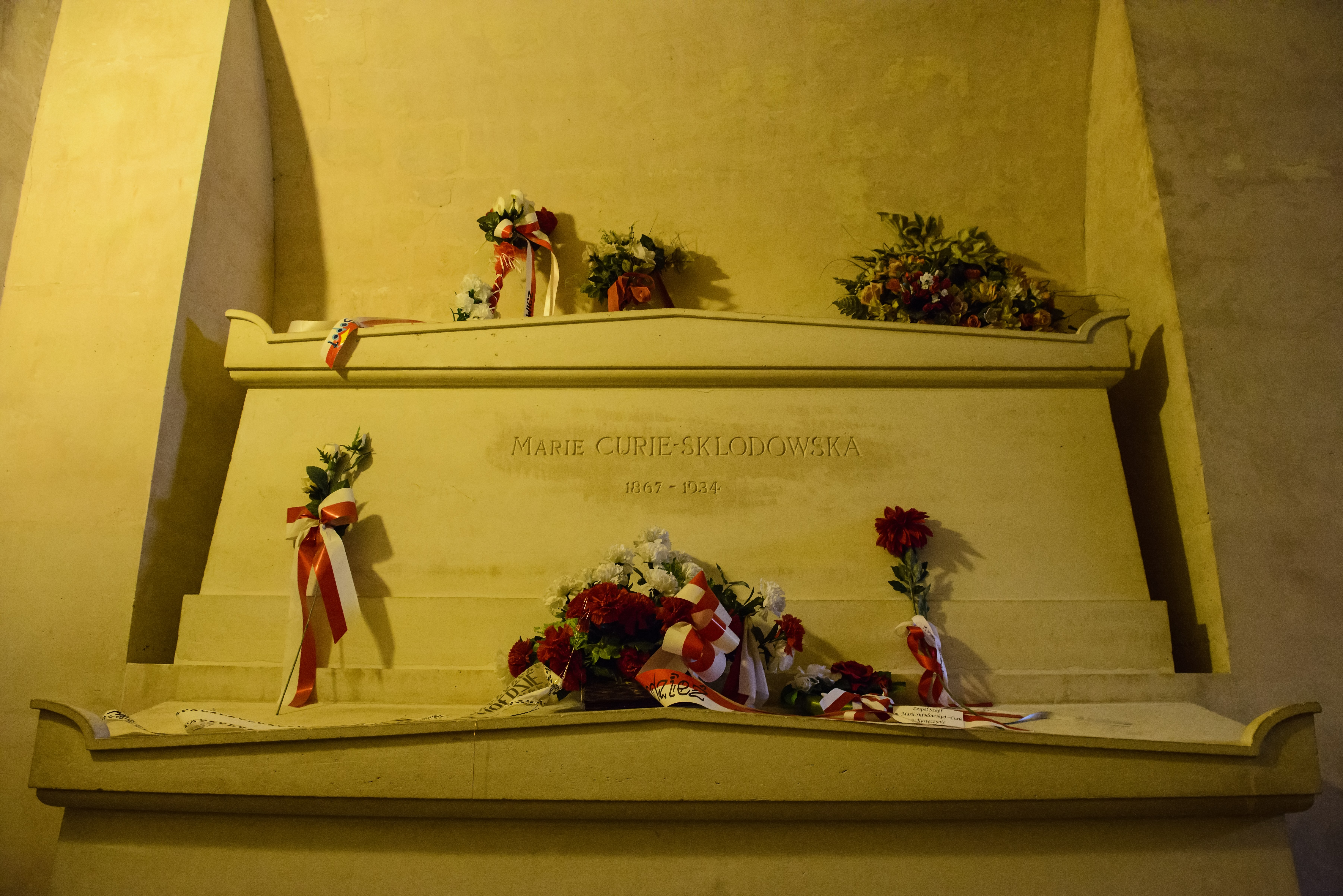
Tombeau de Marie Curie au Panthéon

#### André Malraux, samedi 23 novembre 1996

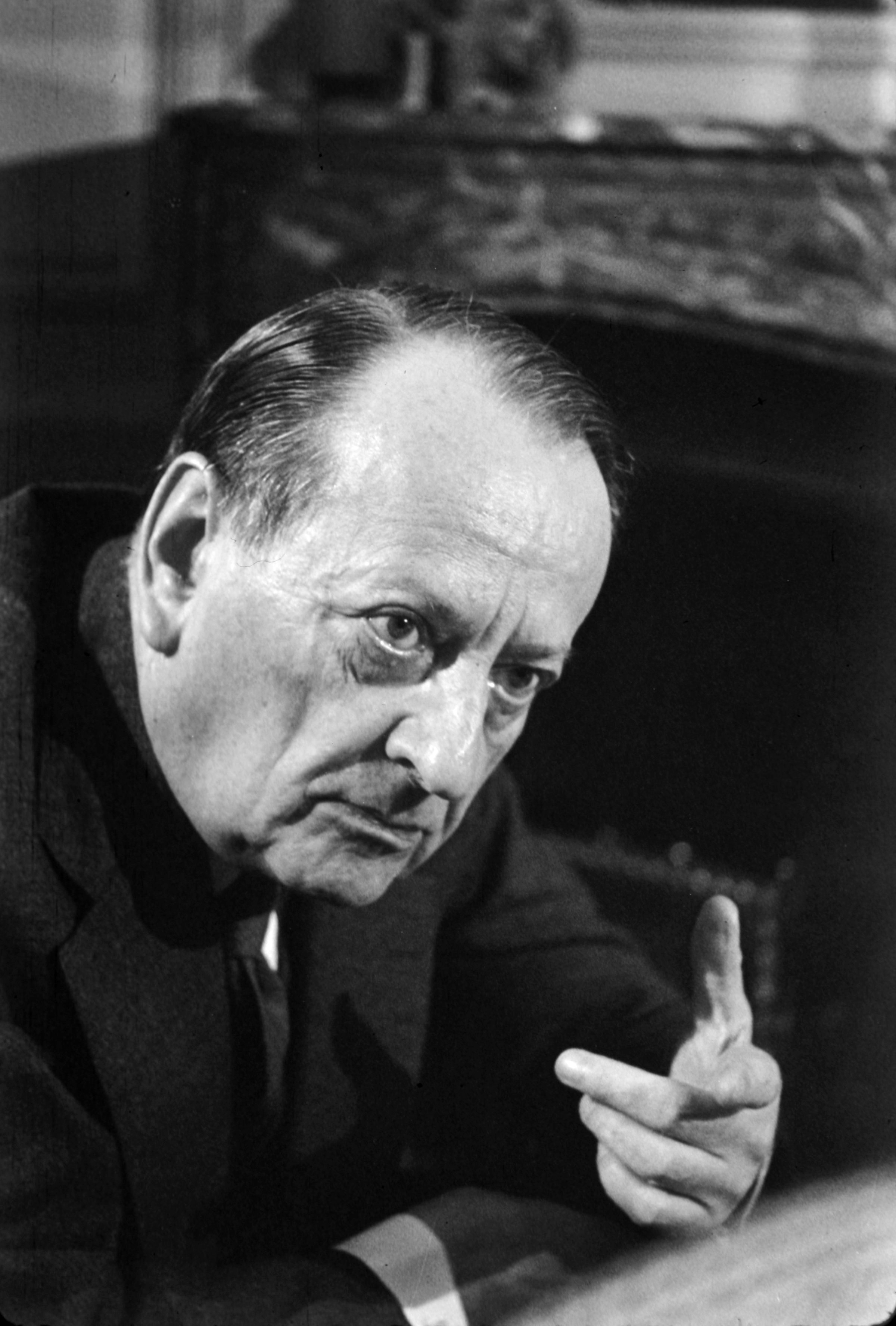
André Malraux (1901-1976)

Malraux est le cinquième écrivain à entrer au Panthéon. La décision du transfert est prise par décret présidentiel du 7 août 1996. La cérémonie a lieu vingt ans, jour pour jour, après sa mort,. Un hommage national avait été rendu dans la Cour carrée du Louvre, le 27 novembre 1976, 4 jours après la mort de Malraux. Le Premier ministre, Raymond Barre avait prononcé l'éloge funèbre du défunt. Un chat égyptien des collections du Louvre avait été installé dans la Cour carrée.
Jacques Chirac, nouvellement élu président de la République, prend une place importante dans les hommages rendus à l’homme de lettres et au gaulliste que fut Malraux.
Trois cérémonies se déroulent successivement : la première aux Invalides, la deuxième à l'Unesco et la dernière au Panthéon. Sur la place du Panthéon :
« La cérémonie, mise en scène par le peintre et décorateur Jean-Paul Chambas, commencera vers 19 heures. Elle sera ouverte, rue Soufflot, par le défilé d’une centaine de jeunes munis de lampes tempête, symboles des pistes clandestines d’atterrissage, évoquant le Malraux combattant. Sur fond d’œuvres musicales, notamment de Messiaen, un jeu de lumière et des projections illumineront le fronton du Panthéon… »
À l'intérieur : le cercueil est placé au milieu de la nef avec, à ses côtés, une sculpture de Giacometti L’Homme qui marche.
Des discours sont prononcés par Jacques Chirac, puis Maurice Schumann.

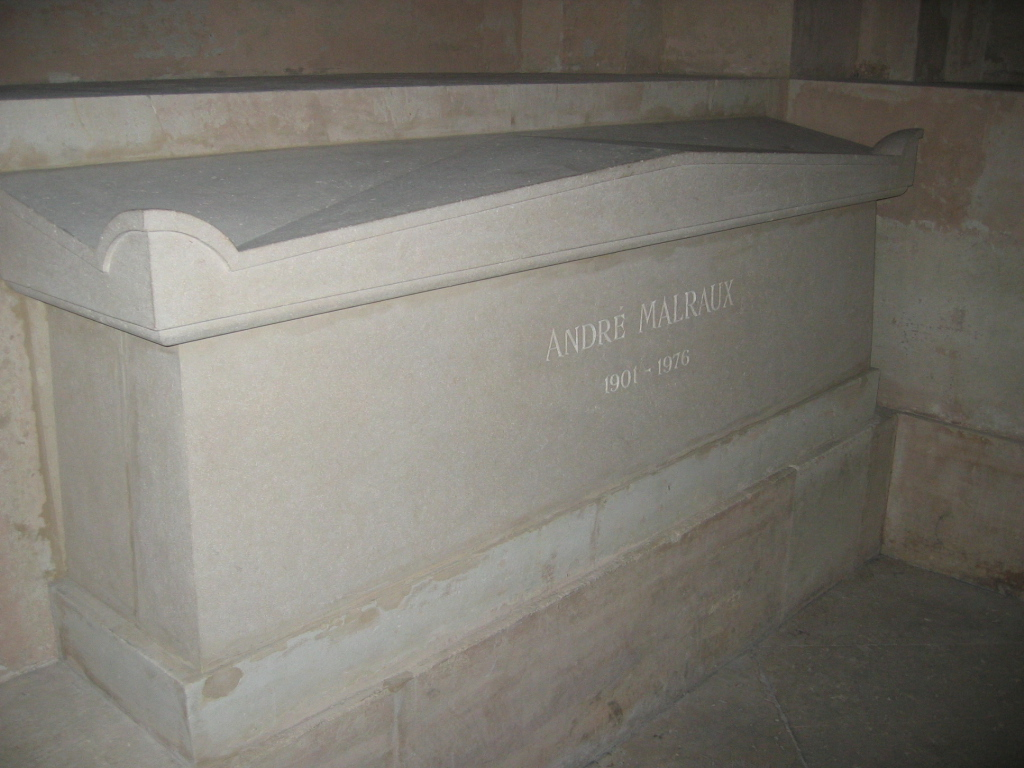
Tombeau d'André Malraux au Panthéon

#### Alexandre Dumas, samedi 30 novembre 2002

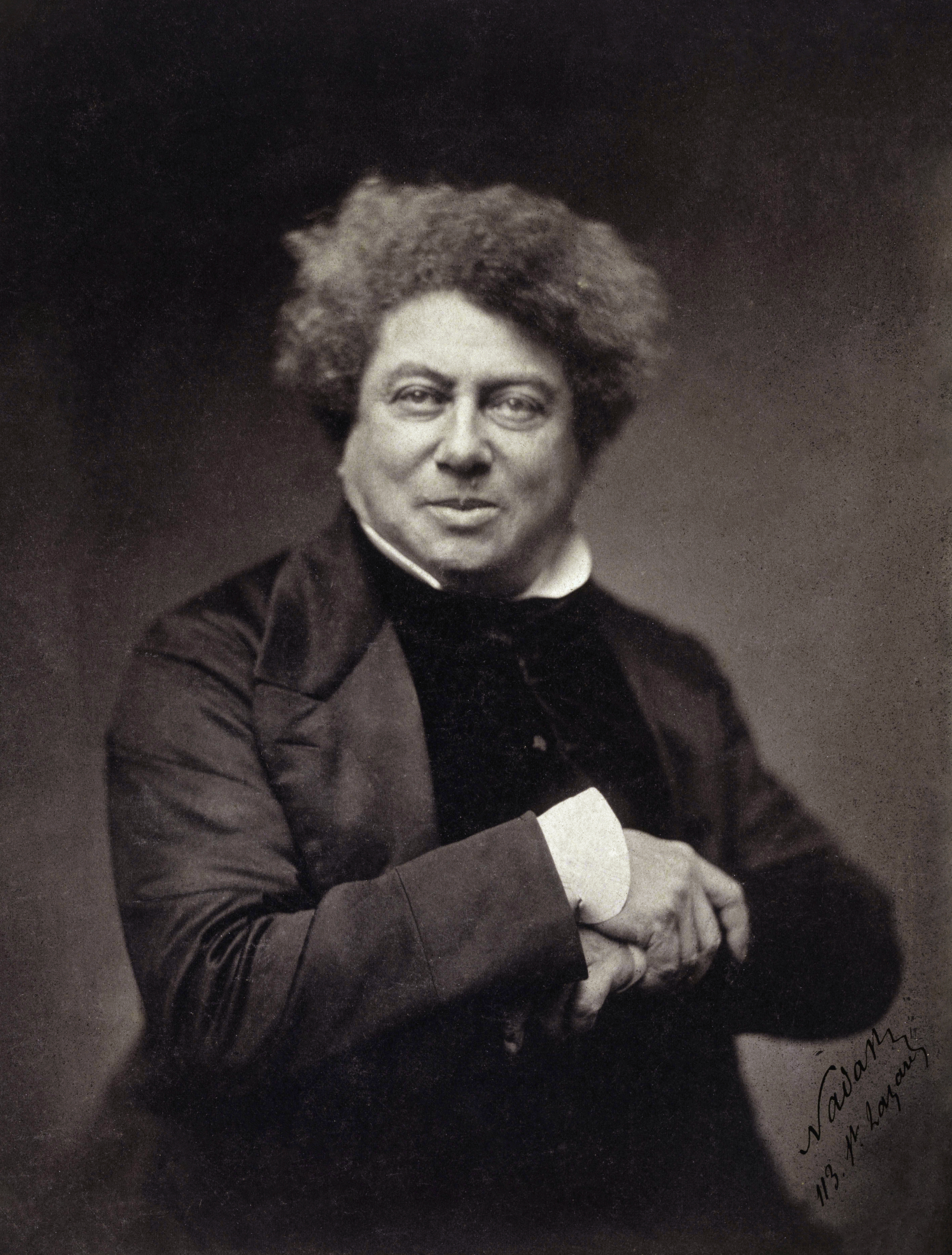
Alexandre Dumas (1802-1870)

La décision du transfert des restes d'Alexandre Dumas est prise par décret présidentiel du 26 mars 2002, avec un commentaire de Jacques Chirac : 
« Avec ce geste, la République donnera toute sa place à l'un de ses enfants les plus turbulents et les plus talentueux, dont toute la vie fut au service de notre idéal républicain. »
Venant de Villers-Cotterêts où Dumas était inhumé, le cortège fait une première halte dans son château Le Monte-Cristo où une veillée est effectuée. Ensuite un autre arrêt au Sénat où deux discours sont prononcés, l'un par le président du Sénat, Christian Poncelet, l'autre par l'écrivain Claude Ribbe.
Enfin, en soirée, accompagné par une escorte de mousquetaires portant le cercueil recouvert d'un drap bleu de France sur lequel est écrit la célèbre devise « Tous pour Un, Un pour Tous », le cortège s'avance vers le Panthéon où l'attend le président de la République et diverses personnalités.
Sur la petite scène d'un chariot, Le Théâtre d'Alexandre, tiré par des mules et précédé par un régiment de tambours, de jeunes comédiens ont reconstitué des passages des pièces de Dumas devant une centaine de gens de la rue en costumes d'époque.
Lorsqu'il atteint le parvis du Panthéon, une Marianne métisse montée sur un cheval blanc vient au-devant du cercueil. La fameuse lettre de Victor Hugo à Dumas-fils est alors lue : « Le nom d'Alexandre Dumas est plus que français, il est européen ; il est plus qu'européen, il est universel. »
Alain Decaux, de l'Académie française, puis le président de la République, Jacques Chirac, prononcent un discours.

Le Président conclut ainsi son discours : 

« Lorsque les portes de bronze du Panthéon se refermeront, Alexandre Dumas trouvera enfin sa place aux côtés de Victor Hugo et d’Émile Zola, ses frères en littérature, ses frères en engagement, ses frères qui ont marqué et fait de leur plume l'Histoire de la République en défendant avec autant d'acharnement que de génie la Liberté, l'Égalité, la Fraternité. La République aussi a ses mousquetaires. »

Le cercueil d'Alexandre Dumas est descendu dans le caveau XXIV où se trouvent déjà ceux de Victor Hugo et d'Émile Zola.

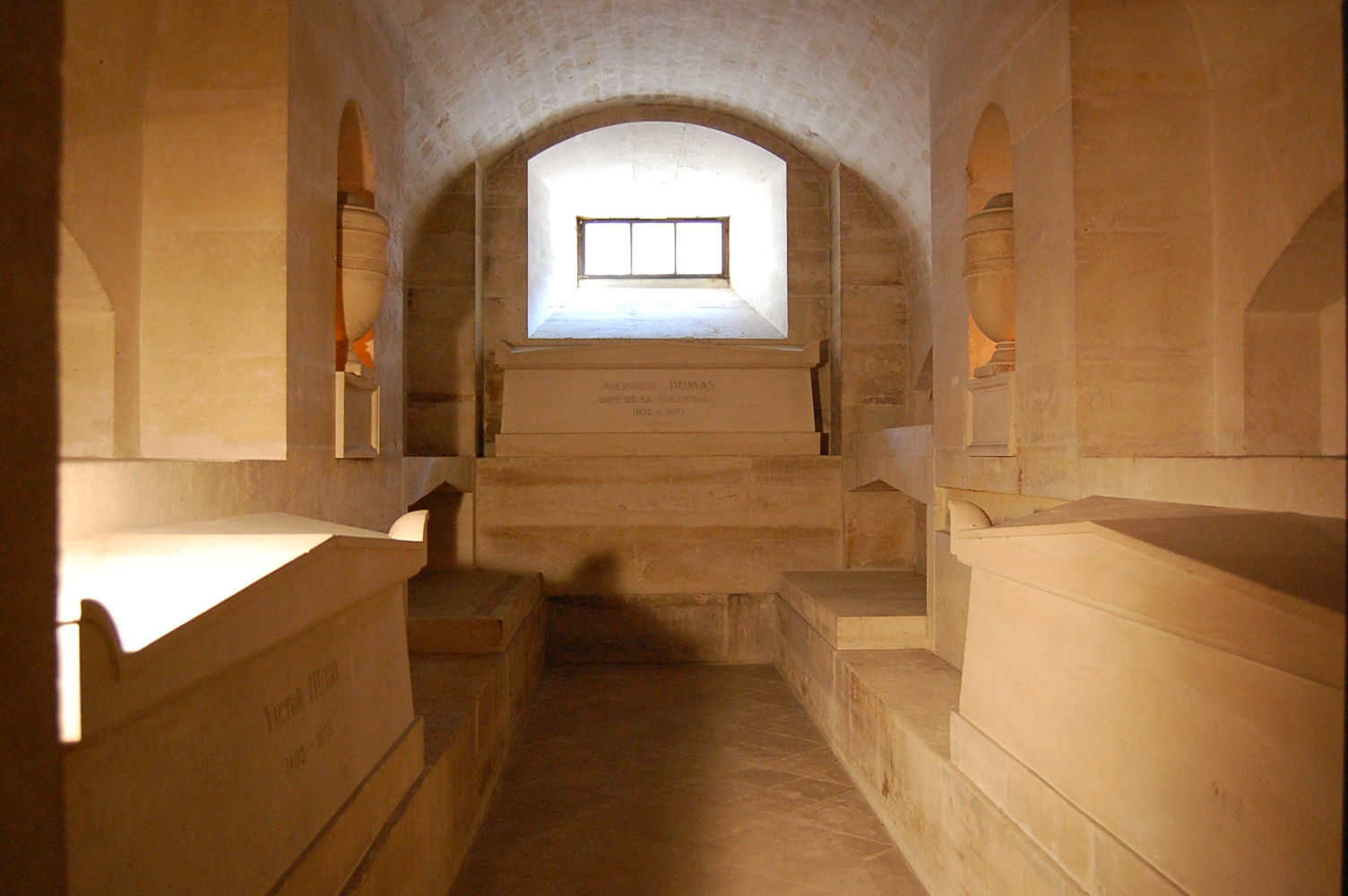
Tombeau d'Alexandre Dumas au Panthéon

#### Pierre Brossolette,Geneviève de Gaulle-Anthonioz,Germaine Tillion,Jean Zay, le mercredi 27 mai 2015

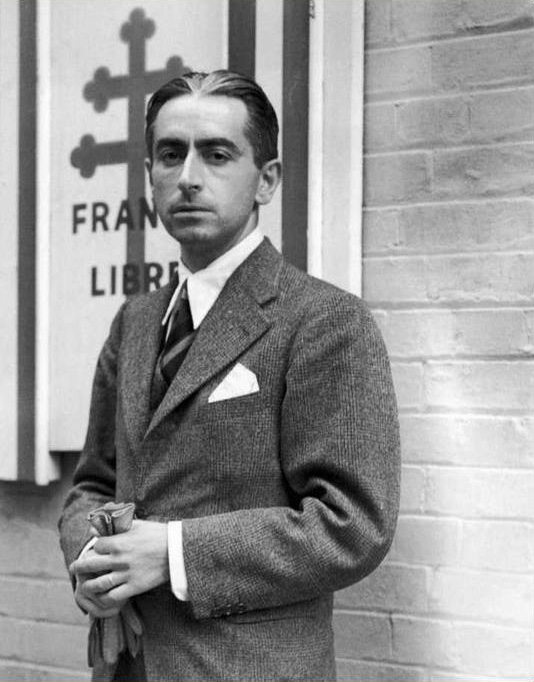
Pierre Brossolette (1903-1944)

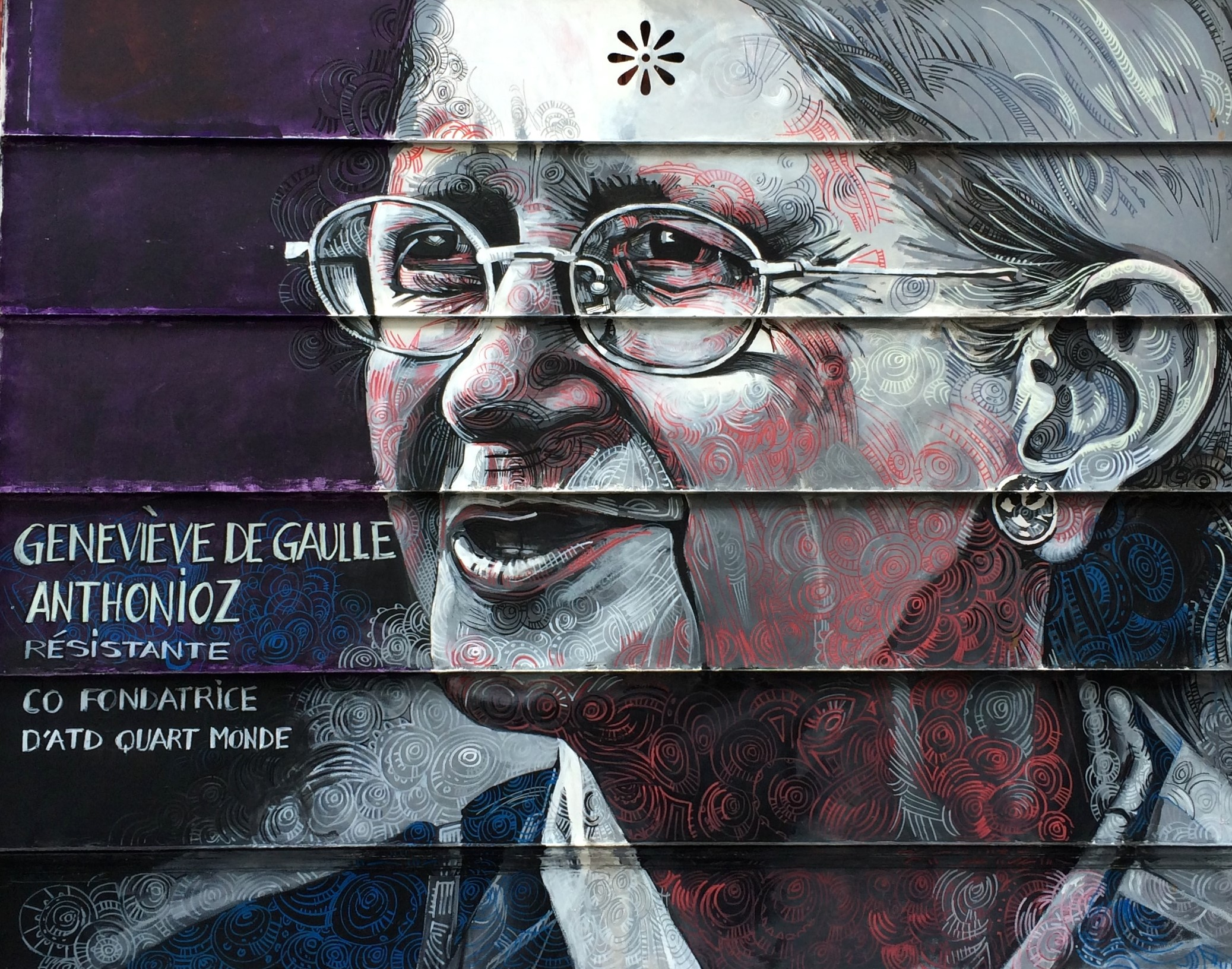
Geneviève de Gaulle-Anthonioz (1920-2002)

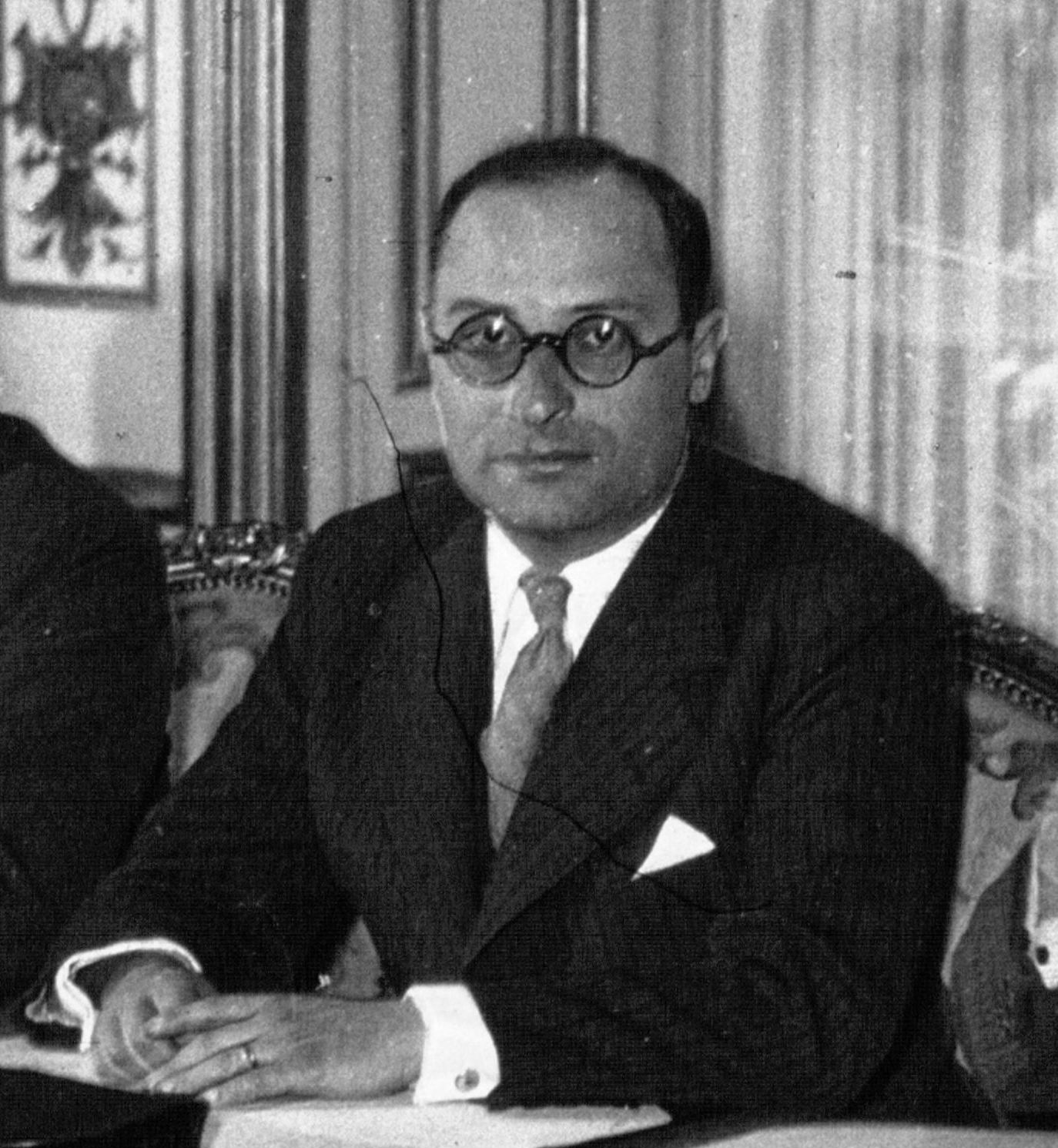
Jean Zay (1904-1944)

Le décret du 7 janvier 2015 décide d'un hommage de la Nation au Panthéon et autorise le transfert des cendres.
L'hommage de la nation est rendu à Pierre Brossolette, Geneviève de Gaulle-Anthonioz, Germaine Tillion et Jean Zay, mais seules les cendres de Pierre Brossolette et de Jean Zay seront transférées au Panthéon, les familles de Geneviève de Gaulle-Anthonioz et de Germaine Tillion ayant souhaité que leurs dépouilles restent dans le cimetière où elles ont été inhumées.
La cérémonie a eu lieu le 27 mai 2015. Les cercueils sont descendus dans le caveau IX.

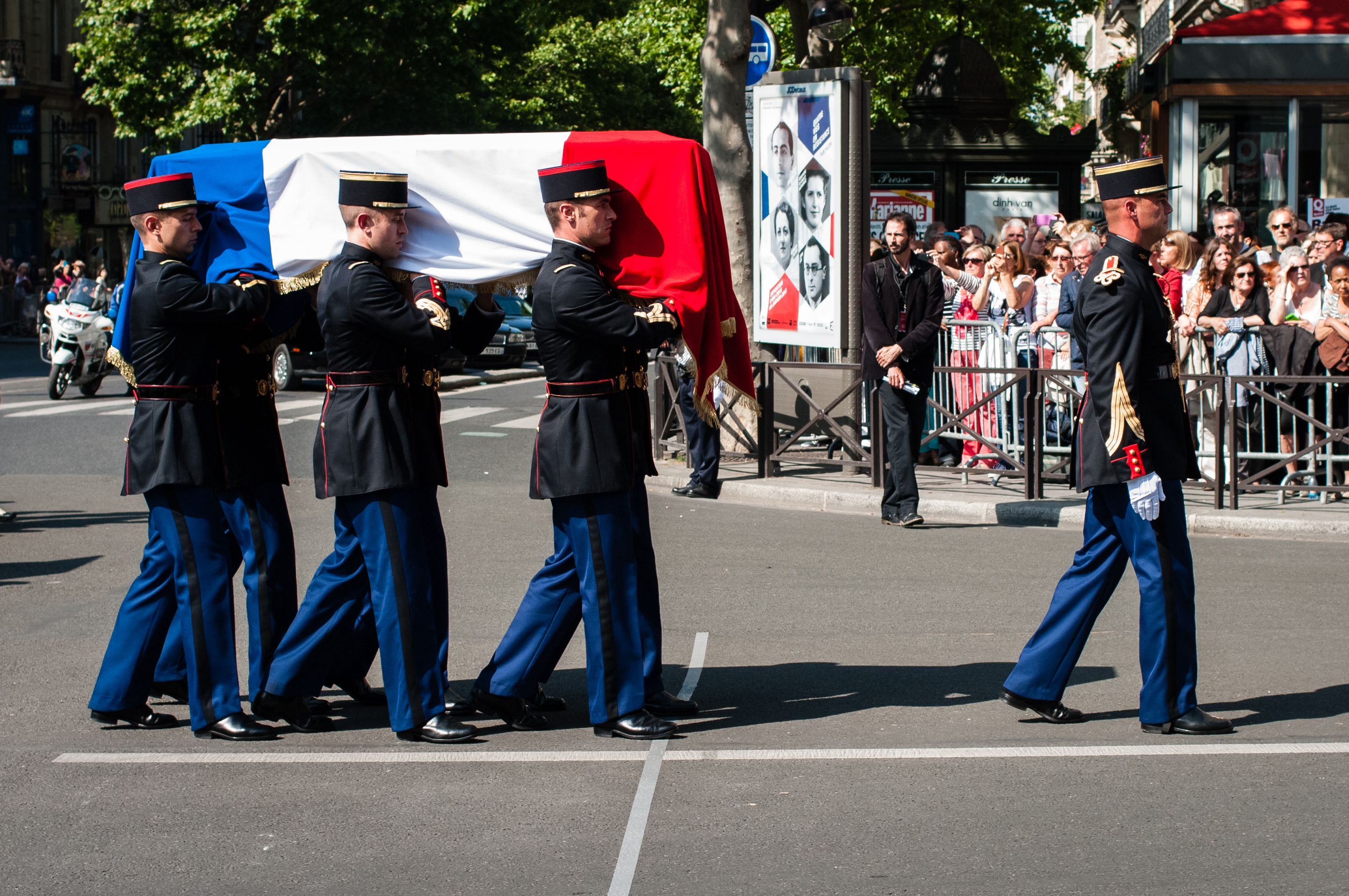
Germaine Tillion, Geneviève de Gaulle-Anthonioz, Pierre Brossolette et Jean Zay rentrent au Panthéon.

#### SimoneetAntoine Veil, le dimanche1erjuillet 2018

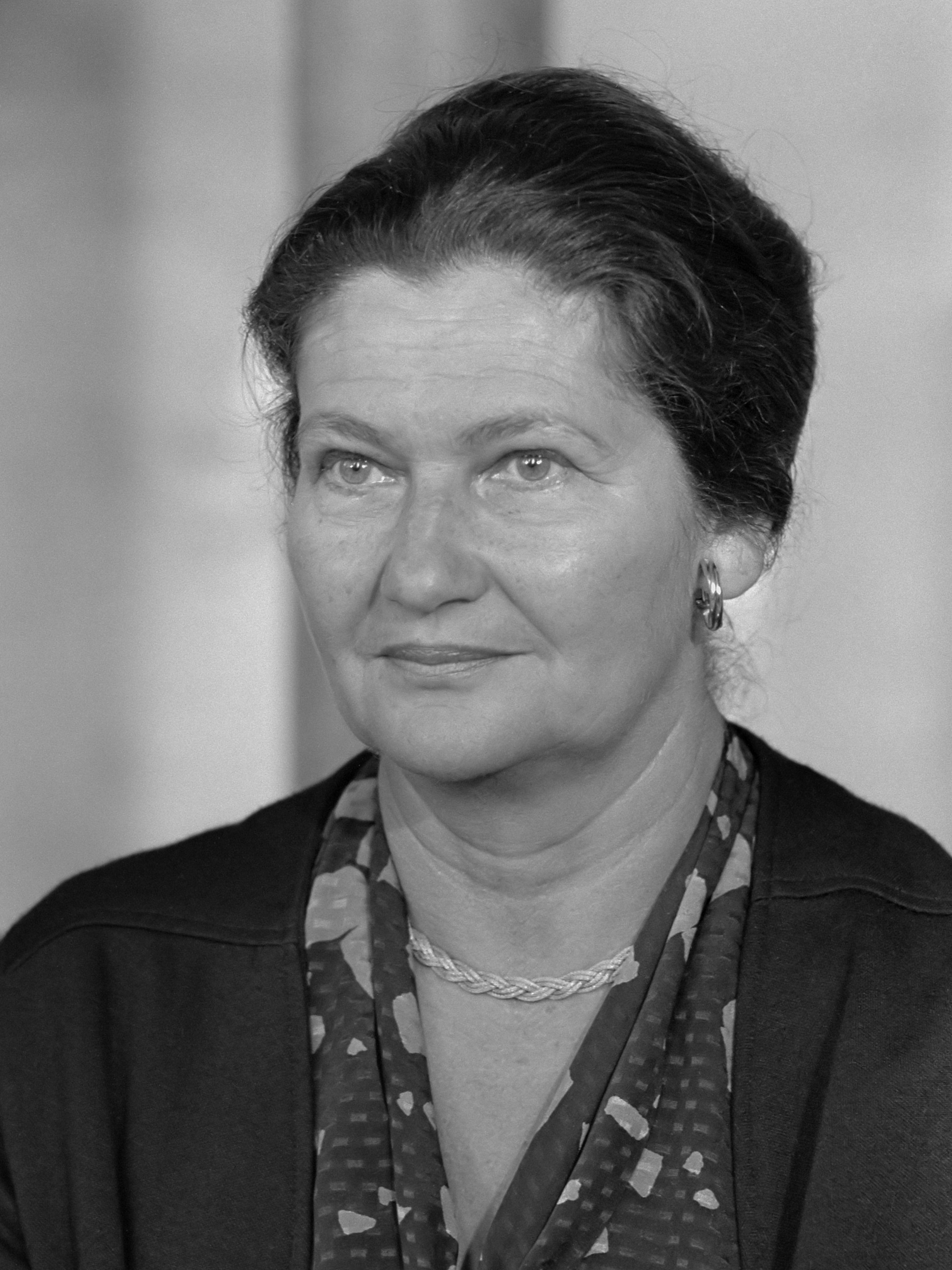
Simone Veil (1927-2017)

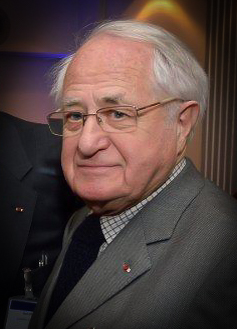
Antoine Veil (1926-2013)

Le 5 juillet 2017 lors de l'hommage à Simone Veil aux Invalides, le président de la République Emmanuel Macron annonce que Simone Veil entrera au Panthéon avec son époux Antoine Veil. Ce transfert se déroule le 1er juillet 2018.
Les 29 et 30 juin 2018, les cercueils des époux Veil, exhumés du cimetière du Montparnasse, sont exposés au Mémorial de la Shoah, dans le 4e arrondissement de Paris. La cérémonie d'entrée au Panthéon se déroule le 1er juillet,. Simone Veil devient la cinquième femme à y faire son entrée.
Le convoi est parti du Mémorial de la Shoah. Il s'est ensuivi une longue procession vers le Panthéon en remontant la rue Soufflot. Le cortège s’est arrêté trois fois au cours de sa remontée. Trois arrêts pour rendre hommage aux trois grands combats menés par Simone Veil, : celui pour les droits des femmes, marqué par l’adoption de la loi autorisant l’interruption volontaire de grossesse, en 1974 ; celui pour l’Europe, dont elle a été la première femme à prendre la présidence du parlement, en 1979 ; celui pour la mémoire de la déportation, dont elle est rescapée. Trois pauses pendant lesquelles des chants ont été interprétés par des choristes. Des films sur l’Europe et la Shoah sont diffusés sur des écrans géants. À l’arrivée sur la place du Panthéon, quatre-vingt-douze choristes ont entonné Le Chant des Marais.
La cérémonie débute avec un morceau de violoncelle interprété par Sonia Wieder-Atherton, La Chanson de Marie (Song in Remembrance of Schubert) (chant traditionnel juif arrangé par Alexandre Tcherepnine puis transcrit par Franck Krawczyk). Les cercueils sont portés chacun par huit Gardes républicains. À la fin du morceau de violoncelle, un texte lu par Simone Veil évoquant sa judéité est diffusé. Recouverts du drapeau français, les cercueils sont entrés par le portail monumental du Panthéon en présence du président de la république Emmanuel Macron et de son épouse, des deux fils encore vivants du couple Veil et de leurs descendants, au son d’un solo de violoncelle de la suite no 5 de Jean-Sébastien Bach. Le président de la République prononce ensuite un discours d’une trentaine de minutes.
Les cercueils des époux reposent dans la nef du Panthéon. Ils sont déposés le 2 juillet dans le sixième caveau de la crypte, au côté de Jean Moulin, André Malraux, René Cassin et Jean Monnet, après une cérémonie organisée par le palais de l'Élysée.

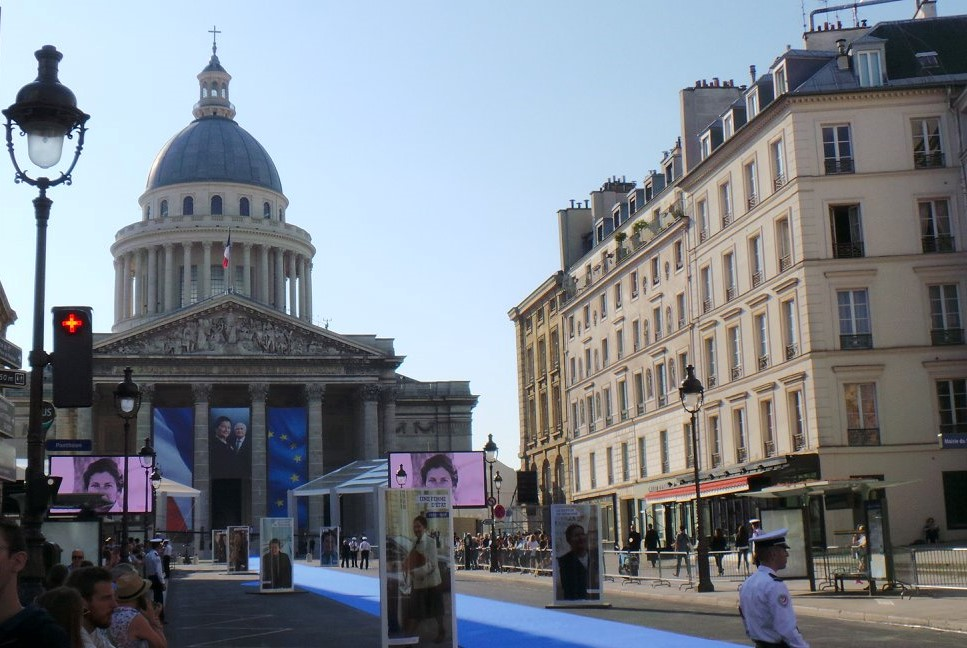
Le Panthéon et la rue Soufflot, aménagés pour la cérémonie
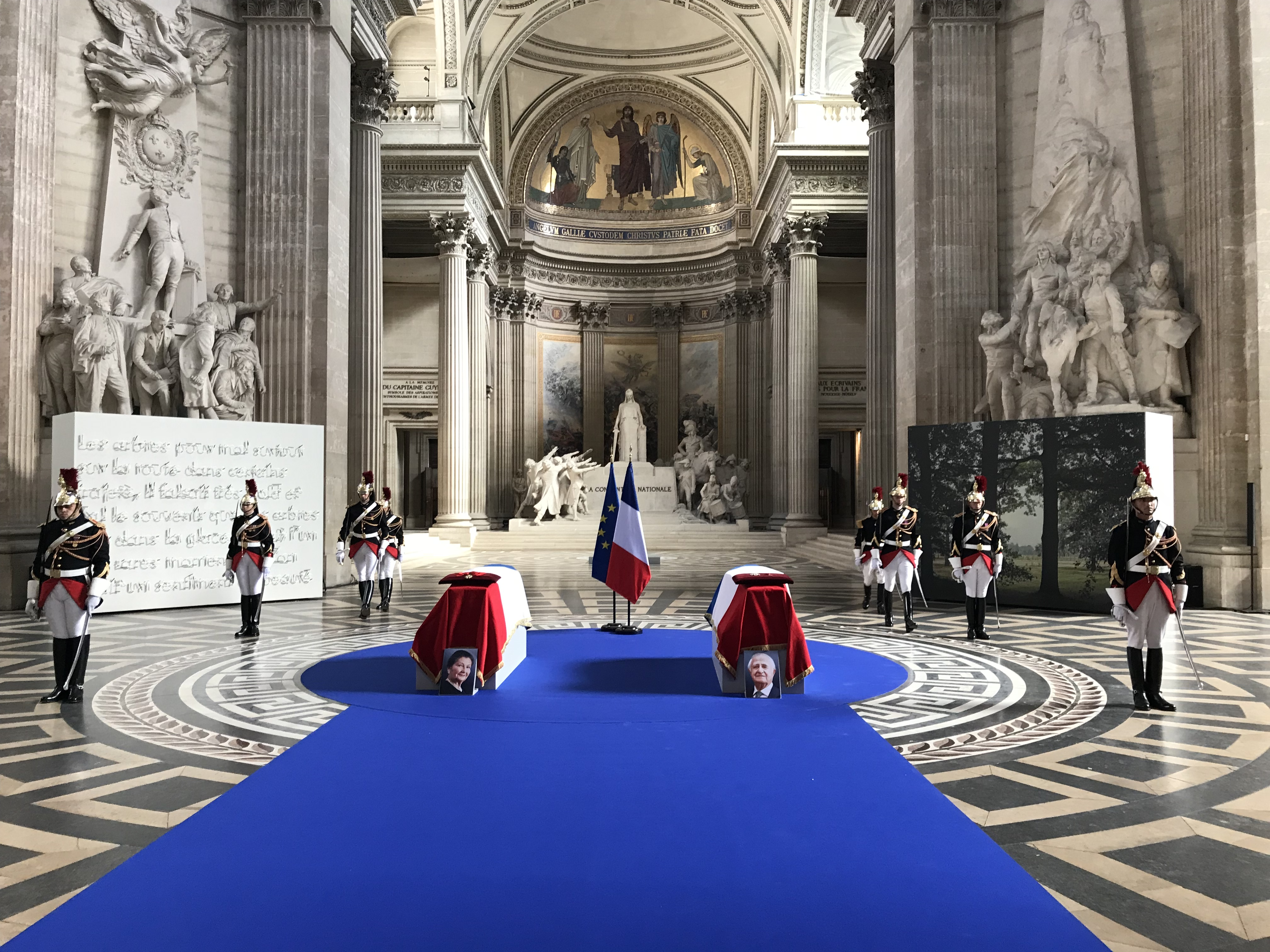
Les cercueils de Simone et Antoine Veil reposant sous la coupole du Panthéon, veillés par des gardes républicains, lors de la cérémonie
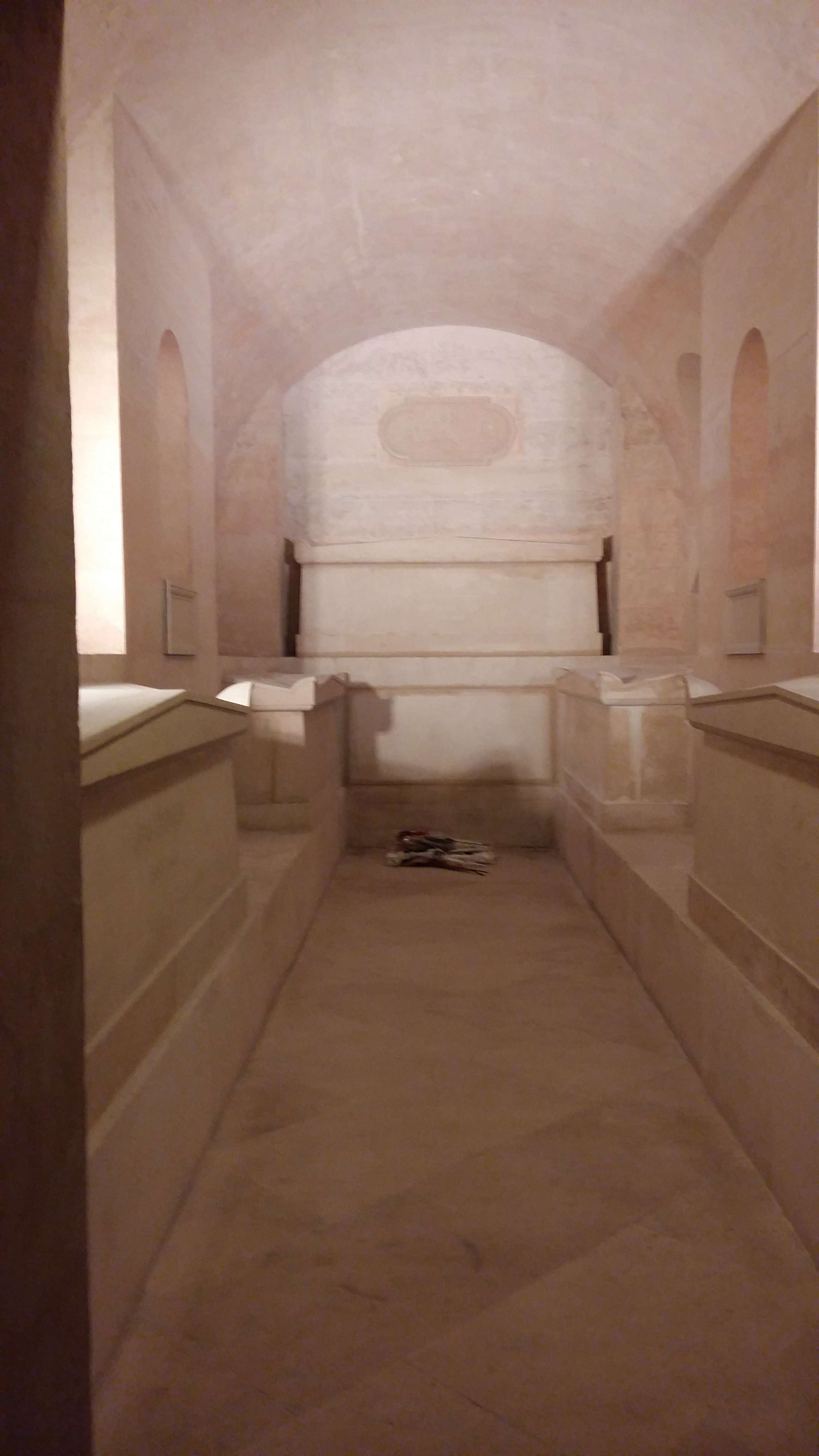
Jean Moulin et André Malraux à gauche, les époux Veil au fond, René Cassin et Jean Monnet à droite

#### Maurice Genevoix, mercredi 11 novembre 2020

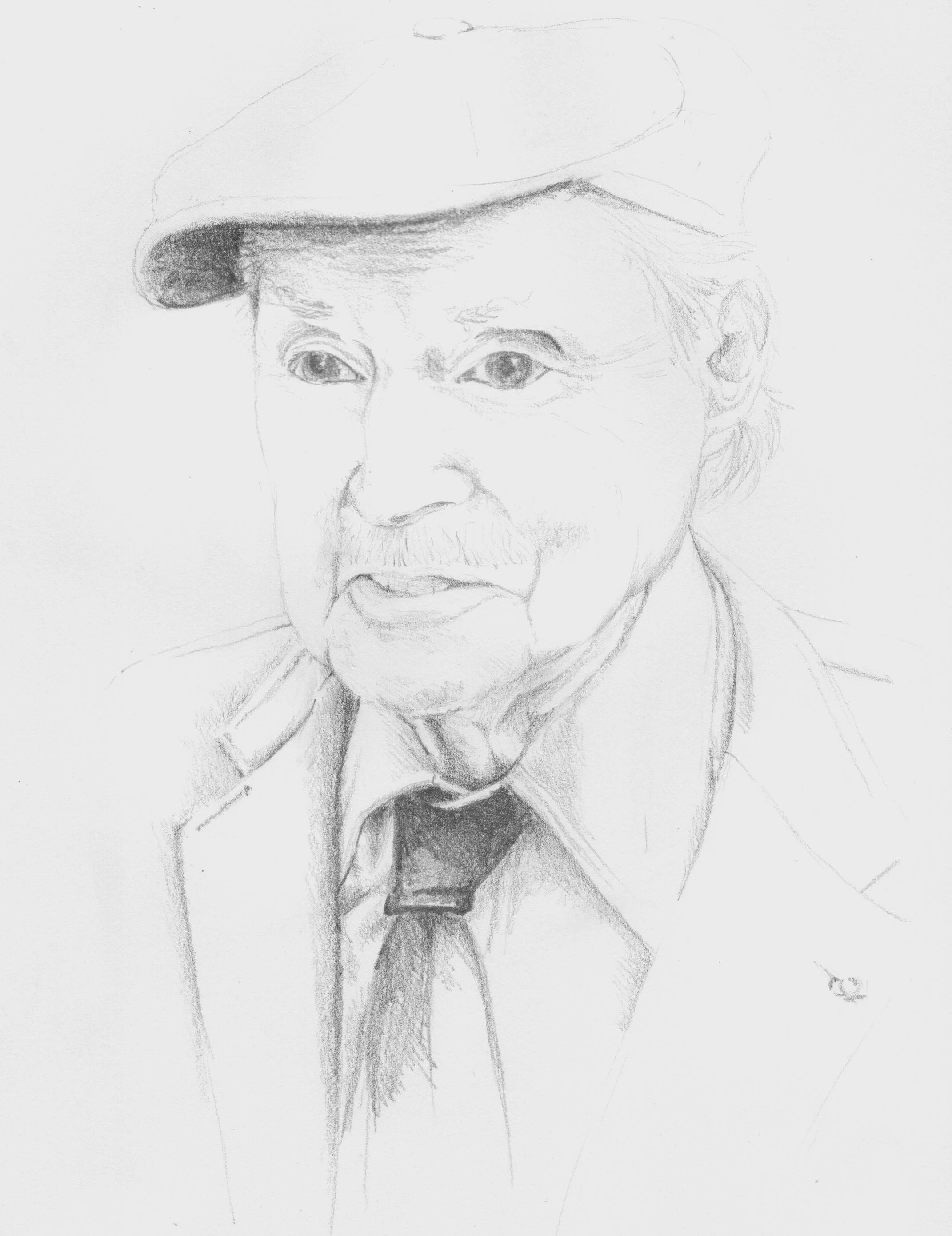
Maurice Genevoix (1890-1980)

Maurice Genevoix devient le 75e homme à entrer au Panthéon.

#### Joséphine Baker, mardi 30 novembre 2021

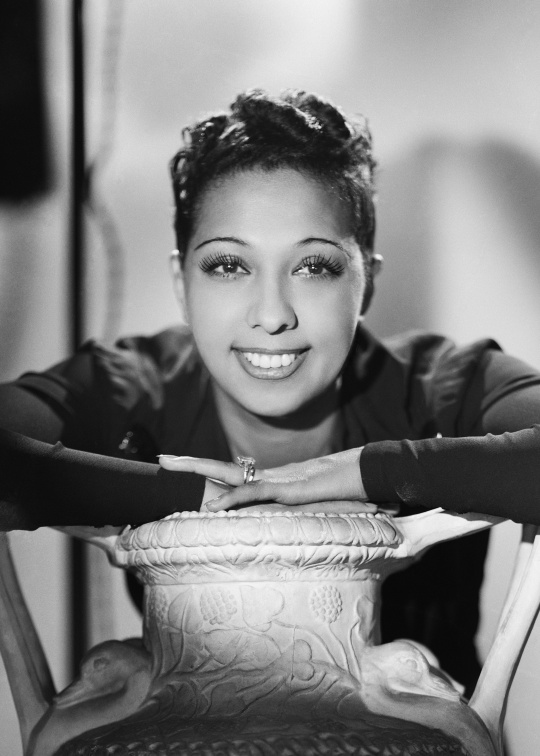
Joséphine Baker (1906-1975)

Reprenant une idée de Régis Debray,, une pétition « Osez Joséphine » lancée à l’initiative de l’essayiste Laurent Kupferman soutient l’entrée au Panthéon de cette « artiste, résistante, féministe et militante antiraciste »,. Elle rassemble 37 920 signatures,.
Le 22 août 2021, le journal Le Parisien annonce l’accord d’Emmanuel Macron pour son entrée au Panthéon le 30 novembre, jour anniversaire de sa naturalisation française, 84 ans auparavant (en 1937). Elle restera cependant inhumée au cimetière de Monaco, de sorte que le Panthéon ne sera pas son tombeau mais son cénotaphe (tombeau sans corps),, dans son cercueil, il a été mis de la terre d'endroits où l'artiste et résistante a vécu.
Joséphine Baker entre au Panthéon le 30 novembre 2021, devenant ainsi la sixième femme et la première femme noire à rejoindre le « temple » républicain,,.

#### MissaketMélinée Manouchian, mercredi 21 février 2024

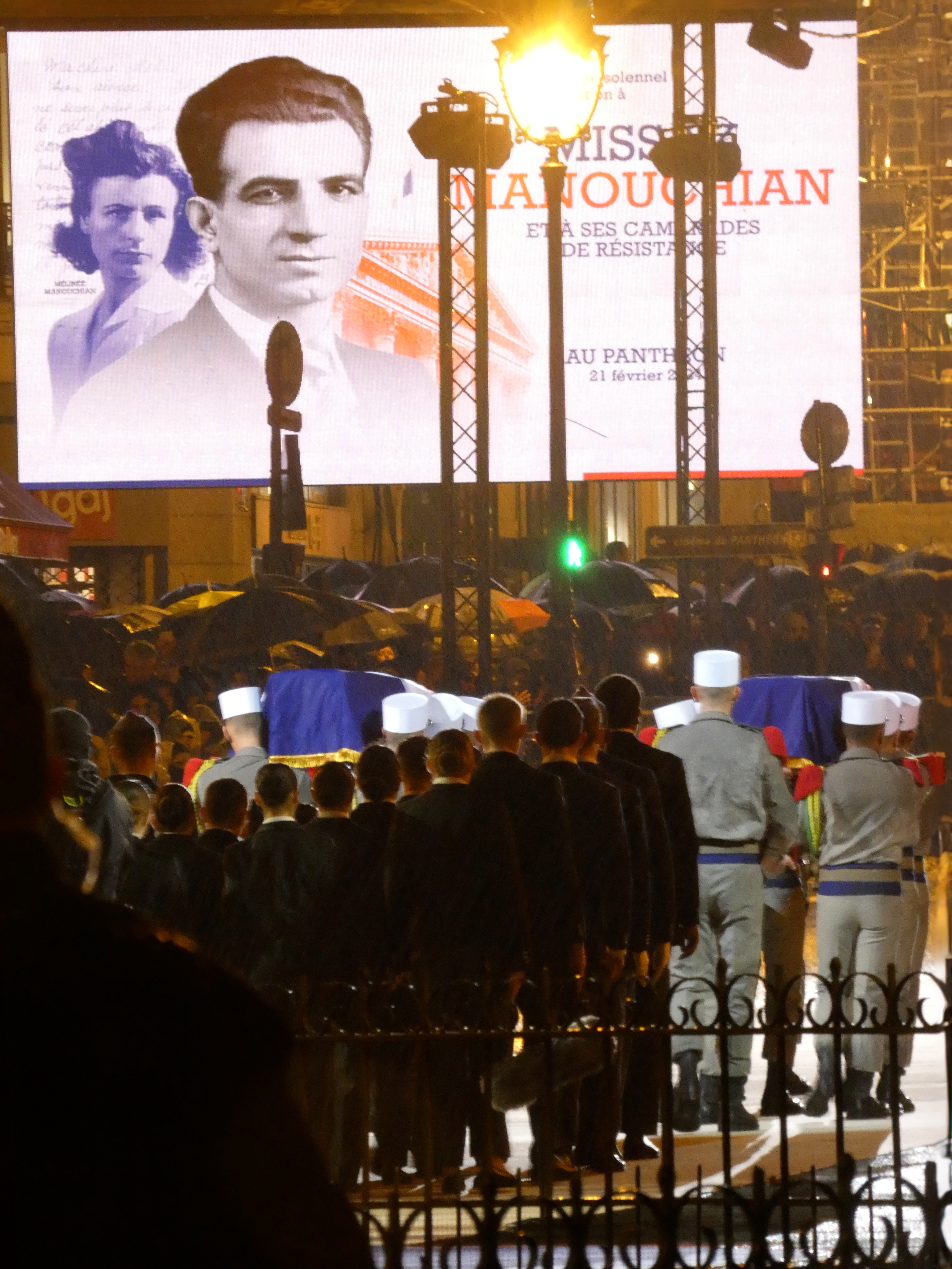
Cérémonie d'entrée au Panthéon de Missak et Mélinée Manouchian.

Un comité de soutien pour l’entrée de Missak Manouchian au Panthéon est lancé le 19 décembre 2021 par le président de l'association Unité Laïque, Jean-Pierre Sakoun et le maire Les Républicains de Valence, Nicolas Daragon, conseillés par l'historien Denis Peschanski et Katia Guiragossian, petite-nièce de Mélinée et Missak Manouchian, dépositaire de la mémoire familiale. Le sénateur communiste Pierre Ouzoulias, petit-fils du commissaire militaire national des FTP Albert Ouzoulias, s’y associe en 2022. Une tribune d’une dizaine de personnalités paraît dans Libération le 13 janvier 2022. Ce comité est reçu à l’Élysée le 30 mars 2022 par Bruno Roger-Petit, conseiller à la Mémoire du président de la République, après de nombreux articles de presse et maintes interventions des porteurs du projet dans les médias,, puis l'année suivante par le président de la République. Celui-ci annonce le 18 juin 2023 sa décision de faire entrer au Panthéon Missak Manouchian le 21 février 2024, soit 80 ans après son assassinat, accompagné de son épouse Mélinée,.
Le 7 décembre 2023, le président de la République Emmanuel Macron, accompagné des membres du comité pour l'entrée de Missak Manouchian au Panthéon, visite la crypte du Panthéon et choisit de faire reposer Manouchian et son épouse dans le caveau no XIII, aux côtés de Maurice Genevoix et de Joséphine Baker.
60 ans après Jean Moulin, première personnalité de la Cinquième République accueilli sous le dôme, Missak et Mélinée Manouchian entrent au Panthéon le 21 février 2024,. Vingt-quatre résistants étrangers morts pour la France sont salués par le président Emmanuel Macron et célébrés lors de la cérémonie.
Après différentes manifestations d'hommage et interventions de personnalités dès la veille au Mont-Valérien, la cérémonie, présidée par Emmanuel Macron, en présence du premier ministre d'Arménie Nikol Pachinian, débute au Panthéon au son du duduk arménien avec Un rêve à l'horizon interprété par Rostom Khachikian suivi par la lecture de la dernière lettre de Missak à Mélinée par Patrick Bruel et de la citation par Serge Avédikian du nom des vingt-trois compagnons de lutte suivis chacun de la mention « Mort pour la France » scandée par les élèves du lycée militaire d'Autun. Les deux cercueils attendent place Edmond-Rostand, sous une gigantesque affiche rouge, d'être transportés, pendant la diffusion du récit de la vie des deux résistants, par quatorze hommes de la Légion étrangère, jusqu'à la coupole, le long de la rue Soufflot, selon une scénographie qui prévoit trois stations symbolisant le parcours des Manouchian. À la première station, « Survivre », le chœur d'enfants de la Maîtrise Populaire de l'Opéra Comique dirigée par Sarah Koné chante et danse Ils sont tombés, chanson de Charles Aznavour et Georges Garvarentz évoquant le génocide arménien. À la deuxième station, « Choisir », des extraits des Carnets de Missak Manouchian sont lus par les acteurs Laurent Natrella, Céline Samie, Serge Bagdassarian, François Feroleto et Lisa Toromanian. À la troisième station, « Résister », les jeunes de la maîtrise chantent La Complainte du partisan d'Emmanuel d'Astier de La Vigerie et Anna Marly. À l'arrivée devant le Panthéon, le Chœur de l'Armée française dirigé par Aurore Tillac chante a cappella Le Chant des partisans écrit par Joseph Kessel et Maurice Druon. Les cercueils sont déposés sur l'esplanade, entourés par les portraits des vingt-trois compagnons de combat. Arthur Teboul accompagné par son groupe Feu ! Chatterton interprète L'Affiche rouge composée par Léo Ferré sur le texte du poème Strophes pour se souvenir écrit en 1955 par Louis Aragon. Une animation son et lumière est ensuite projetée sur la façade du monument, illustrant les étapes de la vie des Manouchian et la mort de Missak et de ses compagnons « morts pour la France » dont les visages entourant ceux de Missak et Mélinée s'affichent entre les colonnes sous la mention illuminée du fronton : « Aux grands hommes, la patrie reconnaissante ». Les portes du sanctuaire s'ouvrent sur le son du violoncelle d'Astrig Siranossian interprétant Grounk, l'oiseau d'Arménie pendant que les deux cercueils transportés par les hommes de la Garde républicaine sont placés sous la coupole.
Le nom des vingt-trois membres du Groupe Manouchian exécutés est gravé sur la plaque de la crypte.

#### Robert Badinter, jeudi 9 octobre 2025
En avril 2025, Emmanuel Macron annonce que Robert Badinter, avocat et homme politique, va entrer au Panthéon le 9 octobre 2025. Il s'agit de la date anniversaire (quarante-quatre ans) de l'abolition de la peine de mort en France du 9 octobre 1981 (première présidence de François Mitterrand), alors que Robert Badinter était garde des Sceaux et ministre de la justice.

#### Marc Bloch, mardi 16 juin 2026
En avril 2025, le président de la République annonce également l'entrée au Panthéon, de l'historien et résistant Marc Bloch pour le 16 juin 2026, date correspondant au 82e anniversaire de son exécution par les nazis.